# 気候変動による農業への影響

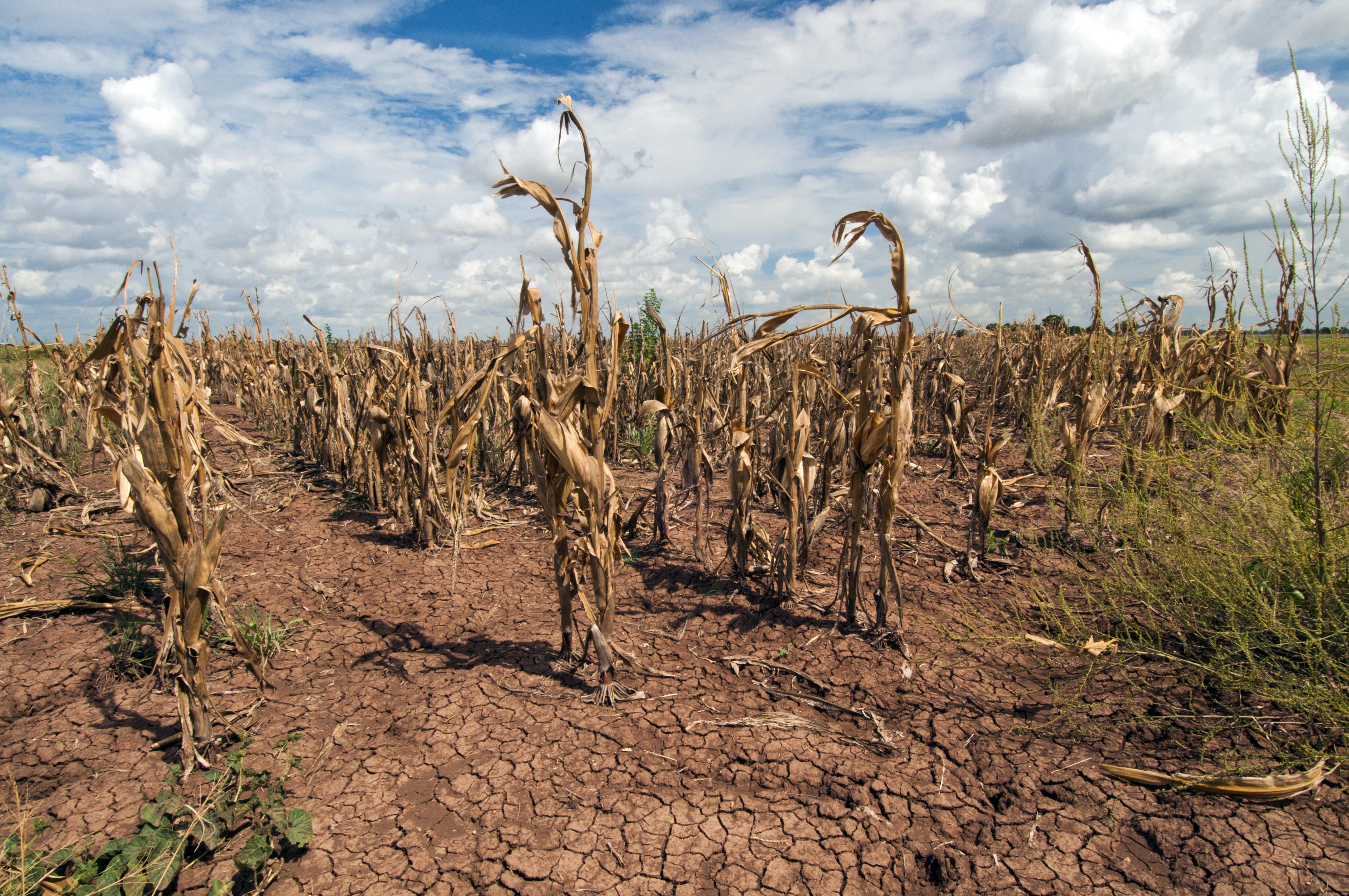
干ばつに見舞われたトウモロコシ畑、米国テキサス州

気候変動による農業への影響（きこうへんどうによるのうぎょうへのえいきょう、英：effects of climate change on agriculture）は多数あり世界の食料安全保障を確保するうえで農業活動をより困難にしている。

## 概要
気温の上昇および気象パターンの変化は、干ばつ・熱波による水不足ならびに洪水により作物収量の低下を引き起こし、複数地域で同時に凶作が起こるリスクを高めうる。世界的同時不作が発生すれば、世界の食料供給に深刻な結果をもたらす。さらに植物害虫や植物病害がより広範囲に広がったり、流行しやすくなったりすることが予測されている。畜産も気候変動の被害を被り、具体的には熱ストレス・飼料不足・寄生虫・家畜伝染病の拡大などである:746。
主に化石燃料の燃焼による大気中の人為的二酸化炭素（CO₂）濃度の上昇は、CO₂施肥効果と呼ばれる効果をもたらす。この効果は気候変動が農業に及ぼす悪影響の一部を軽減するが、その代償として作物中の必須微量栄養素の含有量すなわち栄養価は低下する:717。CO₂施肥効果はトウモロコシのようなC4作物にはほとんど影響しない。沿岸部では海面上昇により一部の農地が失われると予測されており、さらに氷河融解により灌漑用水が減少する可能性もある。一方で寒冷地では温暖化により耕作可能な土地が増加する場合もある。他にも侵食・土壌肥沃度の変化・生育期間の変化などの影響がある。サルモネラのような細菌やマイコトキシン産生真菌は、気温上昇により増殖が促進され、これが食品の安全性・損失・価格に悪影響を及ぼす。
気候変動が個々の作物に与える影響については広範な研究が存在し、特に主要4作物（トウモロコシ・米・小麦・大豆）に関する研究が多い。これらの作物は人類が摂取する全カロリーの約3分の2（畜産飼料を介した間接的摂取を含む）を担っている。将来の人口増加などの不確実性についての調査により、今後の食料需要はさらに増加すると見込まれている。将来の土壌侵食や地下水枯渇の程度も不確実要素である。一方1960年以降いわゆる「緑の革命」により単位面積あたりの収量は250〜300%向上しており、この進展の一部は今後も続くと予想されている:727。 
2022年時点では21世紀中は気候変動が原因で世界規模の飢饉が起こるとは予想されていないものの、現実には2021年には7億2000万〜8億1100万人が栄養不足にあり、そのうち約20万人が壊滅的なレベルの食料不安に直面していた。気候変動により2050年までにさらに800万〜8000万人が飢餓リスクにさらされると予想される（この推計値幅は温暖化の強度および気候変動適応策の効果によって異なる）:717が、その頃までには農業生産性の向上により数億人分は食料安全保障が改善されると楽観視する論調もある。2100年以降にかけての長期的予測は殆どなされていないが、将来的な極端気象の影響について懸念されている。

## 気象変動による直接的な影響

### 極端気象の増加

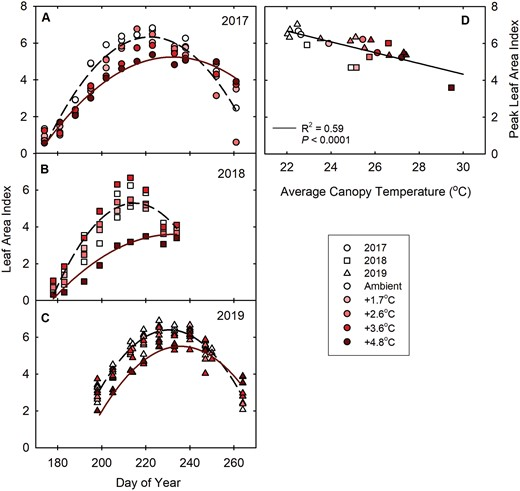
ダイズは本来の適正気温以上の温度にさらされると、成長が遅くなり葉の成長面積が小さくなる。2017 年 (A)、2018 年 (B)、2019 年 (C) の周囲および 4 つの高温プロットで測定された葉面積指数 (LAI)。破線は周囲 LAI の非線形フィット、実線は +4.8 °C 処理のフィット。 (D) 上記3 年間および 5 つの異なる温度処理にわたる最大LAIと季節平均樹冠温度との相関関係。

農業は天候に敏感であり、熱波・干ばつ・豪雨などの極端気象は深刻な損失を引き起こす。たとえばオーストラリアではエルニーニョ現象の際に農家が損失を被る可能性が高く、2003年欧州熱波では130億ユーロの保険対象外の農業損失が発生した。気候変動は熱波の頻度/強度を高め降水の予測困難性や極端性を強めるが、気候変動帰属研究は比較的新しい分野であり、特定の気象事象とその損害を自然変動ではなく人為的気候変動と確定的に結びつけることは容易ではない。例外として西アフリカでは気候変動による極端気象の強化により既に雑穀収量が10〜20%、モロコシ収量が5〜15%低下していることが確認されている。また2007年に南部アフリカで発生した干ばつは気候変動により悪化しており、食料価格の上昇およびレソトにおける「緊急食料不安」を引き起こした。同地域では2014〜2016年エルニーニョの影響も気候変動によって悪化し農業に被害を及ぼした:724。

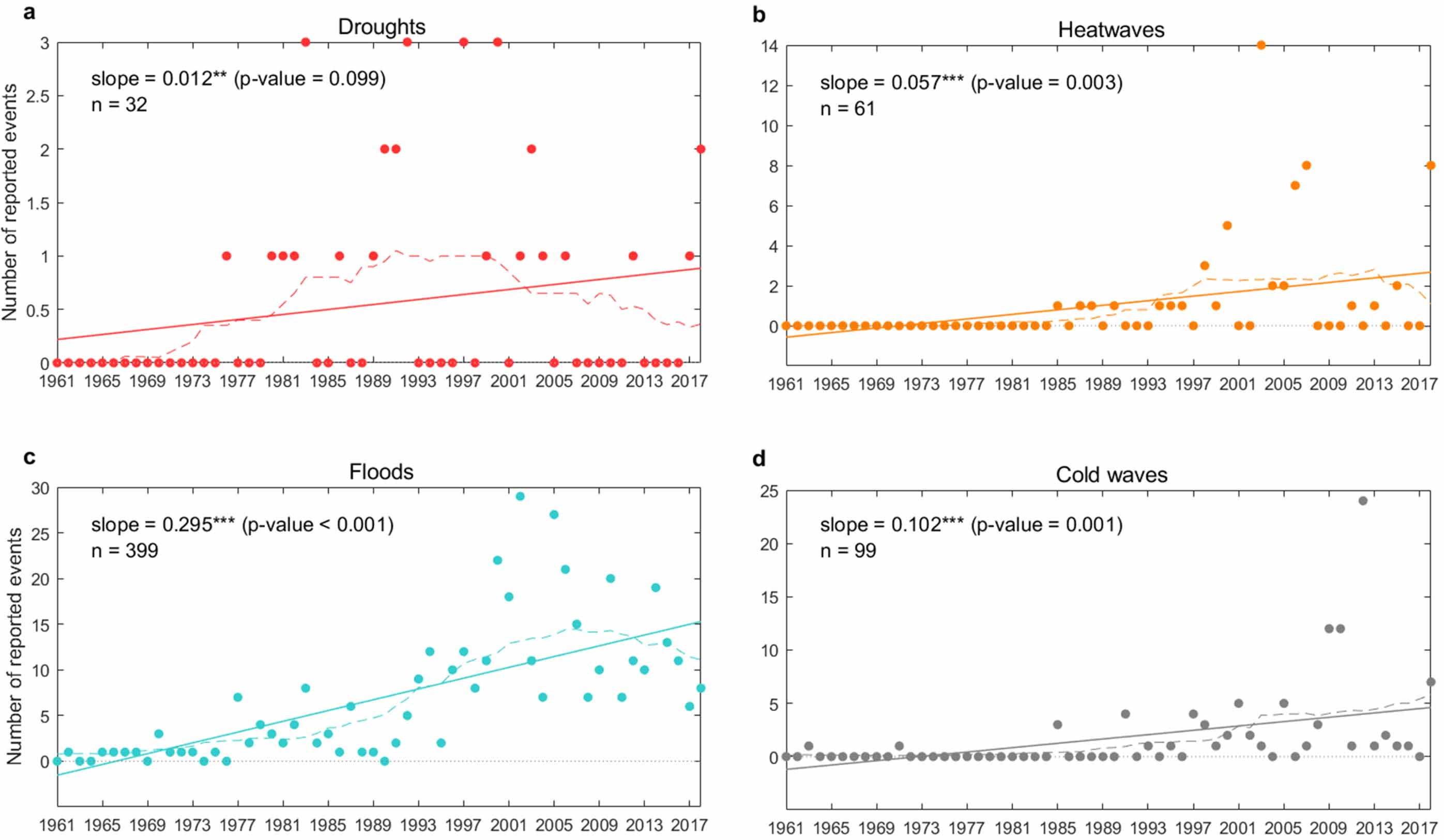
1964年から2015年にかけて欧州で観測された極端気象の増加。左上から時計回りに：干ばつ、熱波、寒波、洪水。

欧州では1950年から2019年にかけて熱波の頻度と連続して発生する可能性が増加した一方で、寒冷の極端気象は減少した。同時期、北欧および東欧の大部分で豪雨がより頻繁に発生するようになり、逆に地中海地域では干ばつの影響が強まった。欧州における熱波と干ばつが農作物生産に及ぼす影響の深刻度は、50年間で3倍になったとされる。2.2%であった1964〜1990年の農作収量損失は1991〜2015年には7.3%に増加した。2018年の夏にはおそらく気候変動と関連している熱波により世界中多くの地域、特に欧州で平均収量が大きく低下した。8月中にはさらなる作物の不作が起こり、世界の食料価格が上昇した。 
洪水も気候変動と関連しており近年の農業に著しい悪影響を及ぼしてきた。たとえば2019年5月米国中西部では洪水によりトウモロコシの播種時期が短縮され、予想収量は150億ブッシェルから142億ブッシェルに減少した。2021年欧州洪水では最も被害の大きかった国の一つであるベルギーの農業が深刻な損害を被り、土壌侵食などの長期的影響も懸念された。また中国では2023年の研究により、過去20年間にわたる極端降雨が米の生産量を約8%減少させたことが判明し、この影響は同時期の極端高温による損失と同程度であるとされた。

### 気温上昇による農作被害

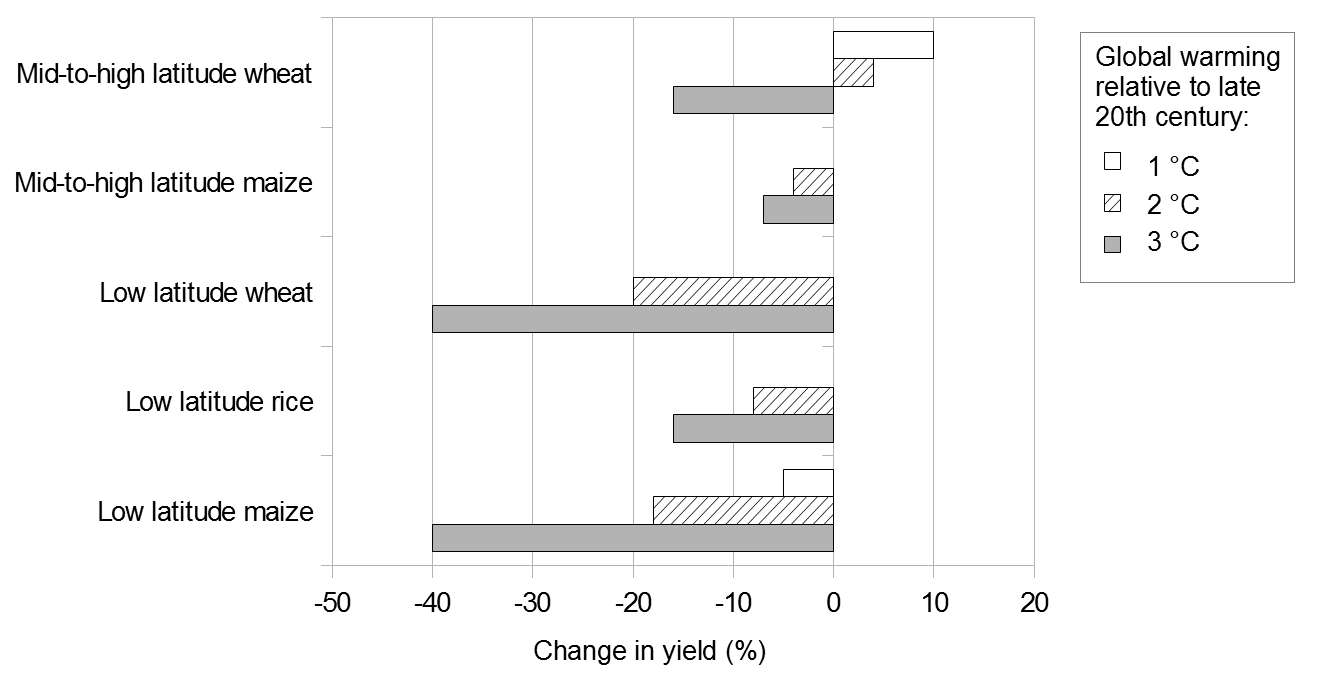
2011年に米国国立研究評議会が予測した、地球温暖化による作物収量の変化。上から小麦（中高緯度）・トウモロコシ（中高緯度）・小麦（低緯度）・米（低緯度）・トウモロコシ（低緯度）。白・斜線・灰色はそれぞれ気温上昇1, 2, 3℃の場合。例えば低緯度での小麦およびトウモロコシの収量は気温3℃上昇で40％減となる。

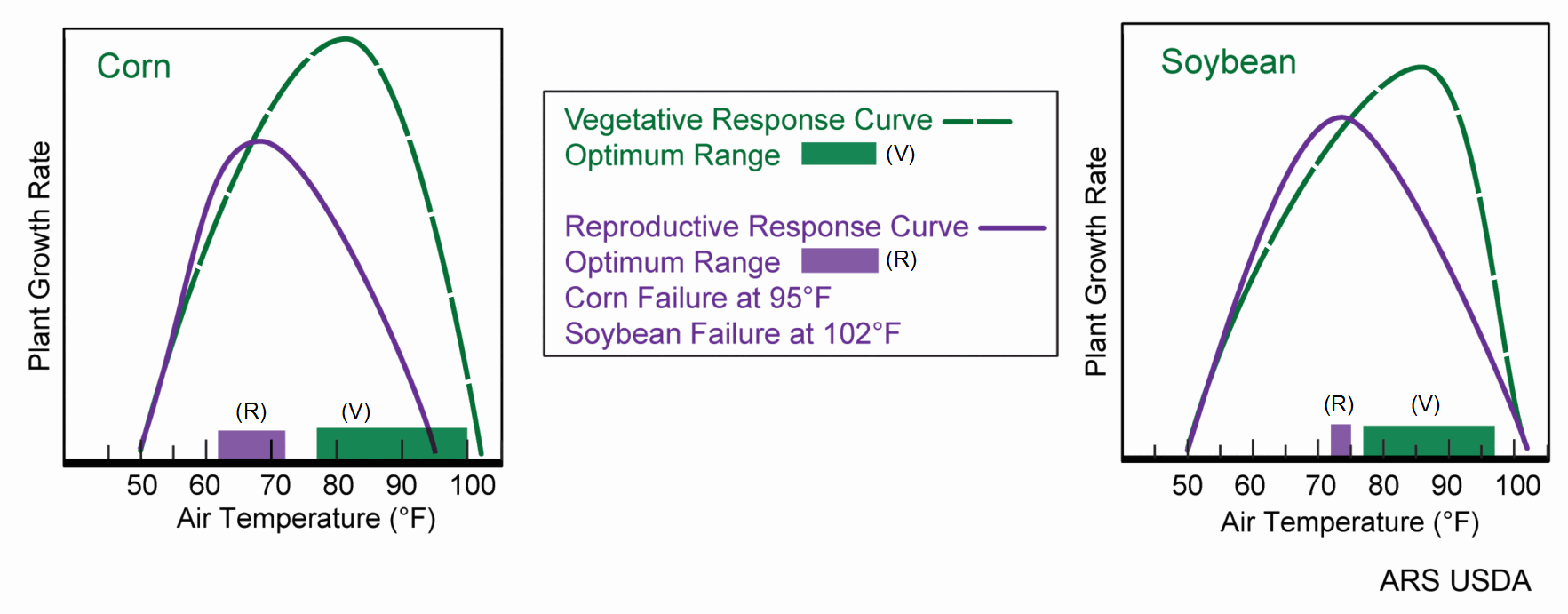
トウモロコシ（左）は35℃以上、大豆（右）は38.8℃以上の温度では成育（緑色）はできても繁殖（紫色）はできなくなる、すなわち作物収量は完全にゼロとなる。

気温および気象パターンの変化により農業に適した地域は変化し、乾燥/半乾燥地域（中東、・アフリカ・オーストラリア・アメリカ南西部・南欧州）で気温が上昇し降水量が減少すると予測されている。熱帯地域では（今世紀前半に予想される）1〜2℃程度の気温上昇により総じて作物収量が減少する見込みであり、さらに今世紀後半にはさらなる気温上昇により、カナダやアメリカ北部を含む全世界地域で作物収量の減少が見込まれている。多くの主食作物は高温に非常に敏感であり、たとえば気温36℃を超えると、大豆の苗は枯死しトウモロコシの花粉は受精能力を失う。ある見積もりでは、地球の平均気温が1℃上昇すると将来的に作物収量が5〜10%減少しうる。
一部地域では冬季の気温上昇と無霜日数の増加さえもむしろ悪影響をもたらすことがある。なぜならこれにより植物の開花期と花粉媒介者の活動の間にズレ（現象学的不一致）が生じ、受粉の不成功をきたすからである。長期的な気温上昇は生育期間を延長させるとする研究があり。2014年の研究は、中国黒竜江省において気温の上昇によりトウモロコシの収量が10年間で7〜17%増加したと報告している。しかし一方で、2017年のメタ分析（2種の気候モデル・統計的回帰・フィールド実験の4手法のデータ比較）は、地球規模では気温上昇そのものが主要4作物の収量に一貫して負の影響を与えると結論づけており、収量増加があるとすればそれは降水パターンの変化やCO₂施肥効果によるものである可能性が高いとしている。

### 気温上昇による畜産被害

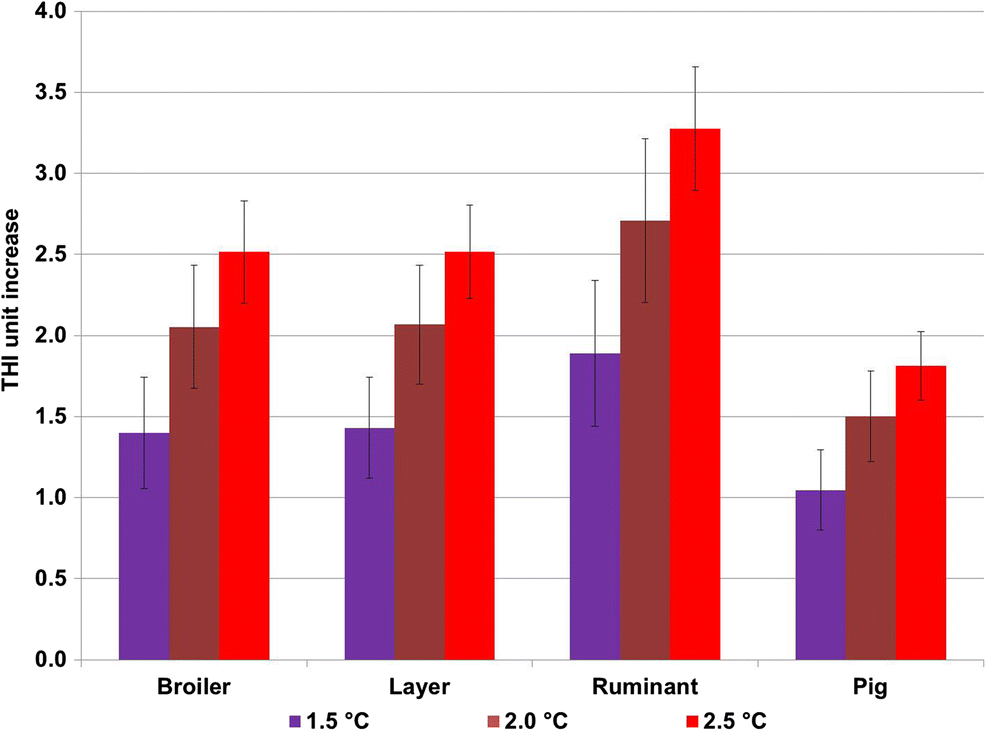
THI（熱指数、注：不快指数ではない）は熱ストレスの指標として広く用いられる。地球温暖化は家畜のTHIのさらなる上昇を引き起こす。ジャマイカでの見積もり：左から順に、ジャマイカの肉用鶏、採卵鶏、反芻動物（牛・羊など）、豚。1.5℃温暖化の場合反芻動物および鶏にとって「非常に深刻な」熱ストレスは毎日起こるようになり、2℃に達するとその期間はさらに延びる。

一般的に家畜にとって快適気温範囲は10〜30℃である:747。温暖化が寒冷地域で人間の体感的快適さを向上させるという単純な期待と同様、同地域の家畜もより温暖な冬の「恩恵」を受ける。しかし地球全体で見ると夏季の平均気温上昇やより頻繁・強力な熱波は、家畜が熱ストレスを受けるリスクを大幅に高める。最悪温暖化シナリオSSP5-8.5では、低緯度地域における牛・羊・ヤギ・豚・鶏が、年間72〜136日の極端な高温・高湿による深刻なストレスを被ると予測されている:717。
牛は屋外で飼育されることが多く気候の変化に直接さらされるため、これまでの熱ストレスと家畜に関する研究は主に牛に焦点を当ててきた。実際には2006年頃すでに世界の豚の50%以上、鶏の70%以上が完全屋内飼育であり、将来的には豚で3〜3.5倍、採卵鶏で2〜2.4倍、肉用鶏で4.4〜5倍にまで増加すると予測された。断熱された建物内で換気システムによって管理されている屋内飼育では、屋外飼育よりも温暖化から守られていると考えられてきた。しかしかつて冷涼だった中緯度地域では、夏季には屋内の気温はむしろ屋外より高くなることがすでに確認されており、気温の上昇が換気システムの設計限界を超えることで、屋内飼育の家畜がかえって屋外よりも高い熱ストレスにさらされる可能性があるとされている。

### 農業用水の可用性と確実性

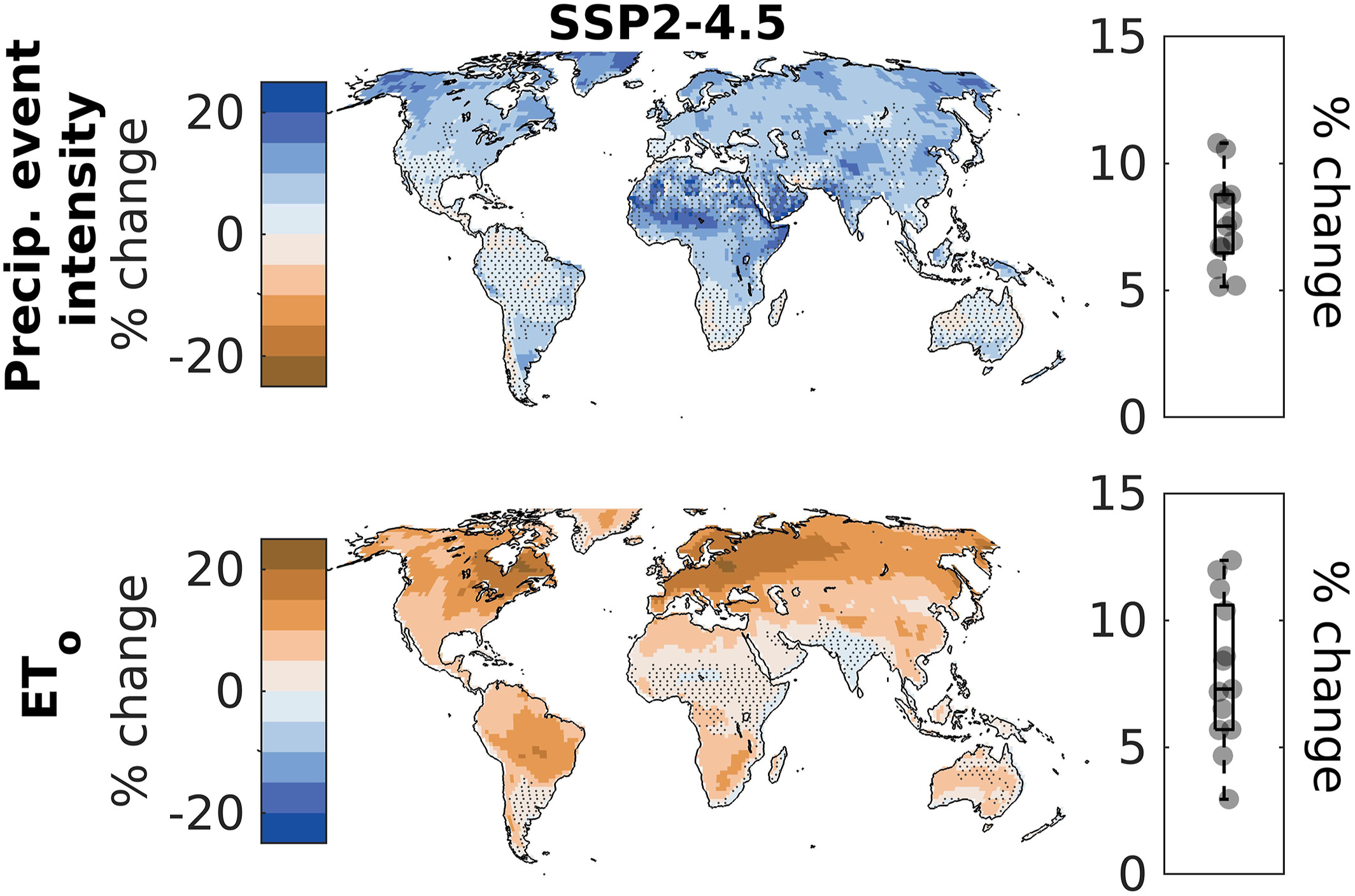
温暖化は降水量増加と蒸発散による水の損失の両方を激化させる。2070～2100年における全球気候モデル（GCM）アンサンブル平均値の、1950～1980年の基準値に対するSSP2-4.5に基づく平均降水強度（上）と日基準蒸発散量（下、ETo）の変化予測。右の散布点図は、上下それぞれの図における陸域平均増加量予測の分布であり、大まかには5～11%に達する。

干ばつと洪水の両方が作物収量の減少に寄与している。温暖化1℃ごとに大気中水蒸気量は約7%増加し（クラウジウス・クラペイロンの式で計算される）結果として降水量が増加するが、この増加は空間的にも時間的にも均等に分配されるわけではなく、すでに大気循環パターンによって地域ごとの降水量に違いがある。気候変動の中程度のシナリオ（SSP2-4.5）では、世界的な降水の規模が11.5%増加する一方で、その間隔は平均5.1%長くなる。最も排出の多いシナリオ（SSP5-8.5）では、降水の規模は18.5%増加し間隔は9.6%長くなる。一方、植物からの蒸発散による水の損失はほぼすべての地域で増加する。CO₂施肥効果はこのような損失を減らす働きも持つが、どちらの効果が優位になるかは地域の気候に依存する。2020–2023年アフリカの角の干ばつは、持続的な少雨に加え蒸発散の大幅な増加がさらに悪化させたことが主原因とされており、これは産業革命前（温暖化以前）の気候であれば対処可能であった可能性がある。
全体として干ばつは気候変動の影響でより頻発している。アフリカ・南欧州・中東・アメリカ大陸の大部分・オーストラリア・南/東南アジアは、降水量が世界的に増加するにもかかわらず干ばつがより頻繁かつ激しくなると予想される。干ばつは陸上の降水・蒸発・土壌水分をかき乱し、人口増加や都市拡大によって水需要が増すことでさらに悪化しうる。結果は水不足であり、作物不作、家畜放牧地損失、開発途上国の貧困をいっそう悪化させ栄養不良・飢饉につながる。

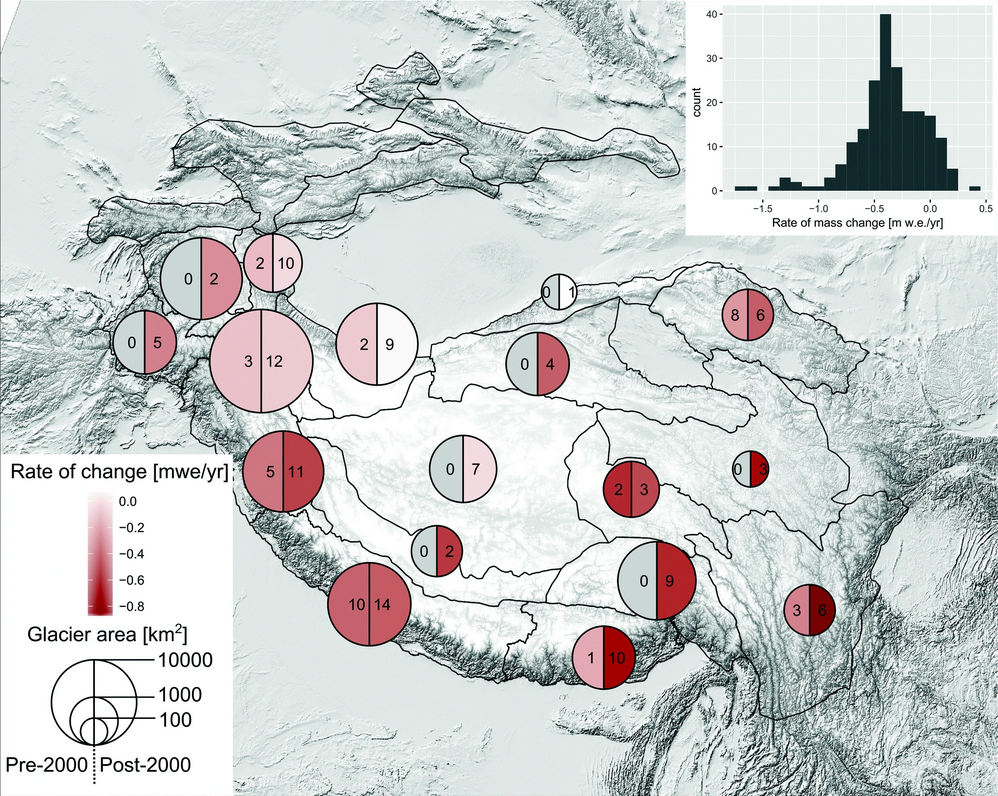
20世紀から21世紀初頭にかけてのヒンドゥークシュ・ヒマラヤ地域で観測された氷河の質量変化。各円の左半分は 20世紀の平均質量変化を表し、右半分は21世紀の平均質量変化を表す。各半円内の数字はその地域の氷河の数、円の大きさは氷河の合計面積を表し、陰影はそれらの氷河が経験した質量損失の程度を表す（白は質量損失無し、濃い赤色は最も著しい質量損失）。

農作物への灌漑は、降水量の減少や気温上昇による収量への影響を緩和しうる。しかし水資源を灌漑に使うことは欠点があり費用もかかる。さらに一部の灌漑用水源は信頼性が今後低くなる可能性がある。たとえば夏季の氷河からの流出水を利用する灌漑について、氷河の後退は1850年からすでに観測されており今後も続くと予想されており、いずれ氷河が枯渇して流出水は減少または完全に消失しうる。アジアでは1.5℃の地球温暖化によりアジアの高山の氷の質量が約29–43%減少すると予測されている。ヒマラヤ河川系の流域には約24億人が住んでおり、インドだけでもガンジス川は5億人以上に飲料水と農業用水を供給している。インダス川流域ではこれらの山岳水資源はモンスーン期以外の灌漑の最大60%を供給、作物全体の生産の11%を追加的に支えている。いっぽう気候変動による水循環の増強により流域の西端を除いて降水量が大幅に増加すると予測されており、氷河の喪失は相殺されると見込まれている。しかしこのことは同地域の農業がこれまで以上にモンスーンに依存し、かつ水力発電の予測性と信頼性は低下することを意味する。

## 大気中の二酸化炭素とメタンの増加による植物への影響
大気中二酸化炭素（CO₂）およびメタン（CH₄）の大気濃度上昇は、植物の成長・生理機能・生態系プロセスに様々な影響を与える。また植物と昆虫の相互作用・病原体の動態・二次代謝産物の生成にも影響を与える可能性があり、将来の生態系の健康や生産性の予測を困難にする。 
高濃度の二酸化炭素は、光合成の促進を通じて作物の収量やバイオマス生産量の両方を増加させ、また植物の気孔を部分的に閉じさせることで、植物の水蒸散を減らし水利用効率を上げる。C₃植物の場合、CO₂施肥効果は光合成の初期刺激を2倍以上に高めることが一般的であり、それによって炭素同化速度・栄養成長・場合によっては作物収量の増加が見られ、この効果は将来の高二酸化炭素大気条件を模倣するよう設計された開放系大気CO2増加実験（FACE）で実証されている。しかしCO₂濃度上昇による利益は窒素・リンなど栄養素の枯渇により制限され、自然生態系ではバイオマス蓄積を制約する。 
メタンは光合成に直接関与しないが、気温・降水・土壌条件の変化を通じて植物群落を間接的に変化させる。大気中のメタン濃度上昇は湿地環境のメタン酸化活性を促進し、栄養循環や根と微生物の相互作用に影響を与えうる。

### CO₂施肥効果と作物収量・緑化

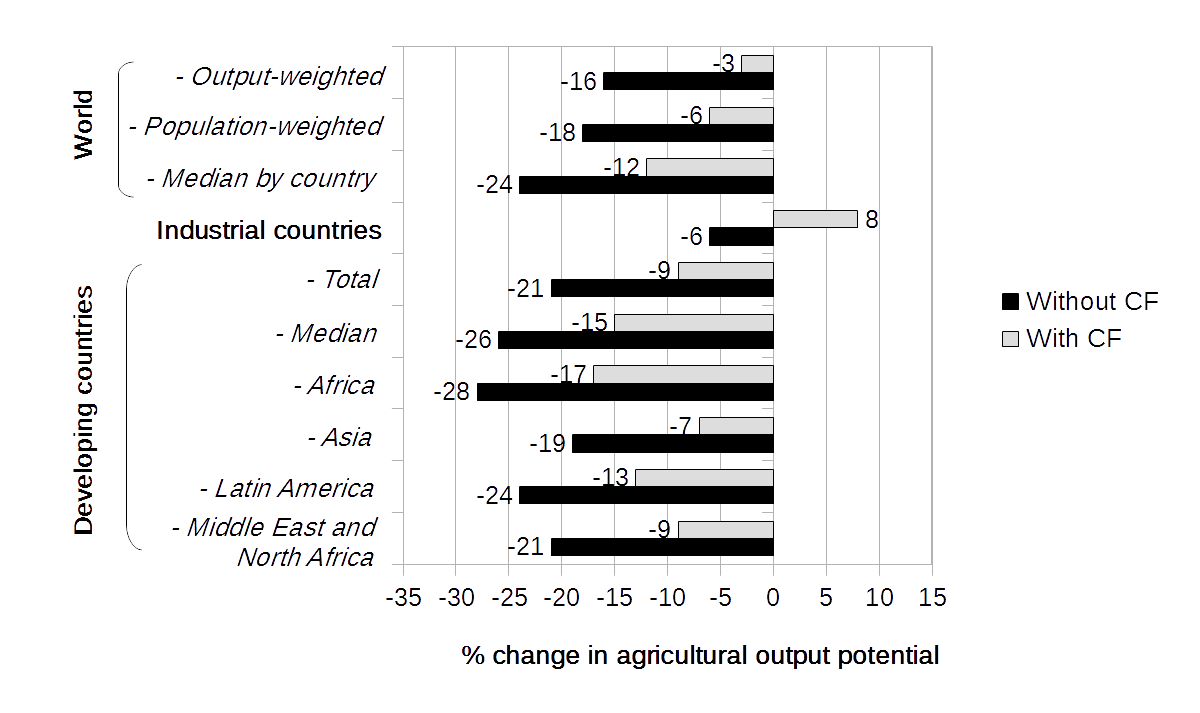
2007年にIPCCが推定したように、CO₂施肥は農業生産性に対する累積的影響を大幅に軽減する。気候変動がさまざまな地域に及ぼす農業生産性への影響予測：CO₂施肥（CF）の増加がある場合（灰色）とない場合（黒）の農業生産性の変化率（％）（Ocean fertilization を参照）。CO₂量に関してはその排出を削減する取り組みは行われないと想定した。

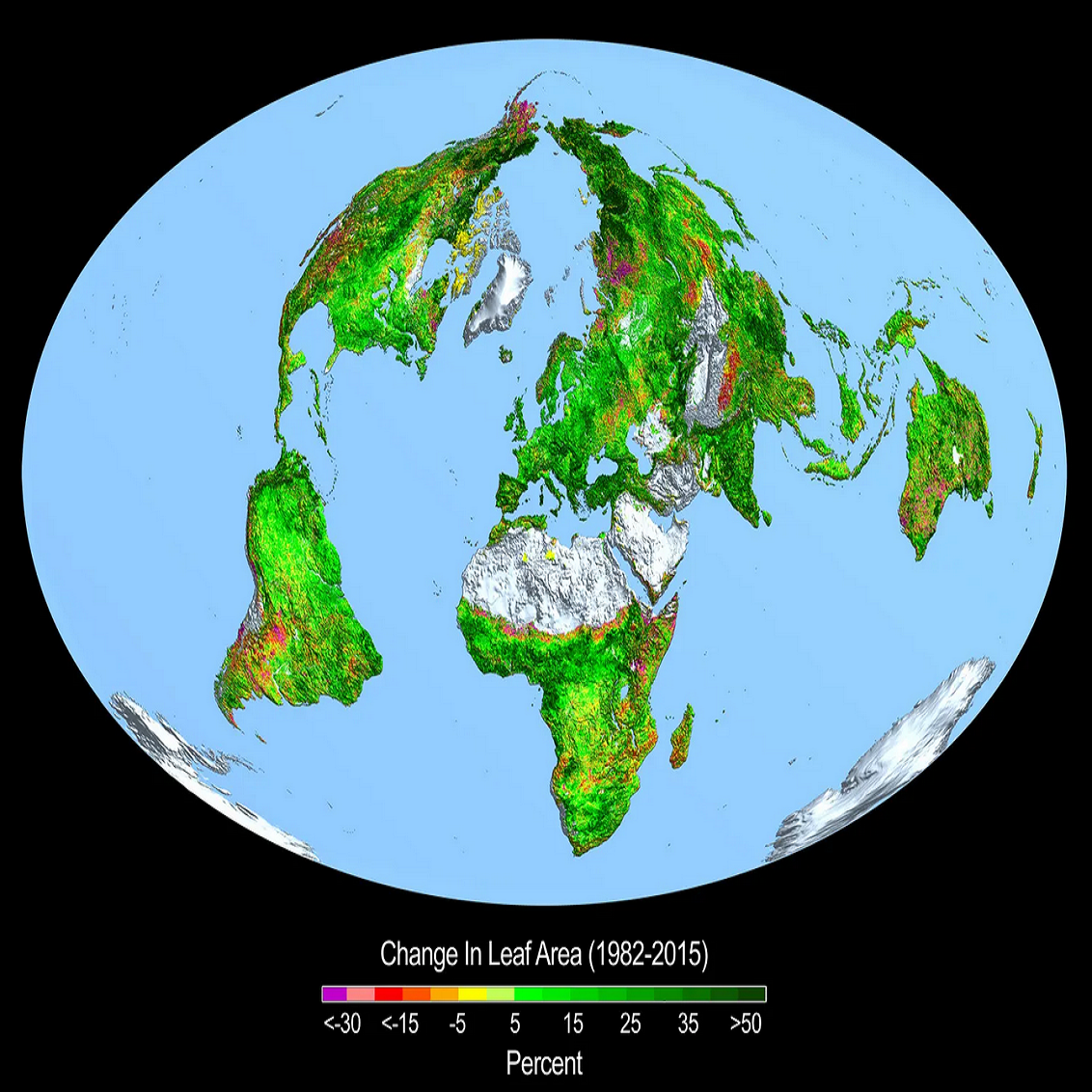
CO₂施肥効果による地球全体の葉面積の増加

1993年の温室実験研究のレビューによると、CO₂濃度が倍増すると156種の植物での平均成長率は37%上昇する。反応は種により大きく異なり顕著な増加を示すものもあれば減少するものもある。たとえば1979年の温室実験では、CO₂濃度倍増で綿花の40日齢の乾燥重量は2倍に達したが、トウモロコシの30日齢の乾燥重量は20%増加にとどまった。しかしCO₂濃度上昇が植物成長に与える正の効果は、特にN（窒素）およびP（リン）の栄養制限によって弱められる可能性がある。
温室研究に加え、より自然環境下に近い条件でのCO₂施肥効果を見るため野外実験で評価した研究もある。開放系大気CO2増加実験は、植物を野外の区画で育て周囲の空気のCO₂濃度を人工的に上昇させるものだが温室実験よりCO₂濃度は低く設定され、成長増加も小さく抑えられ、植物種による違いをより明らかにできる。2005年の12の実験（CO₂濃度475–600 ppm）のレビューは、作物収量の平均増加は17%であり、マメ科植物は他の種よりも反応が大きく、トウモロコシのようなC₄植物は一般に反応が小さかったとしているが、CO₂濃度が比較的低く実験の多くが温帯地域で行われた点を指摘している。
衛星による測定では、過去35年間で地球上の植生域の25%から50%において葉面積指数（LAI）の増加が観測されており、これはCO₂施肥効果による地球の緑化の証拠とされている。とはいえこの緑化傾向が炭素隔離の増加に比例しているとは限らない。なぜなら温暖化に伴う炭素の滞留時間の短縮・生態系の呼吸の増加・計測されていない炭素損失があるためである。すなわちCO₂施肥による地球の緑化が進んでも、それが人為的排出を補う能力には限界があり、相応の栄養塩（窒素・リン）供給や土地管理/調整なしには実現しない。

### 作物の栄養価の低下

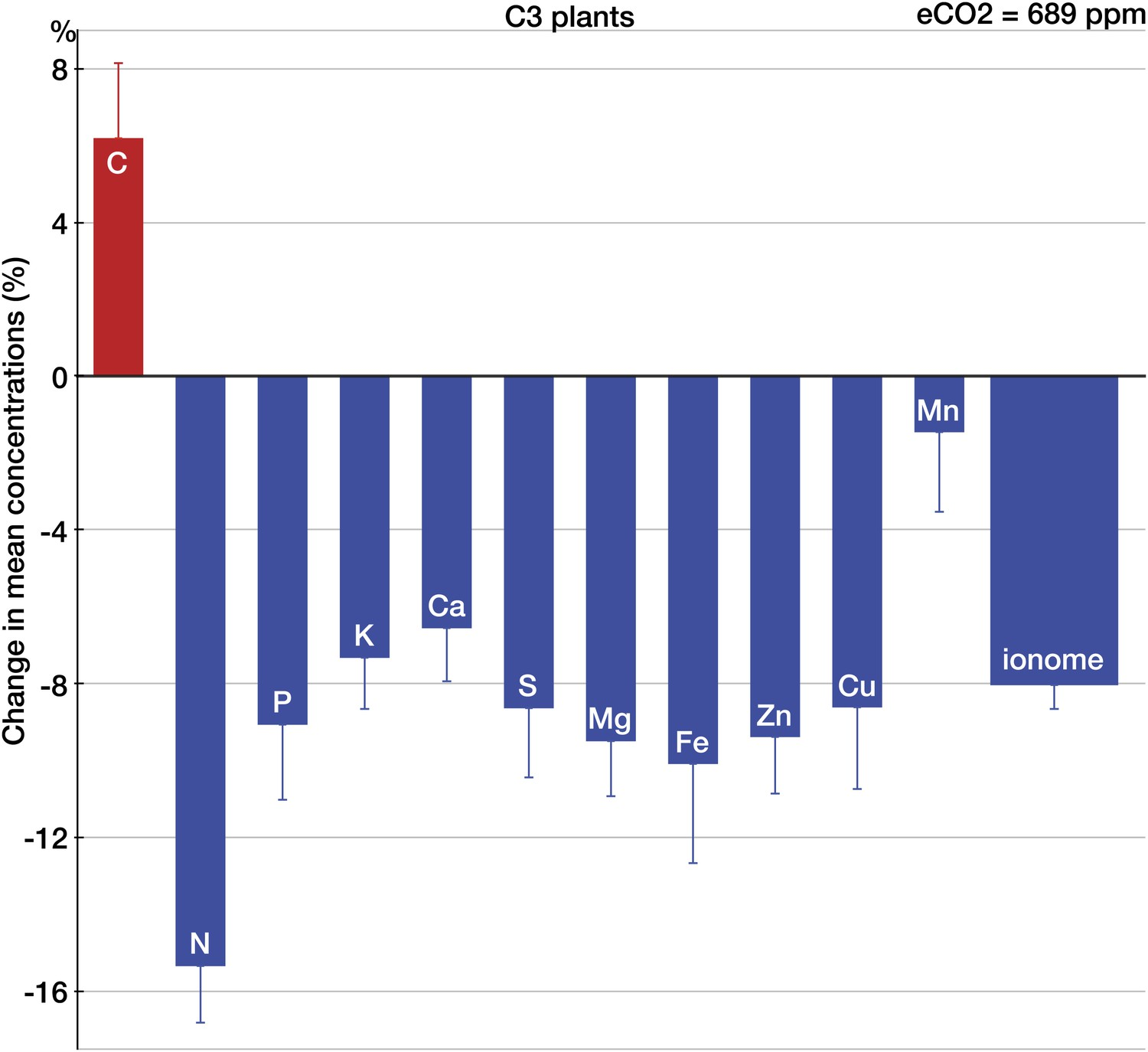
複数の研究を統合したメタ分析によると、CO₂濃度上昇でさまざまな作物の微量栄養素が減少している。この図で示されているCO₂濃度（689 ppm）は現在の濃度より50%以上高いが、中程度の気候変動シナリオではこのレベルに達する。

CO₂施肥効果は作物によっては栄養価を低下させる。例えば小麦ではタンパク質や一部のミネラル（マグネシウム・鉄・亜鉛・カリウムなど）が減少する:439。C₃植物（小麦・オーツ麦・米など）の栄養価は特にその傾向が大きい:1379。2014年のメタ分析では、さまざまな緯度で高濃度CO₂にさらされた栽培植物および野生植物で複数のミネラル濃度が低下することが示されており、CO₂濃度が倍増するとミネラル濃度は平均して8%減少する。2018年の研究は小麦・コメ・トウモロコシ・野菜・根菜・果実など225種類の作物について国連食糧農業機関（FAO）などの公的データを用い、2050年に予想される大気中のCO₂濃度で栽培された場合について、栄養価低下を3%から17%と見積もった。 
開放系大気CO2増加実験でも作物および非作物植物の微量栄養素濃度が減少することが示されており、例えばイネではビタミンB群が減少する。栄養素の減少は生態系の他の部分にも波及効果をもたらし、草食生物はより多くの植物を摂取しなくてはならなくなる。
2022年のレビュー論文では、これらの栄養素の喪失が特に脆弱な人々において広範な栄養欠乏を引き起こし栄養失調のリスクを上げるので、この問題に対応するための農業と持続可能な食料システムが急務であると強調している。約20億人がこれらの栄養素の60%以上を小麦・米・大豆・インゲン豆類などの主食作物から摂取しており、これらの欠乏はすでに年間約6,300万寿命年の損失を引き起こしているとされている。十分な副食を摂る余裕がなく主食作物が日常的なタンパク質とミネラルの主な供給源である低/中所得国の人々には特にリスクが高く、現在すでに存在している栄養不足をさらに悪化させ、貧血・発育阻害・認知能力の発達に関する問題を増加しうる。これら事実は、将来の気候シナリオにおいては単に作物収量だけでなくその栄養価も考慮する必要があることを示している。

### オゾン増加による影響
対流圏オゾン濃度は19世紀後半以降大幅に増加した:732。2016年の推定によれば、主要4種作物収量は、気候変動のないシナリオに比べ、オゾン増加分だけででも5±1.5%減少した。これは気候変動のその他の影響による負の効果（10.9±3.2%）のほぼ半分に相当し、CO₂施肥効果（6.5±1.0%）のほとんどを相殺している:724。

## 農地の規模と質の変化

### 侵食と土壌肥沃度
気候変動による水循環の増強により浸食および土壌劣化の発生がより起こりやすくなる。このことは土壌の肥沃度にも影響を及ぼす。すなわち農地浸食の増加で、50年間で最大22%の土壌炭素を失いうる。また土壌温度上昇は土壌有機物の分解を加速し、結果として土壌養分の損失を招く。土壌養分低下により低栄養性（oligotroph）の土壌微生物が優位となる。気温上昇により土壌微生物の個体数が40〜150%増加する可能性がある。これらの要因は総じて土壌の質を低下させ、作物の成長に悪影響を及ぼす。

### 海面上昇による農地の喪失

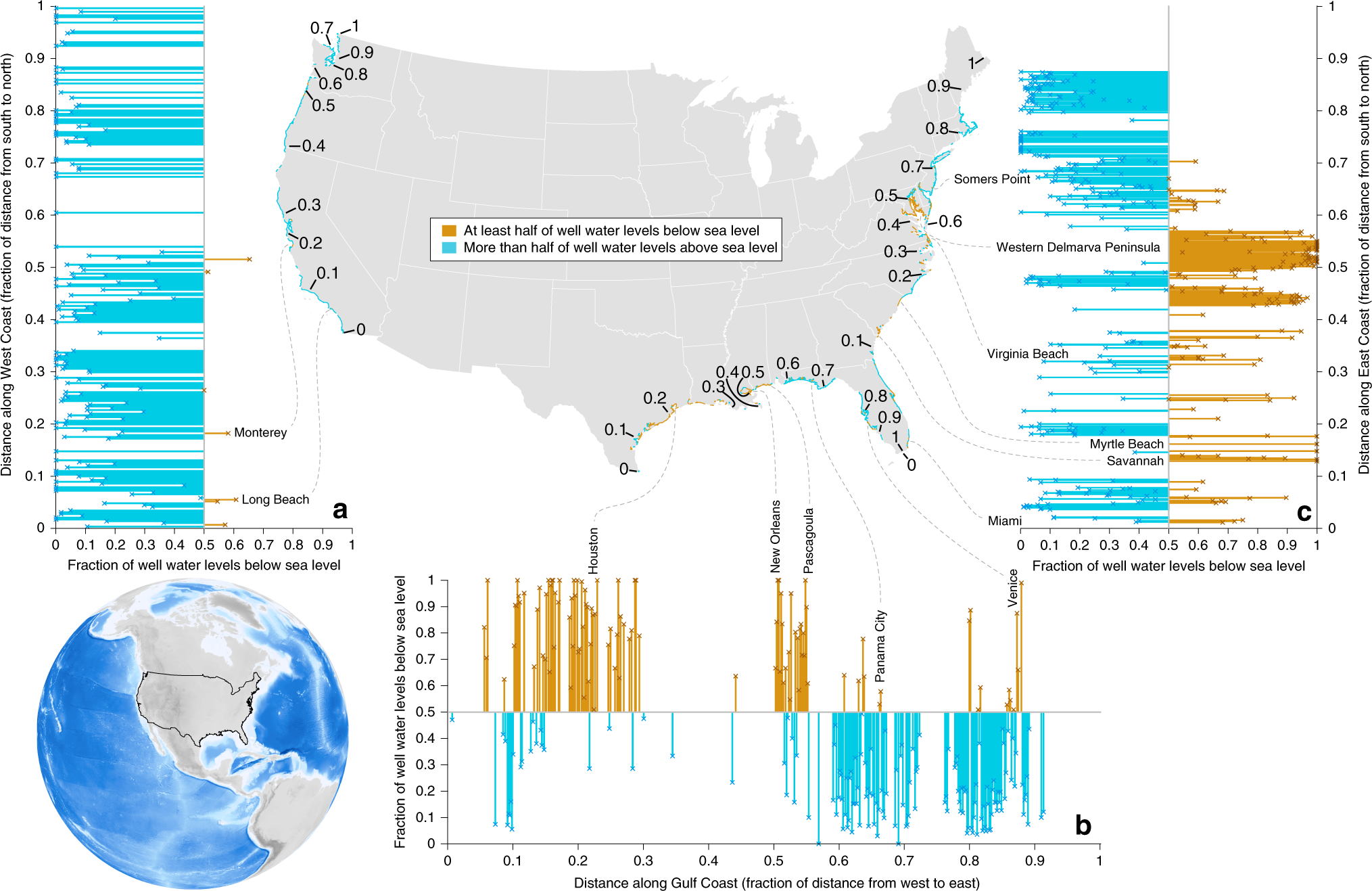
米国海岸沿いのいくつかの地域では淡水井戸の半分以上が海抜0メートル以下にあり塩水の浸入に脆弱である。3 つの棒グラフでオレンジと青の区間は、井戸の水位の半分以上がそれぞれ海抜0メートル以下と以上にある区間を表す。

海面上昇は農地の喪失を引き起こし、特に東南アジアのような地域で影響が大きい。海面上昇による浸食・海岸線の水没・地下水塩分濃度の上昇は、主に低地の冠水を通じて農業に被害を及ぼす。バングラデシュ・インド・ベトナムのような低地では、予測される世紀末までの海面上昇により米作物の大幅な損失が発生する。たとえばベトナムは南部のメコンデルタに大きく依存しており、海面が1メートル上昇すると数平方キロメートルの水田が水没する。
農地の冠水に加え、海面上昇は淡水井戸への海水侵入も引き起こしうる。塩分濃度が2〜3%を超えると井戸水は使用不能になる。特に米国の推定15%の海岸線に沿った地域など、地下水源がすでに海抜0メートル以下にある場合その影響は大きい。

### 凍土融解による農地拡大
気候変動は凍土の減少を通じて耕作可能地の面積を増加させる可能性があり、北極圏で農業および林業の機会増加が予想されている。2005年の研究によるとシベリアの気温は1960年以来平均3℃上昇しており、これは世界平均よりはるかに大きい。しかしロシア農業に対する地球温暖化の影響についての報告は、相反する可能性を指摘している。耕作可能地の北方拡大が期待される一方で、生産性の低下および干ばつリスクの増加の懸念もある。

## 昆虫・植物病害・雑草の変化
温暖化は害虫・植物病害・雑草の分布を変化させる。昆虫の代謝率および繁殖回数は増加し、小麦さび病（縞さび・褐色さび）や大豆さび病などの真菌病発生域の北上を促すことで、小麦・大豆・トウモロコシなどの主食作物の収量を低下させうる。大豆さび病は数日間で畑全体を壊滅できる凶悪な植物病であり、農業に数十億ドルの被害をもたらしている。また洪水や豪雨の頻発も種々の植物病害の伝染・発生を促進する。

### 花粉媒介昆虫と害虫

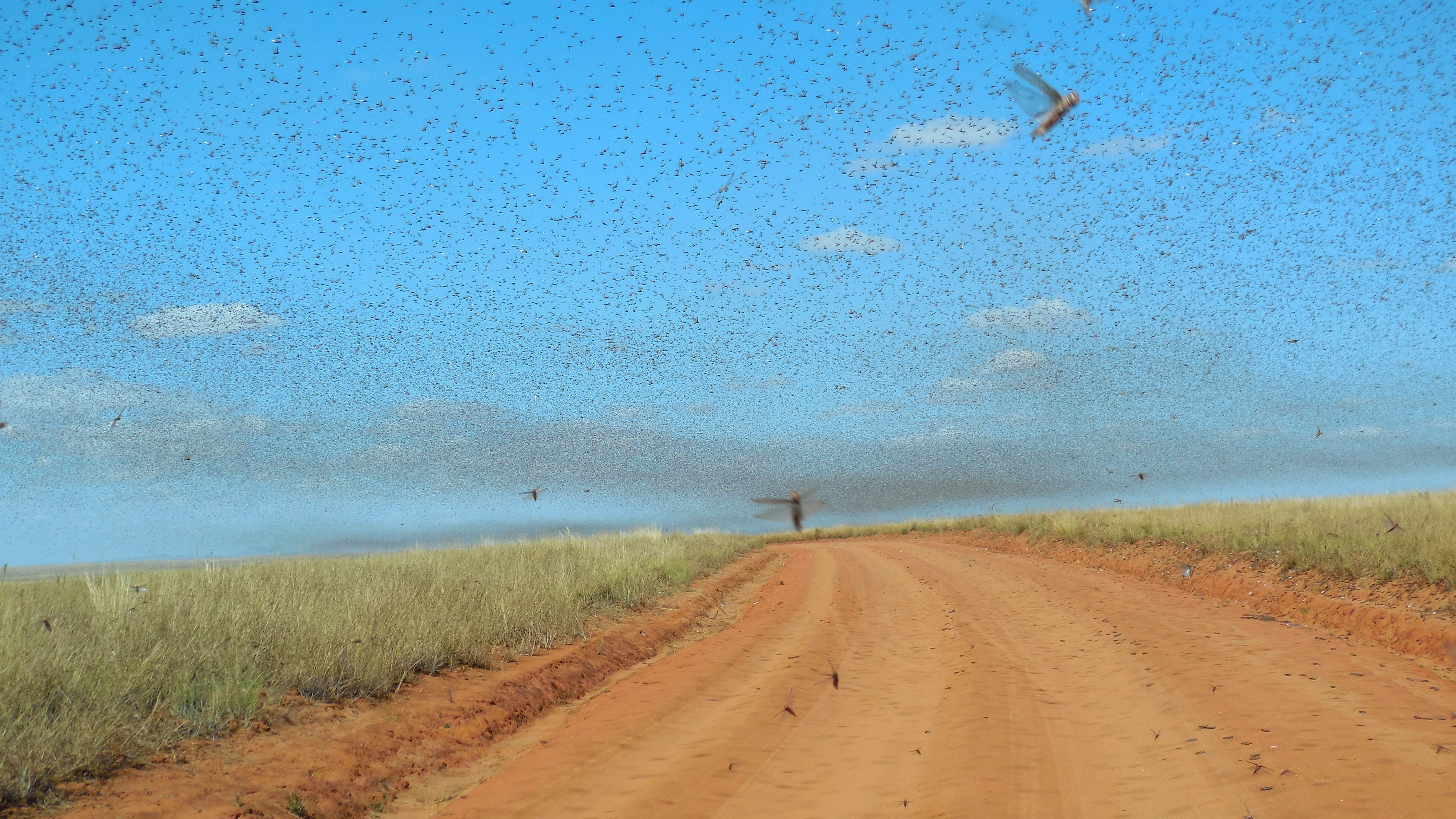
マダガスカルのサトロカラ近郊でのバッタ大発生、2014年。

多くの昆虫では気候変動は負の影響を及ぼしその種分布を著しく縮小させ、絶滅リスクを高めると予測されている。世界の農業生産の約9%は何らかの形で花粉媒介昆虫に依存しており、その中でマルハナバチなどは特に温暖化に脆弱であることが知られている。 
しかし温暖化が有利な種も存在し、これには主要な農業害虫や病原媒介生物も含まれる。 従来は年間2世代しか繁殖できなかった昆虫が、温暖な期間が延びれば追加で繁殖する可能性があり、個体数が爆発的に増加する。特に温帯や高緯度地域は昆虫の大発生が起こる可能性が高い。たとえば、カナダ・ブリティッシュコロンビア州のマツノキクイムシの大発生による数百万本の松の木の枯死は、暖冬で幼虫の成長が止まらなかったことが一因である。同様に、ジャガイモキバガやコロラドハムシは、寒すぎてそれまで生息できなかった地域へと分布を拡大すると予測されている。
気候変動による水循環の増強は、雨季も乾季もその強度を増大させる。一部の昆虫種はそのような条件の変化により繁殖速度が上がる。これにはアブラムシやコナジラミなどの害虫が含まれ、バッタの大群もより大きな被害をもたらしうる。顕著な例として東アフリカの2019〜2022年バッタ大発生があり、数十年ぶりの規模とされている。 
南北アメリカ大陸原産のツマジロクサヨトウ（Spodoptera frugiperda）は極めて侵略力の強い植物害虫で、特にトウモロコシに大きな被害を与える。2016年以来海を隔てたサブサハラアフリカへと広がっており、これは気候変動と関連している。本種は中国・台湾・韓国等の日本近隣国まで急速に分布を拡大しており警戒していたところ、2020年7月日本国内で初の発生が見られ、以後急速に国内で分布拡大している。

### 侵入植物種
温暖化の進行に伴い、これまで寒冷な気候が障壁となっていた地域でも外来侵入植物種が増殖可能な環境が整いつつあり、それらが北方へと分布拡大すると予測されている。これは高緯度地域の生態系や農業に新たな被害をもたらす。2022年の研究ではいくつかの将来気候モデルを用い気温と降水量の変化を予測し、その条件下での北米大陸における6種類の外来侵入植物種の将来の適地を予測すると、米国北東部とカナダ南東部で新たな生息に適した地域が出現する可能性があると判明した。すなわち今後数十年間で侵入植物種の生息に適した気候が全体的に北上することを示している。
上記の研究で予測対象とされたニガカシュウは「エア・ポテト」というあだ名で呼ばれている非常に繁殖力の強い有害雑草である。葉が大きく蔓が支えとなる植物を登り覆い隠し頑強に広がることにより、その支えとなる植物（すなわち畑作物）の日照を奪い枯らしてしまう。広い面積にわたりマット状に地表を覆いつくし、たとえ地上部分が刈られても地下の球根は生き延び新しい芽を出すことから、駆除は困難を極める。またもう一つの予測対象であるランタナはアレロパシーによりトウモロコシに対し強い競合力を示す。ランタナが侵入した放棄畑・侵入した耕作地・そして侵入していない耕作地の土壌を用いた実験では、ランタナはトウモロコシの生育を29%抑制した。

### 雑草

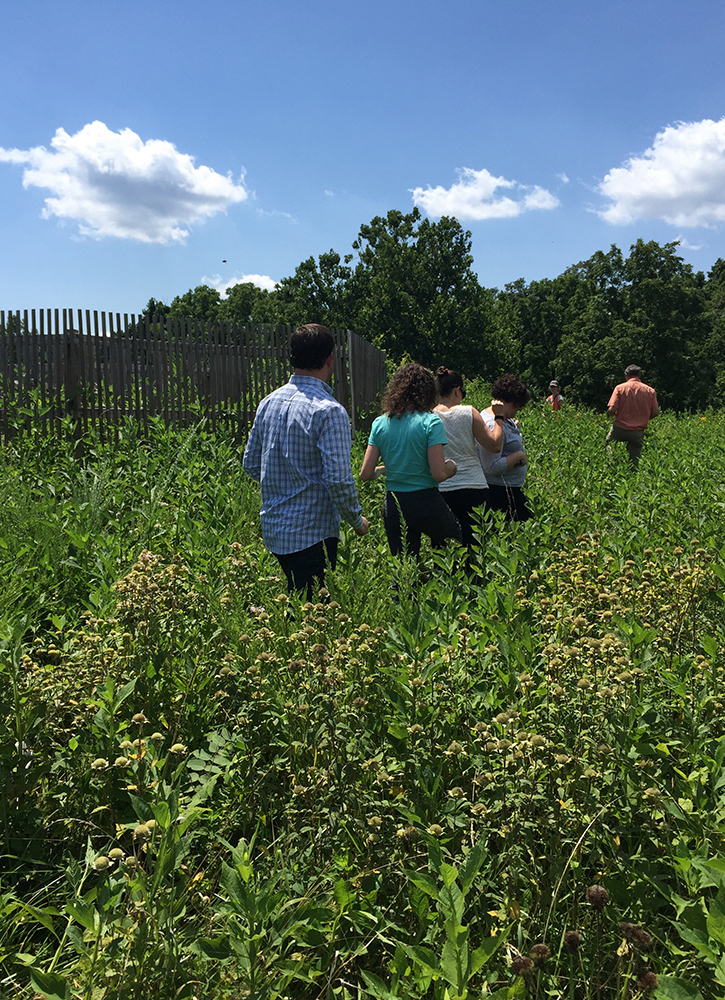
気候変動・土地利用の変化・侵入種が生態系に与える影響を長期にわたって研究するための大陸規模の研究プラットフォーム（米国バージニア州フロントロイヤルの研究拠点）

気候変動により雑草が作物に対し有利になる可能性がある。 雑草の遺伝的多様性・交雑能力・急速な成長速度などは気候変化への迅速な適応を可能にし、（単一種の大群である）作物植物よりも優位に立たせる。
雑草も畑作物と同様にCO₂施肥効果により生育周期が加速する。大多数の雑草がC3植物であるため、トウモロコシのようなC4作物に対する競争力がさらに高まると考えられる。またCO₂濃度の上昇は雑草の対除草剤耐性も増加させその効果を低下させうると予想されている。

### 植物病原体
気候変動は植物病原体と宿主の相互作用、特に病原体の感染率および宿主植物の耐性を変化させうる。また病気により収益性の低い作物の経済的コストも被害を被る。2011年の研究では植物病原体の影響で世界の収穫量は10～16%減少しており、今後さらに悪化すると予想されている。温暖化は作物に影響を及ぼす可能性のある植物病原体の発育段階を変化させる可能性があり、例えばジャガイモ黒脚病に関連するいくつかの病原体（例：ディケヤ）は高温下で成長/増殖が速まる。 また温暖化はマイコトキシン産生菌やサルモネラ菌などによって引き起こされる食品安全問題や食品腐敗の増加も引き起こしうる。 
気候変動は水循環の増強により、大気中の湿度を上げ雨季を長くしうる。これに温暖化が組み合わさると 1845～1852 年アイルランド大飢饉の主犯である真菌Phytophthora infestansや、青枯病の病原菌であるRalstonia solanacearumのような病原体の増殖が促進され、さらにこれらは鉄砲水などでより容易に拡散しうる。 
また気候変動による気候パターンおよび気温の変化は、植物病原体宿主がより好ましい条件を求め移動することで、病原体の分布を拡大し作物被害を悪化させうる。たとえばアブラムシは多くのジャガイモウイルスの媒介者であり、気温上昇によりその分布域が広がっている。

## 収穫量への影響

### 全体的な影響

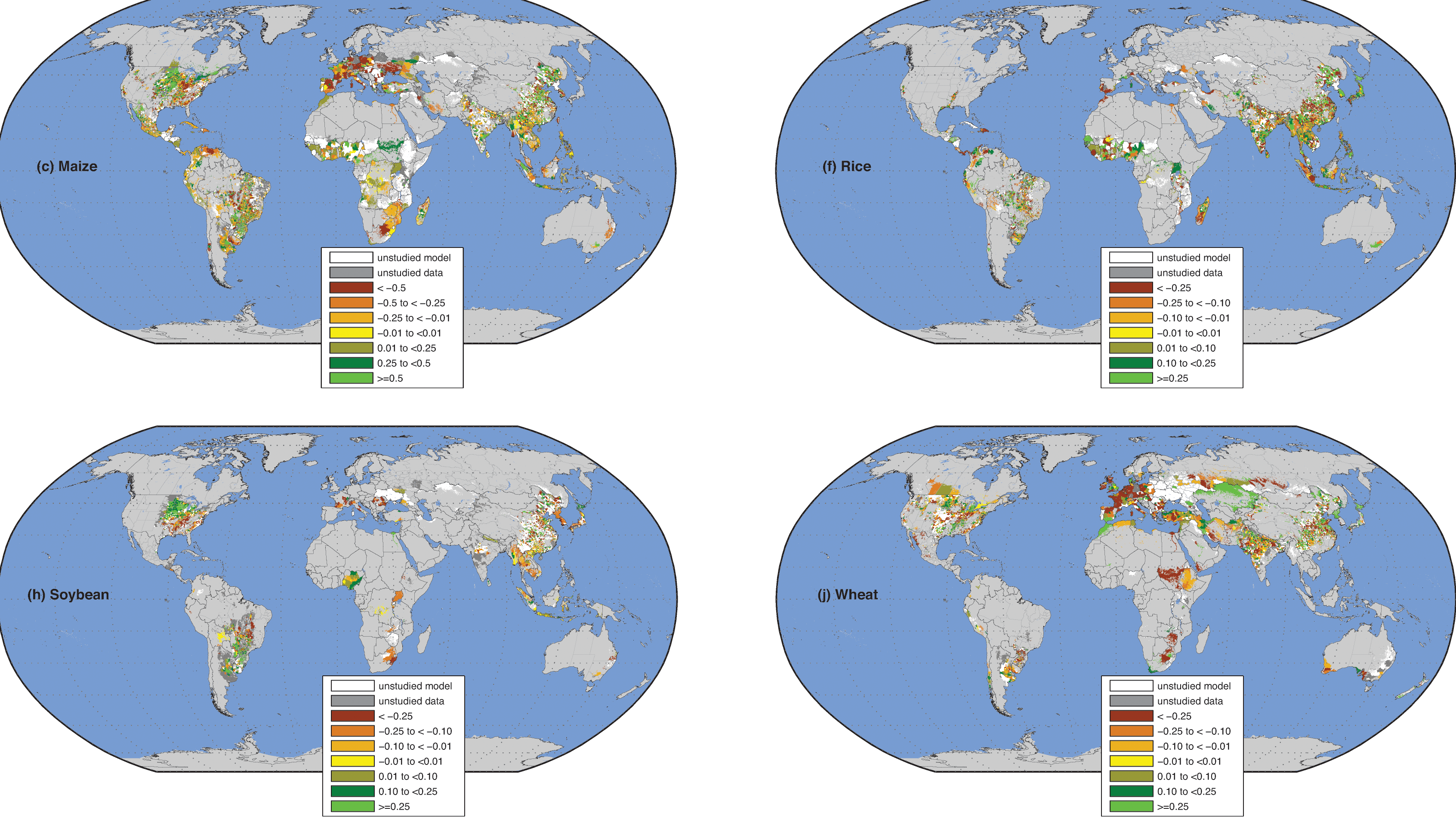
気候変動が4大主食作物の生産に及ぼす影響は2019年時点で既に顕れている：左上から時計回りに、トウモロコシ、米、小麦、大豆。赤色は平均気候変動による収穫量の減少、緑色は増加を示す。

2022年のIPCC第6次評価報告書によれば、それまでの気候変動だけでも作物の収量および品質の両方に負の影響が及ぼされてきたことが高い確信度で示されているが、地域ごとに影響は異なる:724。低緯度地域ではトウモロコシ・小麦などに対し大きな負の影響が観察され、1981～2008年の期間で特に熱帯地域の小麦収量に対し負影響が大きく世界平均の収量は5.5%減少した。一方高緯度地域では逆にトウモロコシ・小麦・甜菜などに対し正の影響が観察されている:8 。
2019年の研究では、世界中の約20,000の行政単位における10種の重要作物（トウモロコシ・米・小麦・大豆・大麦・キャッサバ・アブラヤシ・菜種・モロコシ・サトウキビ）を追跡調査し、以前の研究よりも高い空間的分解能で作物の種類を拡大して詳細な分析がなされた。それによると、欧州・サブサハラアフリカ・オーストラリアでは、一部を除き気候変動により作物収量が全体的に減少している。気候変動による収量への影響は作物ごとに異なり、−13.4%（アブラヤシ）から＋3.5%（大豆）の範囲であった。
緑の革命により1960年代以降、単位面積あたりの作物総生産量はおよそ250〜300%増加しており:727うち約44%は新品種の導入によるものであるが、同時期における気候変動が主食作物の収量を相殺したと考えられており、1961～2021年の間に気候変動がなければ世界の農業生産性は実際よりも21%高かった可能性がある。2019年の研究では、すでに多くの食料不安の国々において気候変動が食料不安のリスクを増加させていることが示されている。こうした不足分は最も脆弱な人口層における食料安全保障に特に悪影響を及ぼした:724。オーストラリアのような先進国でも気候変動に関連する極端気象が、農村社会に対して一次的な被害を及ぼすだけでなく、サプライチェーンの混乱により広範な連鎖的影響を引き起こすことが明らかになっている。温暖化下でも世界の食料供給を維持するには農業の拡大が必要であろう。

### 一般的な収穫量予測

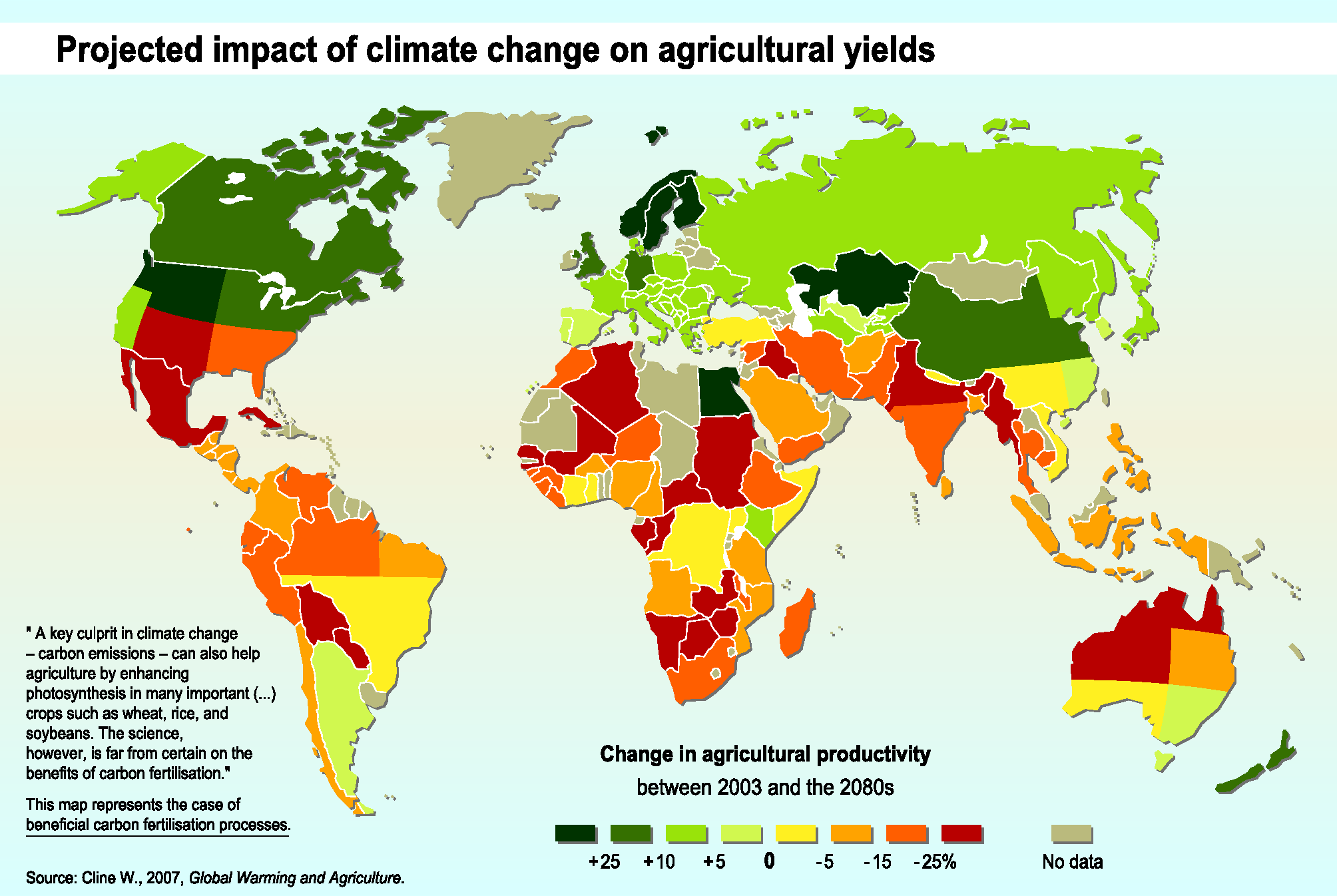
2003年から2080年代までの農業生産性に対する気候変動の国別影響予測地図（2007年のデータ）：濃い緑（+25%）から濃い赤（-25%）。総じてグローバルサウスが位置する低緯度で大幅に低下し、中/高緯度で向上する。

2007年IPCC第4次評価報告書は、地球温暖化が最大約3℃までならば、高緯度地域での穀物生産性の増加が低緯度地域での減少を上回るため世界全体では増加し、21世紀前半において雨水農業の世界全体の収量は5〜20%増加するが、この水準を超える温暖化が起きた場合、世界的な収量の減少が非常に高い確率で生じるとしていた:14–15。しかしそれ以後のIPCC報告書では、より悲観的な見解が示されるようになった。
米国アカデミーリサーチカウンシルは2011年に気候変動が作物収量に及ぼす影響に関する文献を評価し、主食作物についての中心的な推定値を示した:160。2014年のメタ分析では今世紀後半に収量が減少すると予測されており、その影響は温帯よりも熱帯でより顕著であることが明白になった。

### 主要4作物の収穫量予測

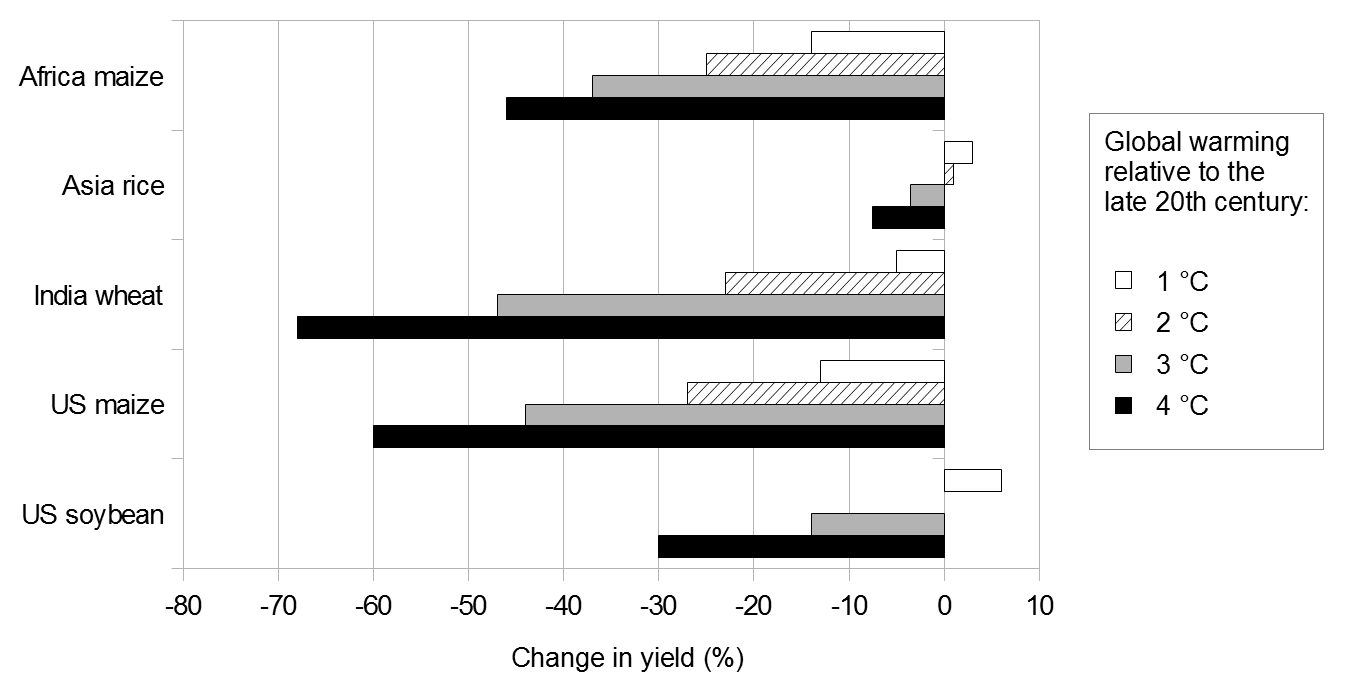
気候変動影響で予測される重要な主食作物の収量減少。4℃の温暖化で、インドの小麦は68%、米国のトウモロコシは60％の減収となる。

気候変動評価の多くは、主要4作物すなわちトウモロコシ・米・小麦・大豆に焦点を当てている。これらは直接および間接的（大豆は主に家畜飼料として）に消費されている。トウモロコシ・米・小麦の3穀物は人間の総カロリー摂取量の半分を占めており、大豆を加えると全体の3分の2を占める。これらの作物の将来の収量を予測するために様々な手法が用いられてきたが、2019年までには、温暖化がこれら4作物の総合的な収量を減少させるという一般的見解が形成されていた。トウモロコシと大豆の収量はどの程度の温暖化であっても減少すると予測される一方、米と小麦の生産は3℃の温暖化でピークに達する可能性がある:453。2024年の包括的レビューによれば、二酸化炭素高排出気候変動シナリオの下では、主要4作物トウモロコシ・米・小麦・大豆の収量は2050年頃までに約5〜10%減少すると予測される。
2021年に発表されたある研究は21の気候モデルの組み合わせにより、最悪気候変動シナリオRCP8.5の下では、これら4作物の世界収量は2050年頃には3〜12%、2100年には11〜25%減少すると推定された。その損失は現在の主要な農業生産および輸出地域に集中しており、たとえば2050年時点で、オーストラリア・ブラジル・南アフリカ・中国南東部・南欧州・米国の一部農業地域では、主にトウモロコシと大豆の生産が25%以上減少することが示された。同年の別の研究でも、主要な穀倉地帯のいくつかで気候変動の明確な影響（正と負の両方）が2040年以前に現れることが示された。ただしRCP8.5は二酸化炭素削減努力が全く行われないという最悪シナリオで非現実的であり、より穏やかなRCP4.5シナリオ（世紀末までに約3℃の温暖化）がより実際の将来像に近いと考えられている。
作物収量の減少は食料価格の上昇を引き起こし、世界的な農業経済に悪影響を及ぼし、2100年までに世界GDPの年間0.3%の損失をもたらすと予測されている。アジア地域では人口の70%以上が農業に依存しており、労働力の約60%を雇用し域内GDPの22%を占めていることから、この影響は特に南アジア諸国の何百万人もの人々の生計手段に悪影響を及ぼす。

#### トウモロコシ

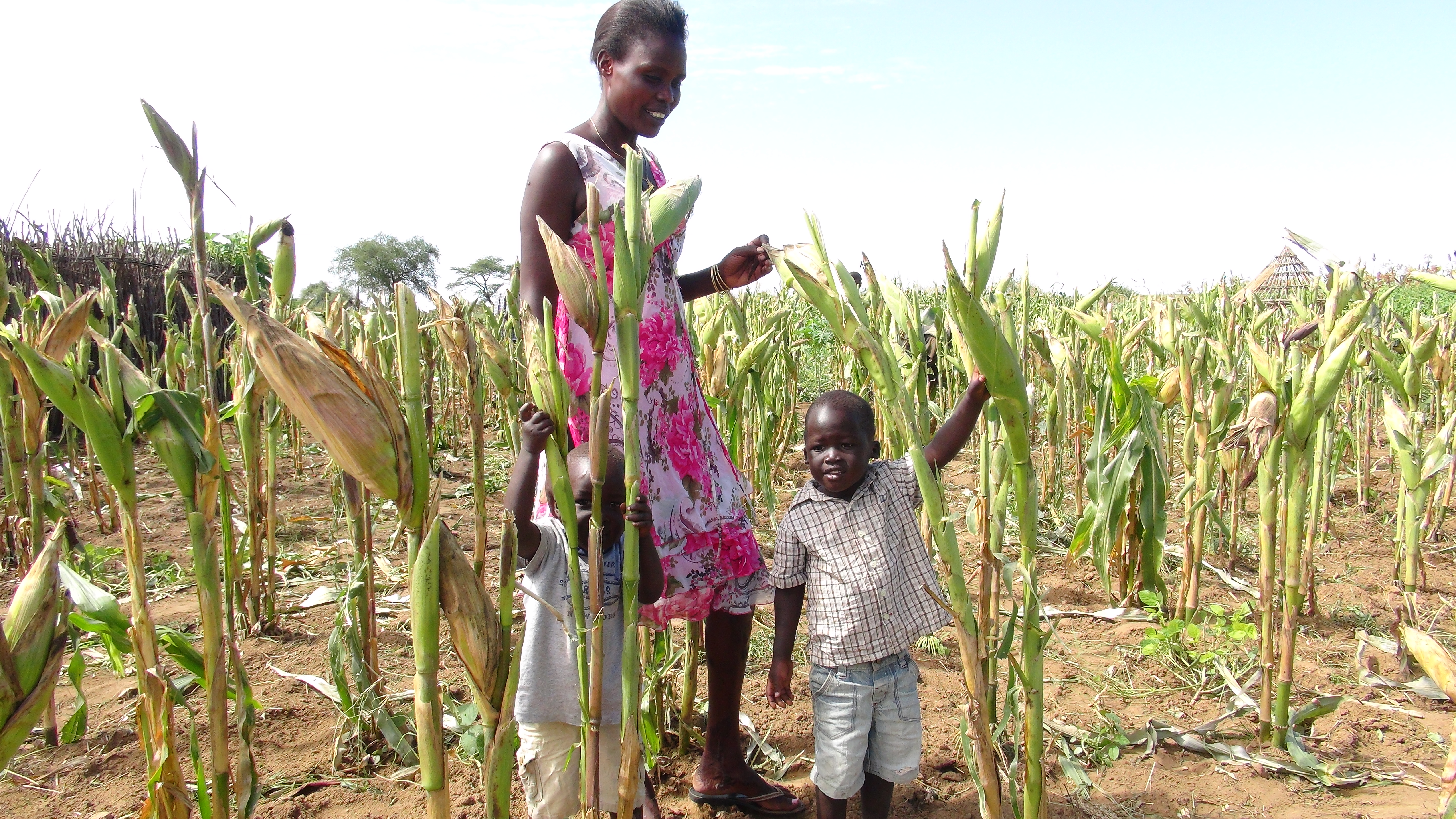
ウガンダの気候変動により悪化した熱波と干ばつのため、ウガンダでのトウモロコシ栽培はより困難になっている。

トウモロコシは4作物中で温暖化に最も脆弱であり、あるメタ分析では地球の平均気温が1℃上昇するごとに、トウモロコシは収量が7.4%減少すると結論づけている。トウモロコシはC4作物でありCO₂施肥効果はほとんどない。2021年に発表された最新の地球システムモデルと農業作物モデルを組み合わせたモデリングの最も顕著な新知見は、トウモロコシの世界収量の大幅減少であり、最新のSSP1-2.6シナリオでも6%減少、二酸化炭素高排出のSSP5-8.5シナリオでは、2100年までに24%減少が予測されている。

#### 米

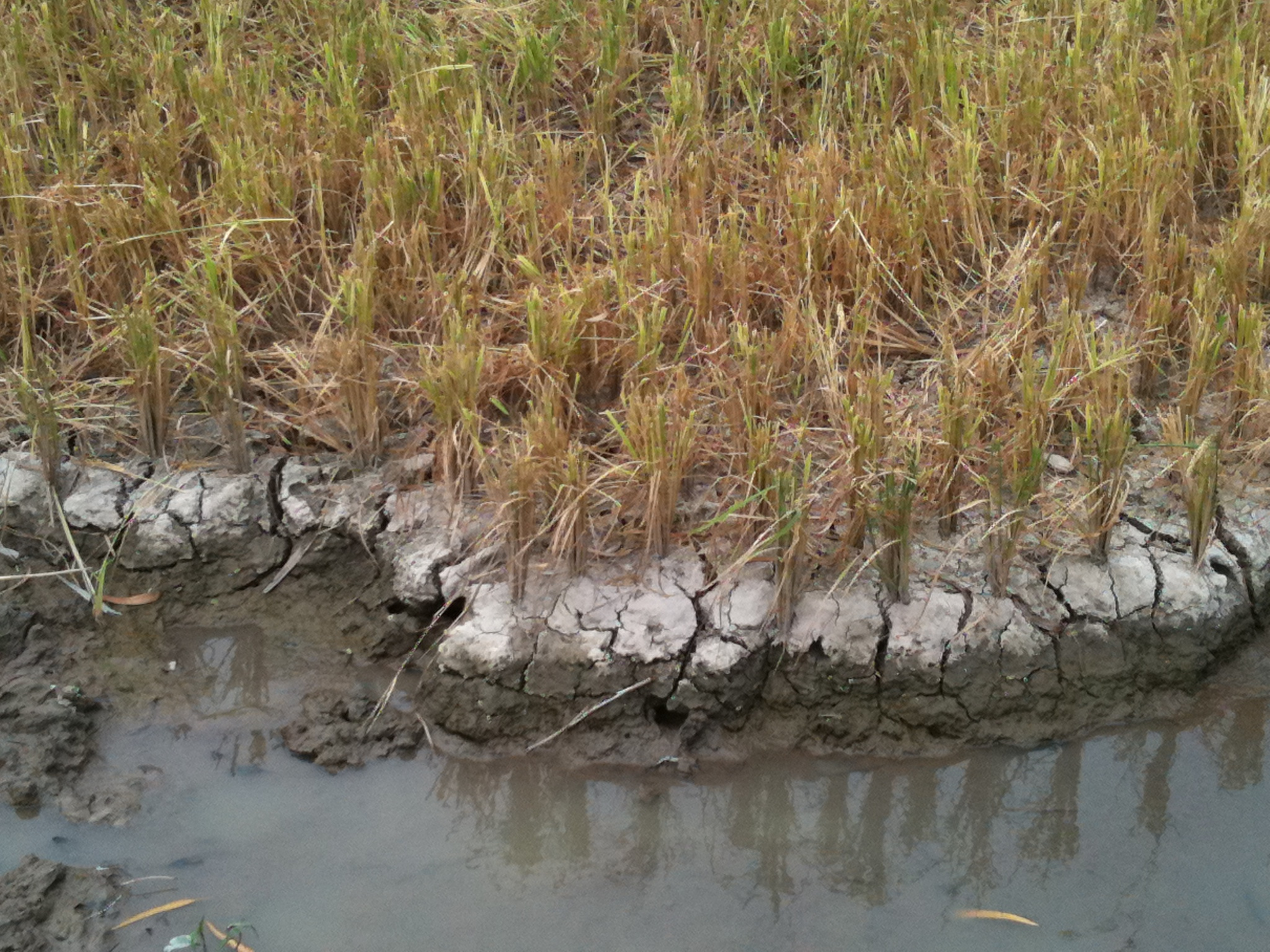
ベトナム、カントー市ビントゥイ地区の干ばつ被害を受けた水田。

気候変動による米生産への影響予測は様々である。2017年のある研究は、気温変化だけで米の世界収量は1℃温暖化ごとに3.2%減少するとした一方で、同年でも別の研究は温暖化初期には米の生産が増加し、約3℃の温暖化（2091〜2100年、1850〜1900年比）で頭打ちになるとした。
降水量変化やCO₂施肥効果などの要因を加味すると予測はより複雑になる。2021年時点で米の世界収量に関する予測は、小麦やトウモロコシと比較して一貫性が低く、統計的に有意な傾向を把握することが難しかった。2022年の報告では東アジアにおける気候変動の影響は正の効果をもたらしていたが:728 、2023年の研究は豪雨増加だけで中国は今世紀末までに最大8%の米収量を失う可能性があるとした。イタリアではアルボリオ種およびカルナローリ種といったリゾット用米が、21世紀に入ってから干ばつの影響で不作に見舞われている。
気候変動の影響は地理的位置や社会経済的背景によって異なる。例えば20世紀後半の気温上昇と太陽放射の減少は、アジア7か国の200農場で米の収量を10〜20%減少させた。この原因としては夜間呼吸の増加が指摘されている。国際稲研究所は、地球平均気温が1℃上昇するごとにアジアの米収量が約20%減少すると予測している。また開花中に1時間以上35℃以上の気温にさらされると、稲は穂が実らなくなり収穫が不可能となる。

#### 小麦

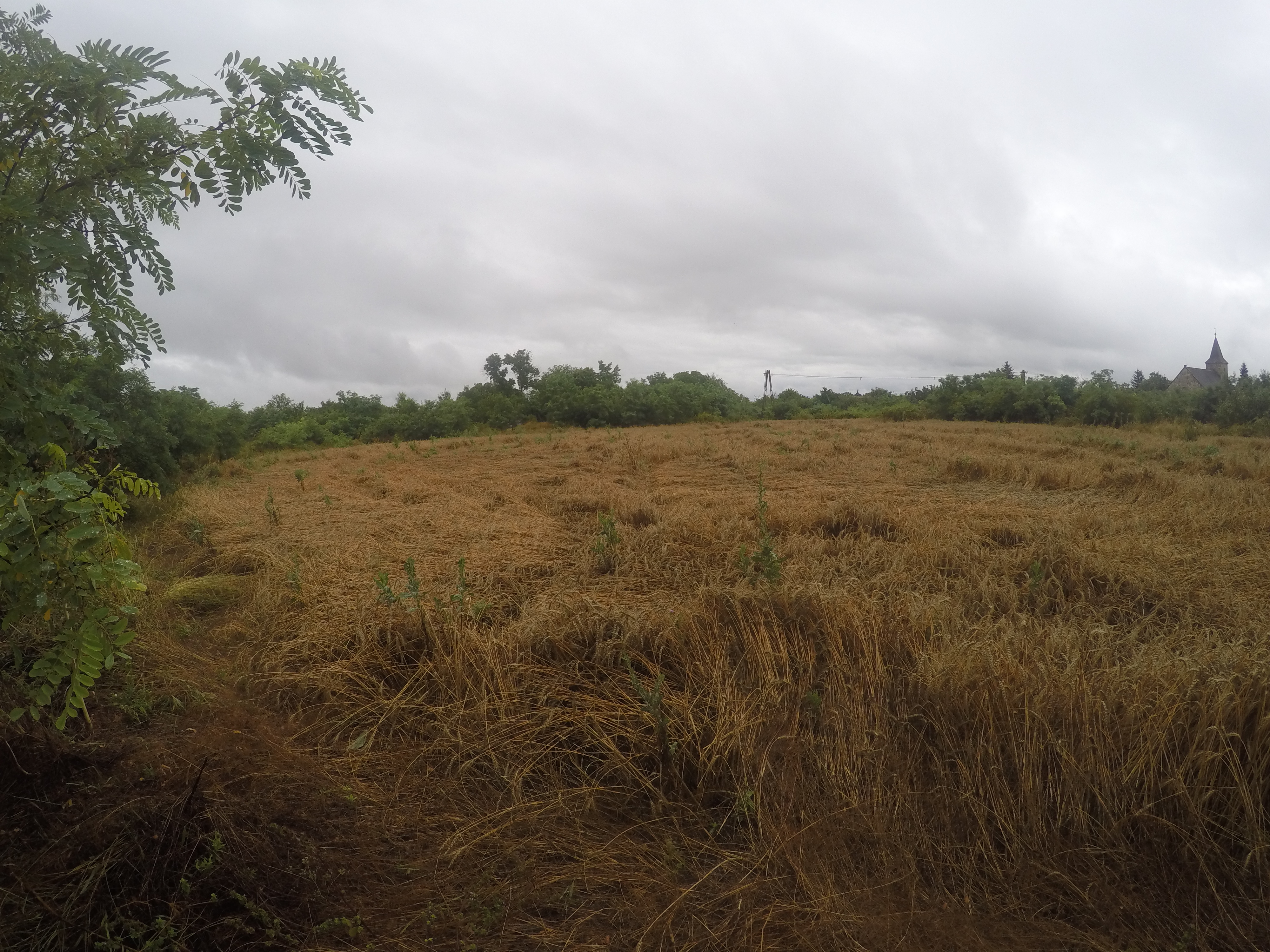
2016年の大雨の被害を受けたハンガリーの小麦畑。

気候変動が雨水農作小麦に及ぼす影響は、地域や局地的な気候条件によって異なる。イランにおける温度と降水量の変化に関する2021年の研究は、温暖・高温乾燥・寒冷半乾燥などの多様な気候条件を対象としており、世界の他地域にも当てはまる。それによれば温度が最大で2.5℃上昇し降水量が最大で25%減少するというシナリオで、小麦収量の損失が顕著になりうる。温暖地域では最大で45%、高温乾燥地域では50%以上の減少が起こり得るが、寒冷半乾燥地域では逆に約15%程度増加する可能性もある。最も有望な適応戦略は種まき時期の調整であり、11月から1月に種をまくことで、降水の季節性を利用し収量を大きく改善できるとしている。ただしここではCO₂濃度増加の影響は考慮されていない。
温度変化のみを考慮した予測では、小麦の世界年間収量は地球の平均気温が1℃上昇するごとに6%減少するとされている。しかし降水やCO₂施肥効果といった他の要因を考慮に入れると、小麦に対しては利益をもたらしうる。2021年11月に発表された最新の地球システムモデルと農業作物モデルの統合的なモデリング実験では、トウモロコシの収量は将来的に一貫して減少すると予測されたが小麦については逆であり、最高温暖化シナリオSSP5-8.5の下でさえ18%の増加が見込まれている。しかし熱ストレスはヒンドゥスタン平野では約半分に影響し、2050年までにその地域での小麦栽培が不適になりうるとする予測もある。

#### 大豆

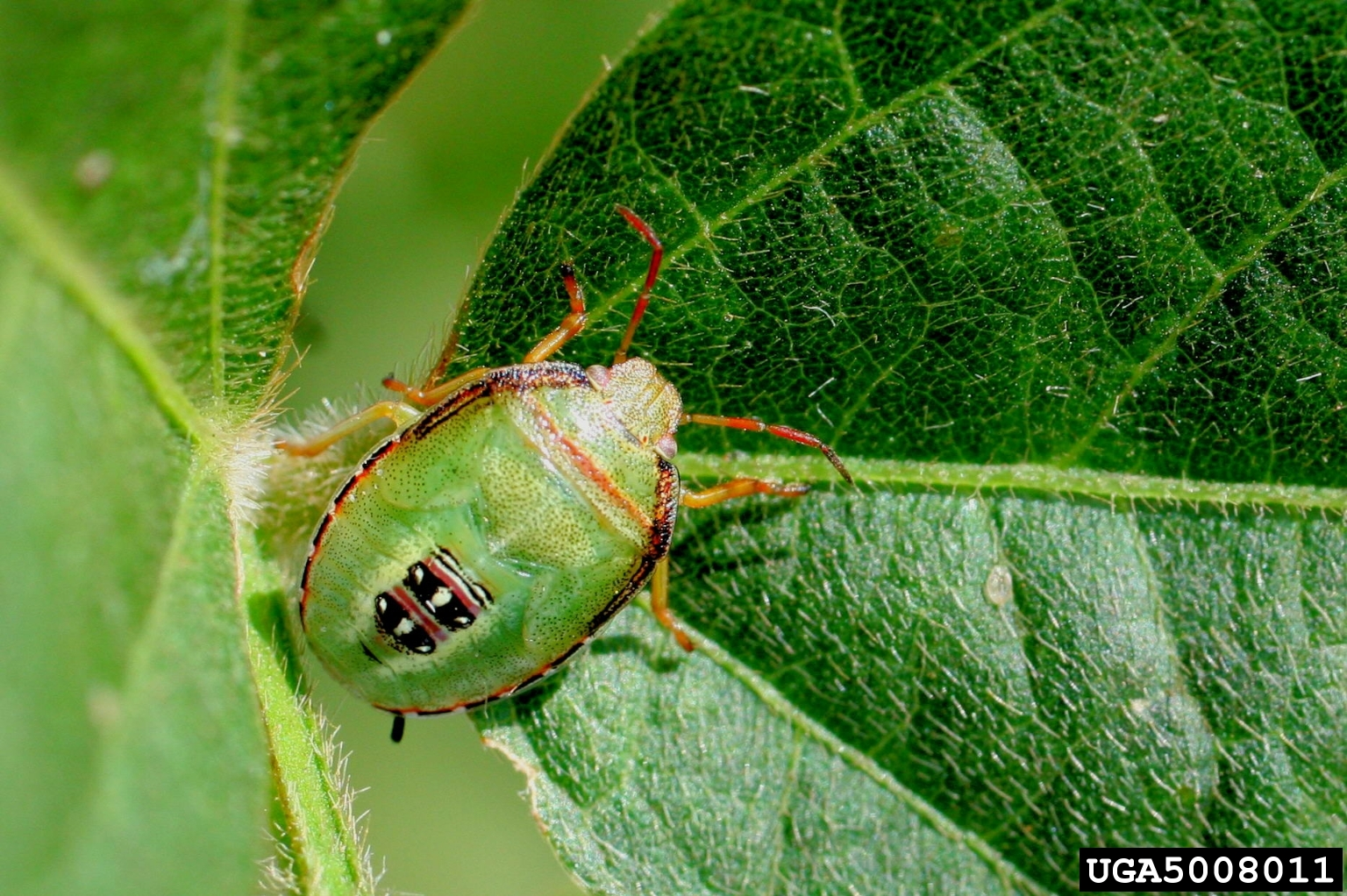
Piezodorus guildiniiは注目すべき大豆害虫であり、気候変動に応じて分布拡大し、より大きな被害をもたらすと予想されている。

温度変化のみを考慮した予測では、大豆の世界収量は地球の平均気温が1℃上昇するごとに3.1%減少するという研究がある。降水量変化やCO₂施肥効果などの要因を加味すると予測はより複雑になる。2021年時点で大豆の世界収量に関する予測は米同様、小麦やトウモロコシと比較して一貫性が低く、統計的に有意な傾向を把握することが難しかった。
CO₂濃度の上昇によりダイズの葉の栄養価が低下するため、ダイズ葉食性昆虫はより多くの葉を食べるようになる。加えて高CO₂濃度下では植物が分泌する防虫物質ジャスモン酸の生成が抑制され、その結果ダイズは昆虫防御能力も低下する。結果としてCO₂濃度の上昇により作物としての大豆収量は減少する。これは大豆に限った問題ではなく多くの植物種で高CO₂環境下では防御機構が弱まることが知られている。

### その他作物
温室効果ガスの増加による気候変動は、作物や国ごとに異なる影響を及ぼすと考えられている。

#### 雑穀とモロコシ

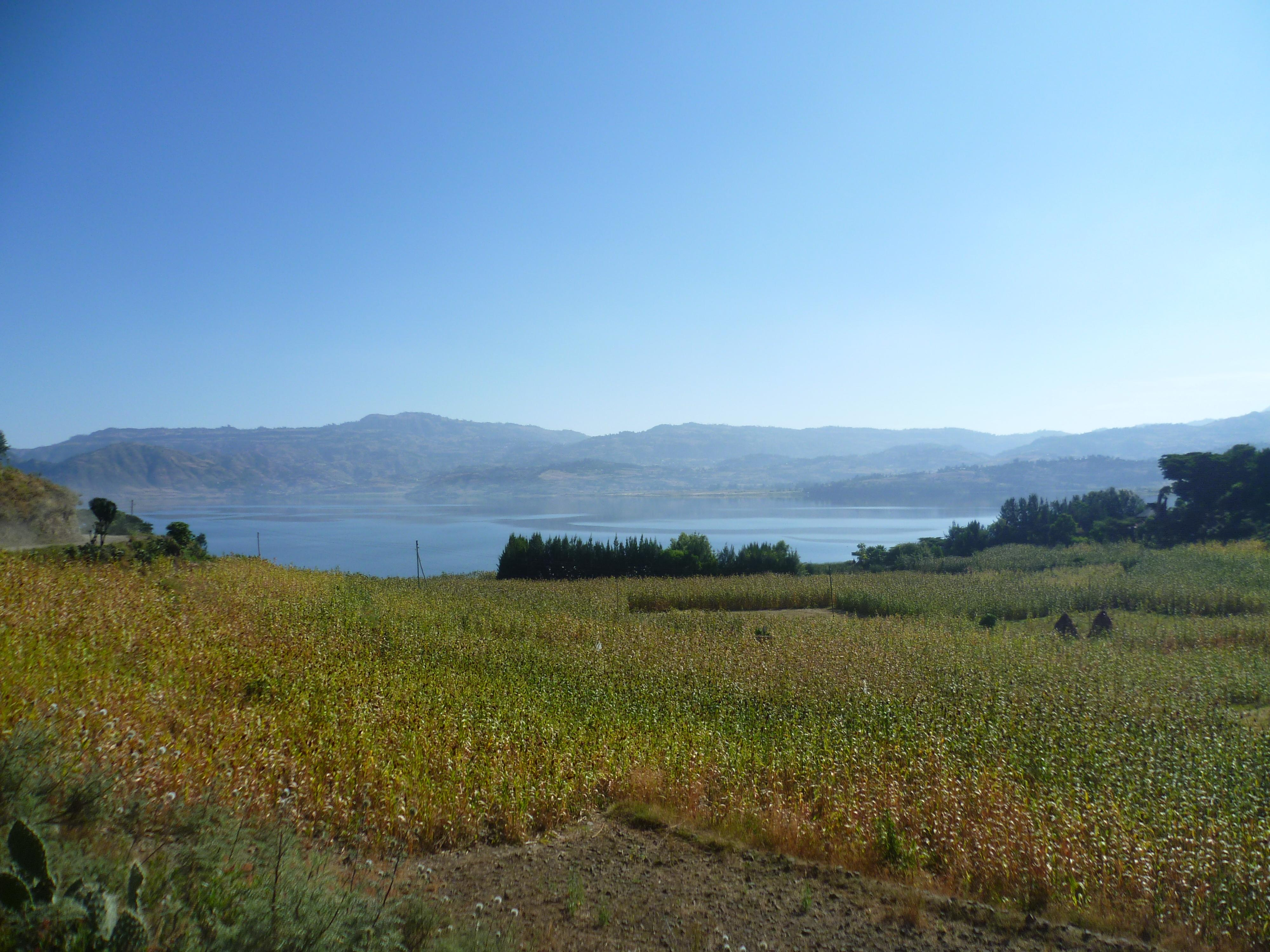
エチオピアのヘイク湖畔にあるモロコシ畑

ミレット（雑穀）やソルガム（モロコシ）は主要4作物ほど広く消費されてはいないが、多くのアフリカ諸国にとっては重要な主食である。2022年に発表された研究では、気候変動が水循環に与える影響を降水量から推定するのではなく、土壌水分を直接シミュレーションした結果、最悪温暖化シナリオSSP5-8.5の下で雑穀・モロコシ・トウモロコシ・大豆の総収量が9〜32%減少すると予測されている。

#### インゲン豆類
アフリカではインゲン豆類が重要な栄養源であるが、気候変動による干ばつストレスによってそれらの栄養価が低下する可能性がある。これは食事内容を多様化させたりサプリメントで補うという選択肢がそもそも存在しない貧困国の住民にとって死活問題である。

#### ジャガイモ

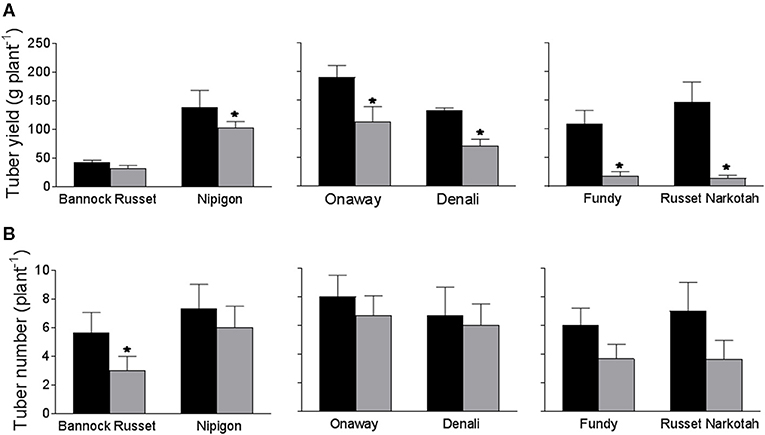
6つの主要なジャガイモ品種（左から右）の干ばつ条件に対する反応。上段は一株当たり収穫重量、下段は同じく収穫個数。

ジャガイモはトウモロコシ・米・小麦・大豆と比較すると重要度は低いものの依然として世界で最も重要な食用作物の一つである。気候変動はジャガイモの世界的な生産にも大きな影響を与えると予測されている。ジャガイモは他の多くの作物同様、大気中CO₂濃度・気温・降水量変化の影響を受ける。2003年のある推定は、2040〜2069年の世界的ジャガイモ収量は推定時点と比べ18〜32%減少するとしており、その主な原因はサブサハラアフリカなどの高温地域での収量減である。農家や品種が新たな環境に適応できればこの影響は緩和され得る。
ジャガイモではCO₂施肥効果により光合成速度が上昇して成長が促進され、気孔からの蒸散が減少することで水の使用量が抑えられ、可食部である塊茎のデンプン含有量が増加する。しかし一方でジャガイモは小麦など他の主食作物より土壌水分不足により敏感であり、英国ではジャガイモ雨水栽培に適した耕作地の面積は少なくとも75%減少すると予測されており、したがって特にジャガイモの生育期に灌漑用水の需要が増加すると見込まれる。
気候変動はまた多くのジャガイモ病害虫の分布や個体数にも影響を及ぼす。たとえばLate blight（アイルランド大飢饉を引き起こした壊滅的なジャガイモとトマトの感染症）は一部の地域（フィンランドなど）ではより深刻な脅威になると予測され、他の地域（英国など）では脅威が軽減する可能性がある。

#### ブドウ畑 (ワイン生産)
ブドウの木は周囲環境に非常に敏感であり、収量には季節によって32.5%の変動がある。気候はブドウとワインの生産の主要な制御因子の一つであり、ある品種が特定の地域に適しているかどうかということ、およびその地域で生産されるワインの種類や品質に影響する。ワインの成分は主にその地域の気候レベルに依存しているため、高品質のワインを生産するためには気候・土壌・品種のバランスが維持される必要があるが、気候変動はそのバランスに対する脅威となる。そこでブドウの生育季節の変異に関わる遺伝子を特定することで、将来の気候条件下でも特定品種の収量を安定させる助けとなる可能性がある。
温暖化に伴い栽培に適した地域は北へと移動していく。欧州のブドウ栽培の北限は、2020年までは1〜3キロメートル/年のペースで北上し、その速度は2020年から2050年にかけて倍増すると予測されている。この変化には正負両面の影響がある：新たな地域で新しい品種の栽培が可能になる一方で、他の品種の適地が失われる可能性があり、全体として生産量や品質にリスクをもたらす。

## 家畜飼育への影響

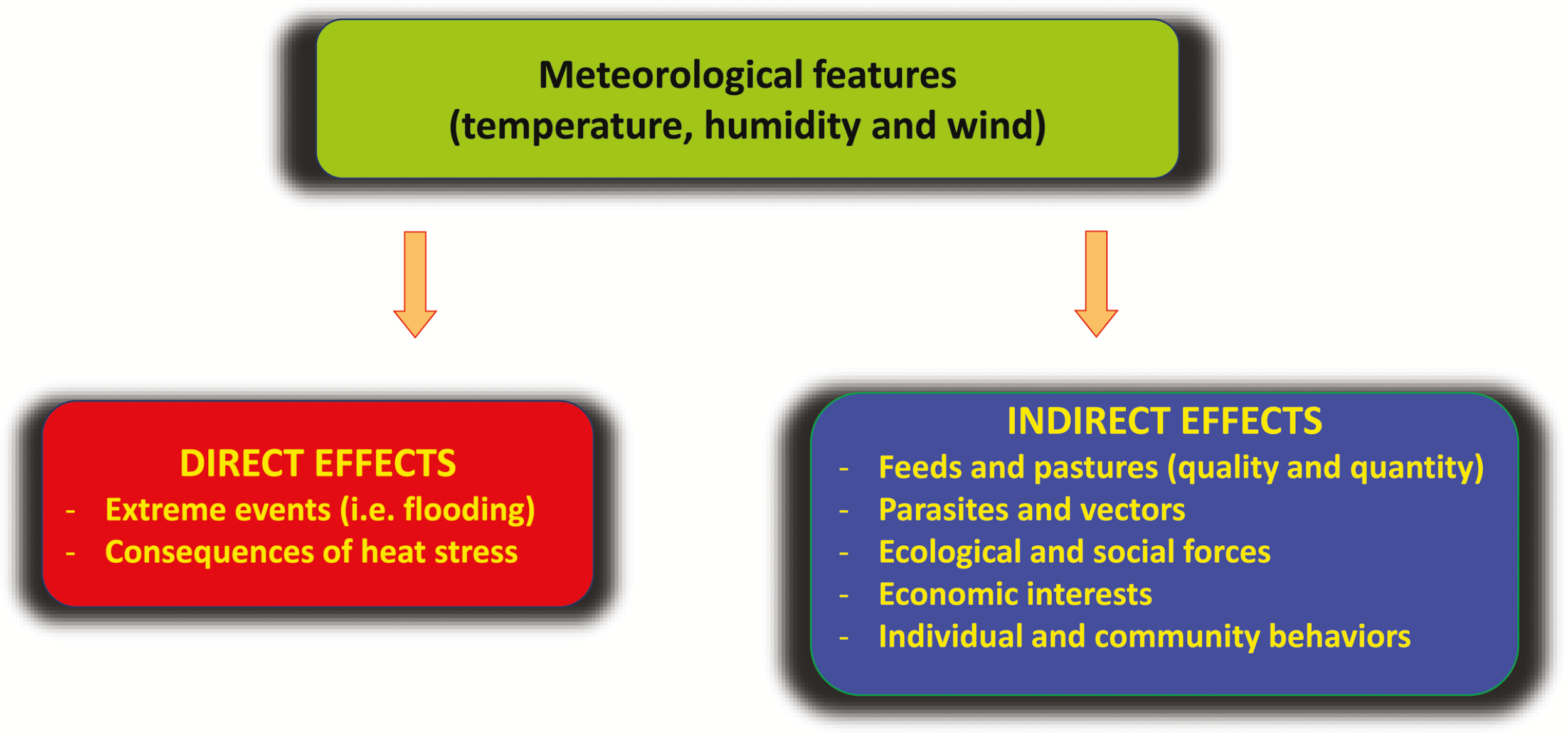
気候変動による家畜への多面的影響

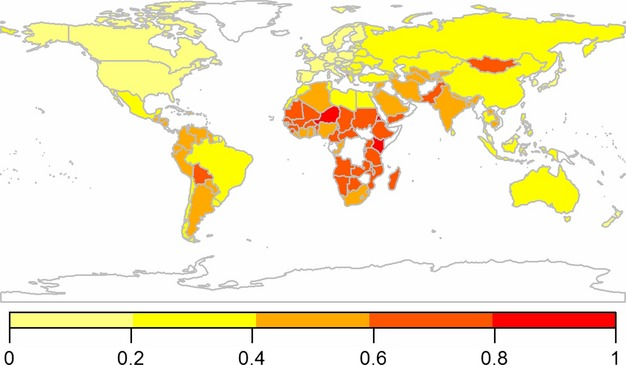
気候変動による放牧家畜への悪影響に対して最も脆弱であると考えられる国（赤色）と最も脆弱でないと考えられる国（黄色）。気候変動に責任の最も大きい富裕国は殆どが全く脆弱でなく、いっぽう責任が僅かな貧困国は概して大変脆弱である（気候正義も参照）。

気候変動は畜産にも多面的に影響を与えており、なおかつ畜産は膨大な温室効果ガスを排出する（特に牛肉生産）ためそれ自体が気候変動の大きな要因でもある。2011年時点で世界の約4億人が生計手段として何らかの形で家畜に依存していた:746。畜産業の商業的価値は約1兆ドルに達すると推定されている。肉や動物性製品の消費を完全に停止することは現実的ではないため、気候変動への包括的な適応策には畜産も含まれる必要がある。
畜産への悪影響として、まず最も寒冷な国を除くすべての地域で熱ストレスの増加が挙げられ、熱波による家畜の大量死・乳量と品質の低下・跛行（びっこ）などの健康問題・繁殖能力の低下といった致命的でなくとも重大な被害が生じている。また干ばつによる飼料の収量や品質の低下、あるいはCO₂施肥効果による間接的影響も重要な問題である。飼料栽培の困難化により、世界全体の家畜頭数が今世紀半ばまでに7〜10%減少する可能性がある:748。加えて動物の寄生虫やベクター媒介疾患はかつてより広範囲に分布拡大しており、これを示すデータは、人間の病原体の拡散予測に用いられるデータよりも質が高い場合が多い。
現在家畜を飼育している地域の中には、今世紀末における高温暖化シナリオでも極端な熱ストレスを回避できると予測される場所もある一方で、今世紀半ばには既に飼育不適となる地域も出てくる:750。サブサハラアフリカは、畜産に対する気候変動の影響によって引き起こされる食料安全保障ショックに最も脆弱な地域とされており、そこでは1億8000万人以上が中期的に放牧地の適性の著しい低下に直面する見通しである:748。その一方で日本・アメリカ・欧州諸国は最も脆弱性が低いとされている。これは各国の気候の直接的影響ではなく人間開発指数や危機回復力、さらには牧畜が国民の食生活に占める重要度の違いといった社会的要因の違いによるものである。

## 世界の食糧安全保障への影響

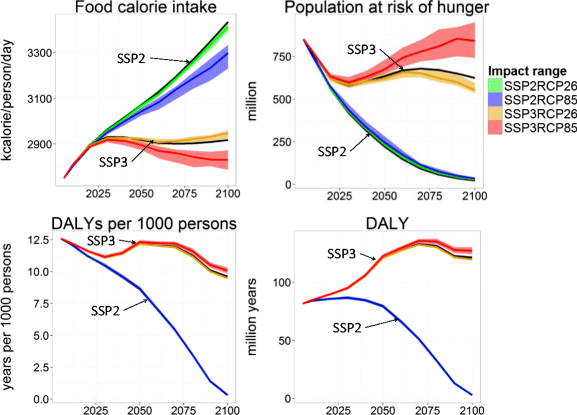
平均的な食料供給量（1人当たりカロリー消費量：左上）、飢餓のリスクにある人口（右上）、ならびに障害調整生命年（DALYs）（左下：1000人あたり、右下：全人口での合計値）の変化の予測年次推移（横軸）を、二つの共有社会経済経路（Shared Socioeconomic Pathways, SSP）、すなわち基準シナリオであるSSP2（黄緑・青）と、高度な世界的競争と紛争を想定したSSP3（オレンジ・赤）に基づいて示したもの。

気候変動が世界の食料安全保障に及ぼす影響についての科学的理解は時間とともに進展している。2022年IPCC第6次評価報告書は、気候変動がなかった場合を基準とした場合、2050年までに飢餓リスクにさらされる人口はすべてのシナリオで8百万～8千万人増加し、そのほとんどがサブサハラアフリカ・南アジア・中米に集中するとした:717。
2019年IPCC気候変動と土地に関する特別報告書は、比較的高排出シナリオ（RCP6.0）の下で、2050年における穀物の価格は社会経済的経路によって1〜29%上昇し:439 、気候変動がない場合と比べると貧困層の1〜1億8100万人が飢餓リスクにさらされるとした。
気候変動が食料の利用可能性（食品の腐敗防止や栄養吸収能力の維持など）に及ぼす影響を予測することは困難である。2016年のモデリング研究では、今世紀半ばまでに最悪気候変動シナリオでは、1人当たりの世界の食料供給が3.2%減少し、赤肉消費は0.7%、野菜/果物消費は4%減少すると予測された。これにより2010年から2050年の間に約52万9000人が死亡し、その多くは南アジアと東アジアで発生するとされた。死因の3分の2は飢餓ではなく、野菜/果物供給減少による微量栄養素不足によるものである。気候変動抑制策はこの死亡数を最大71%削減する可能性がある。一方で食料価格はより不安定になると予測されている。 
2017年時点で、約8億2100万人（サブサハラアフリカ23.2%・カリブ海地域16.5%・南アジア14.8%）が飢えておりこれは世界人口の約11%に相当する。2021年には栄養不足状態にある人口は7億2000万人から8億1100万人と推定され、そのうち20万人、3230万人、1億1230万人がそれぞれ「壊滅的」「緊急」「危機的」レベルの食料不安にあるとされた。2020年の研究では、基準的な社会経済発展レベル（SSP2）に従えば、世界人口が92億に達する2050年でも飢餓人口は1億2200万人に減少できるとされた。気候変動の影響による増加は最大でも約8000万人にとどめられ、関税撤廃などの貿易促進策によってさらにこの増加を2000万人程度まで減らせる可能性がある。しかし2021年の57件の食料安全保障に関するメタ分析はより悲観的な見通しを示し、2050年の飢餓リスク人口はSSP2下でも約5億人に達するとした。高い気候変動と不平等な国際開発が組み合わさったシナリオの一部では、2010年時点と比べて世界の飢餓人口が30%増加するとの予測すらある。  

2007年IPCC第4次評価報告書では、四つの主要なSpecial Report on Emissions Scenarios経路の分析で、A1・B1・B2の三つの経路では社会経済発展の傾向により、2080年に飢餓人口が1億〜1億3000万人に減少すると予測された一方、A2経路では7億7000万人と推計された（確信度約50%）。いったんこれらに気候変動の影響を加味すると、A1・B1・B2では2080年に1億〜3億8000万人、A2では7億4000万〜13億人と推計された（確信度：約20～50%）。サブサハラアフリカは、主に社会経済的傾向によりアジアを超えて世界で最も食料不安が深刻な地域になる可能性が高い。

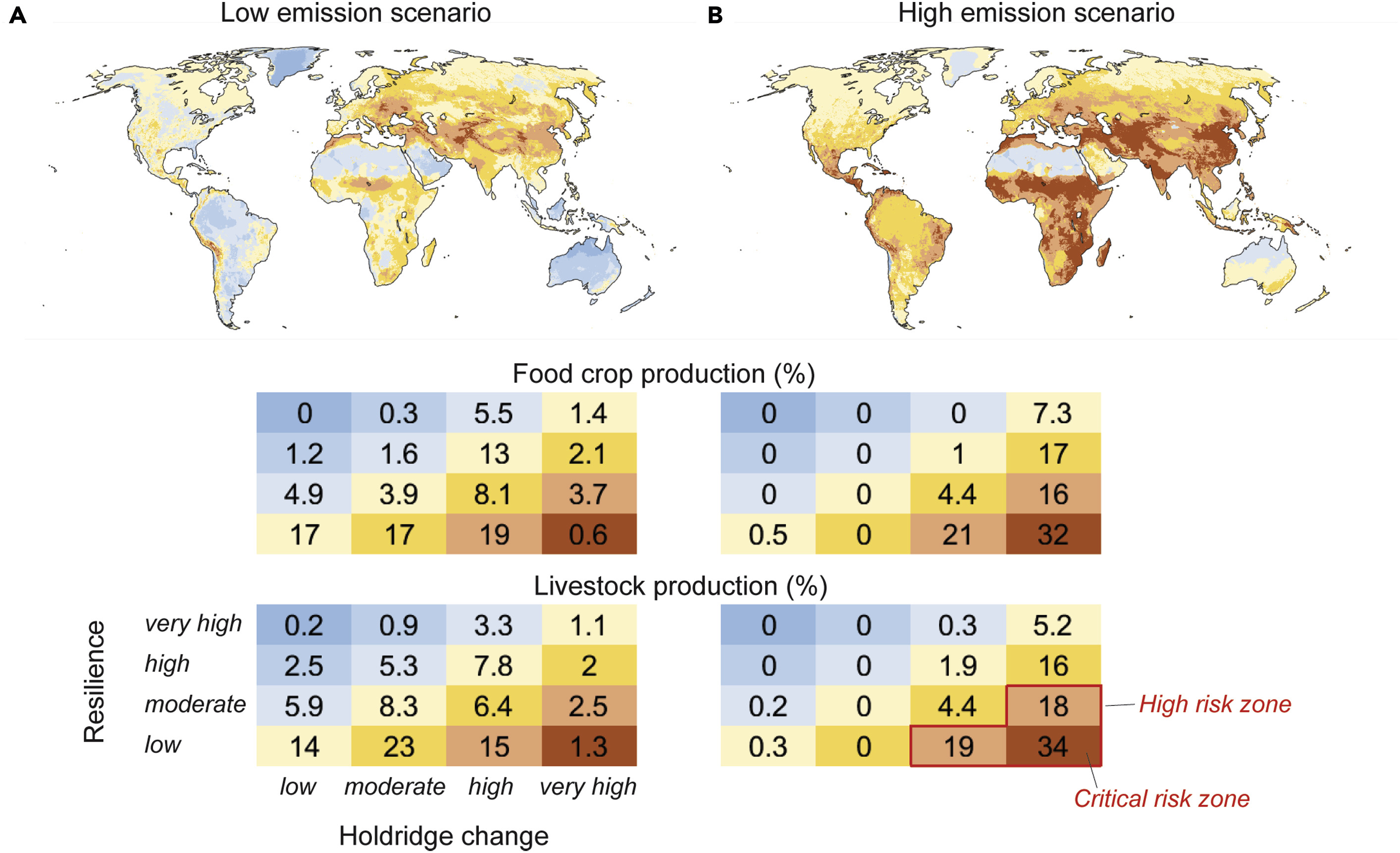
2100年までに、二酸化炭素低排出（左）および高排出（右）シナリオの下で、2021年時点で農業に適した気候条件を維持できなくなる可能性がある地域：赤色ほど可能性が高い。ブロックパネルの上段：農作物、下段：畜産物。

作物収量や食料安全保障に関する前述の予測では、主に平均的な気候状態の変化として気候変動をモデル化しており、極端気象の考慮が不十分であるとして、一部の科学者はその有用性を限定的としている。たとえば2050年に飢餓に直面する人々の数を推定した2021年の研究では、新しい気候条件下で1%（＝100年に1度）の確率で発生する気候事象がその年に影響を与えた場合を仮定しており、その場合低排出シナリオでも基準となる飢餓人口が11〜33%増加し、高排出シナリオでは20〜36%増加すると推定し、それが南アジアのような脆弱な地域に影響した場合2021年時点の3倍の食料備蓄が必要になるとした。 
気候の平均状態と極端状態の違いは、農業が継続できなくなる可能性のある地域の特定において特に重要である。にもかかわらず（他の研究で）2003年欧州熱波など最近の極端気象を気候モデルで再現しても、実際の観測よりも小さな影響しか示されないことが多いことに留意すべきである。換言すると将来の極端事象の影響予測でも過小評価される可能性が大きい。

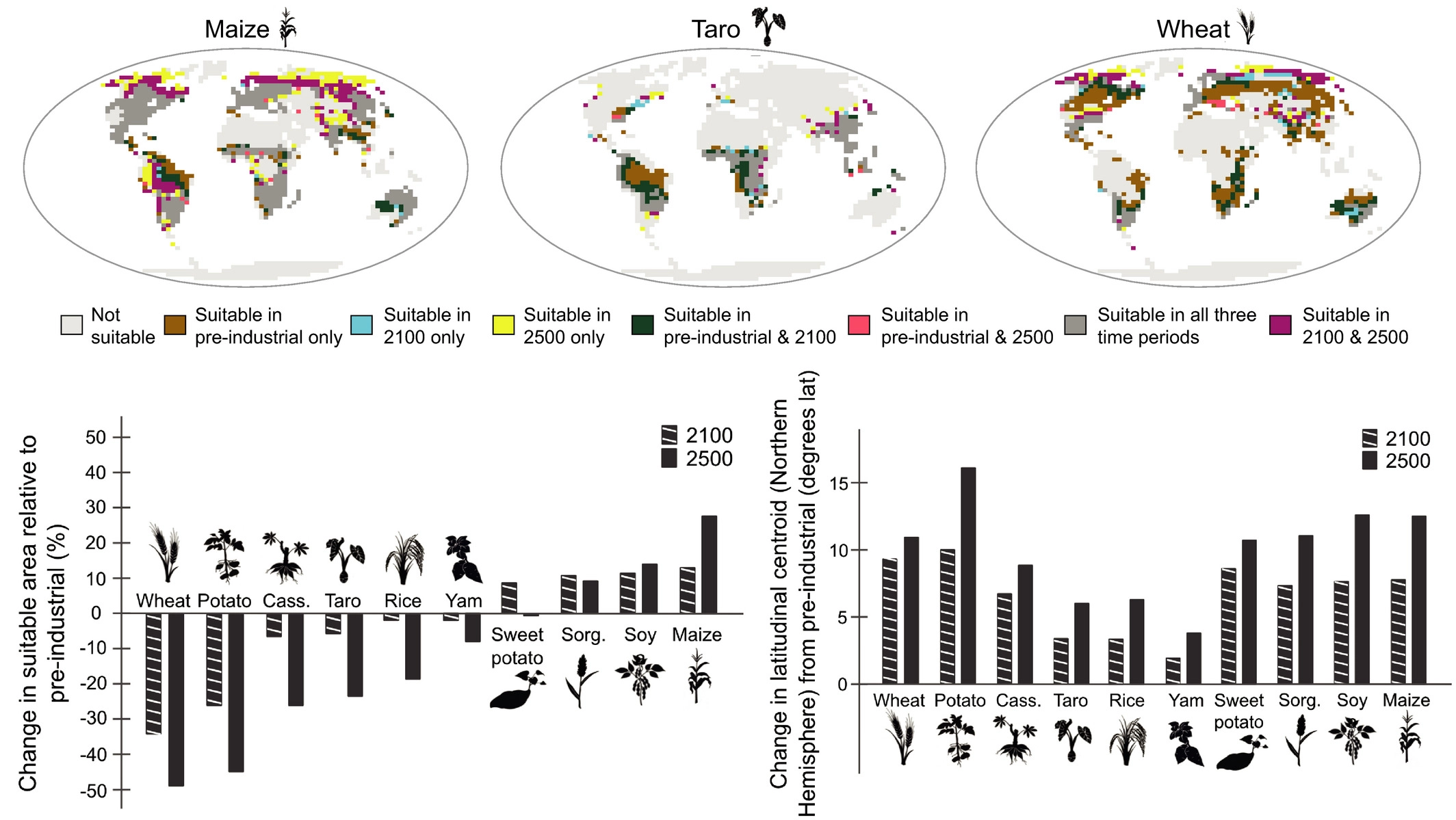
2番目に高い温暖化シナリオRCP6.0の下で予測した結果：(上) 2100 年と 2500 年に予測される特定の作物に適した地域、(左下) 産業革命以前 (1851 ～ 1899 年) と比較した10作物の生育に適した世界の地域の変化の予測、 (右下) 産業革命前 (1851 ～ 1899 年) と比較した、北半球で10作物を栽培できる緯度の予測変化。Cas. = キャッサバ、Sorg.=ソルガム、2021年の研究。

ある2021年の研究は、気温と水循環の平均的変化に関する気候モデル予測を2500年まで拡張し、2番目に強い温暖化シナリオRCP6.0の下で、トウモロコシ・ジャガイモ・大豆・小麦に適した土地面積は2100年までに約11%、2500年までに18.3%減少するとし、キャッサバ・米・サツマイモ・ソルガム・タロイモ・ヤムイモに適した土地面積は、2100年までに2.3%、2500年には約15%減少するとした。 
また2021年の別の研究によれば、2100年までに最悪排出シナリオSSP5-8.5の下では、現在の作物および家畜生産の31%および34%が、「安全な気候空間から外れる」（平易に言えばその％の作物・家畜が失われる）ことになるという。これは南アジア・中東・大部分のサブサハラアフリカ・中米で気候・植生区分（「ホールドリッジ生命帯」区分）が急激な変化を被ることによる。

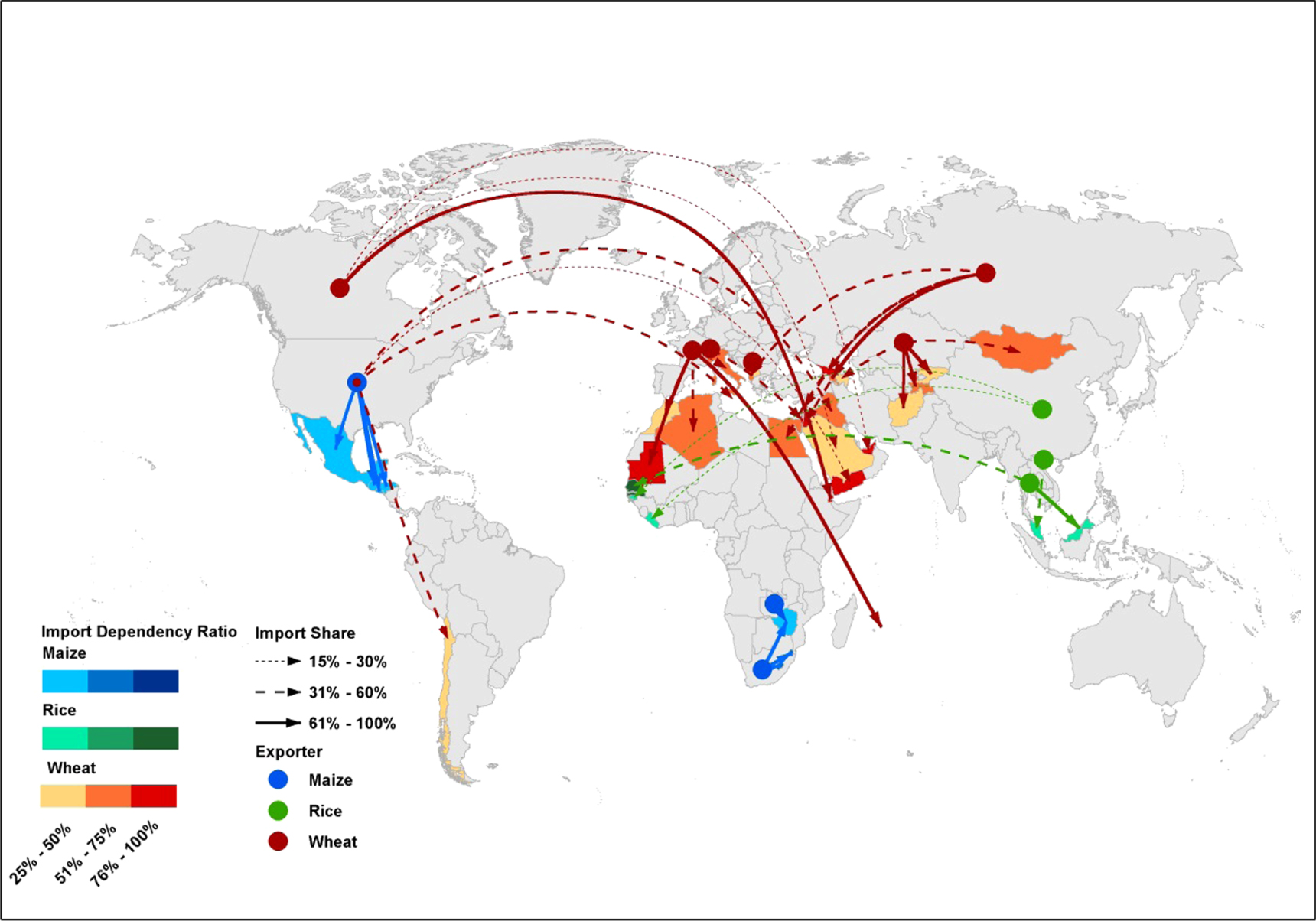
特定の国々は特定の輸出国からの輸入に強く依存しており、それらの輸出国で作物不作が起きた場合に最も脆弱である。たとえばロシアの小麦・タイの米・米国のトウモロコシの輸出が完全停止すると、それだけで約2億人（うち90%はサブサハラアフリカ）が飢餓に直面する。2016年の推定によれば、世界全体でトウモロコシ・米・小麦の輸出が10%減少した場合、58の貧困国で5,500万人が食料供給を少なくとも5%失うとされている。

さらに別の2021年の研究も、高排出シナリオでは、世界中の複数の主要穀倉地帯で収量が同時に10%以上減少する不作の発生確率が2030年までに 4.5倍になり、2050年には25倍に増加するとした。これは同シナリオにおける1.5℃および2℃の気温上昇水準に相当し、2019年の研究ではその水準では、トウモロコシの主要生産地で同時に不作が起きるリスクが、それぞれ40%および54%に増加するとした。複数の主要農作地域が同時に極端気象に見舞われること（同期化）の問題もあり、過去にも最大20%の収量損失を伴う同期化気象イベントが存在していたとされる。仮に全ての主要地域で同時に作物不作が起きた場合、主要4作物の全収量は17〜34%減少すると見積もられている。

特定のロスビー波パターンが、東アジア/東欧/北中米、あるいは西アジア/西欧/西中米で同時に熱波を引き起こすことが知られており、その地域の作物収量を3〜4%減少させるとされている。（ただし気候モデルはこうした歴史的事象の影響を北米で過大評価しそれ以外の地域では過小評価する傾向があり、全世界では収量変化なしとシミュレーションされることがある。）

### 労働力と経済における損失

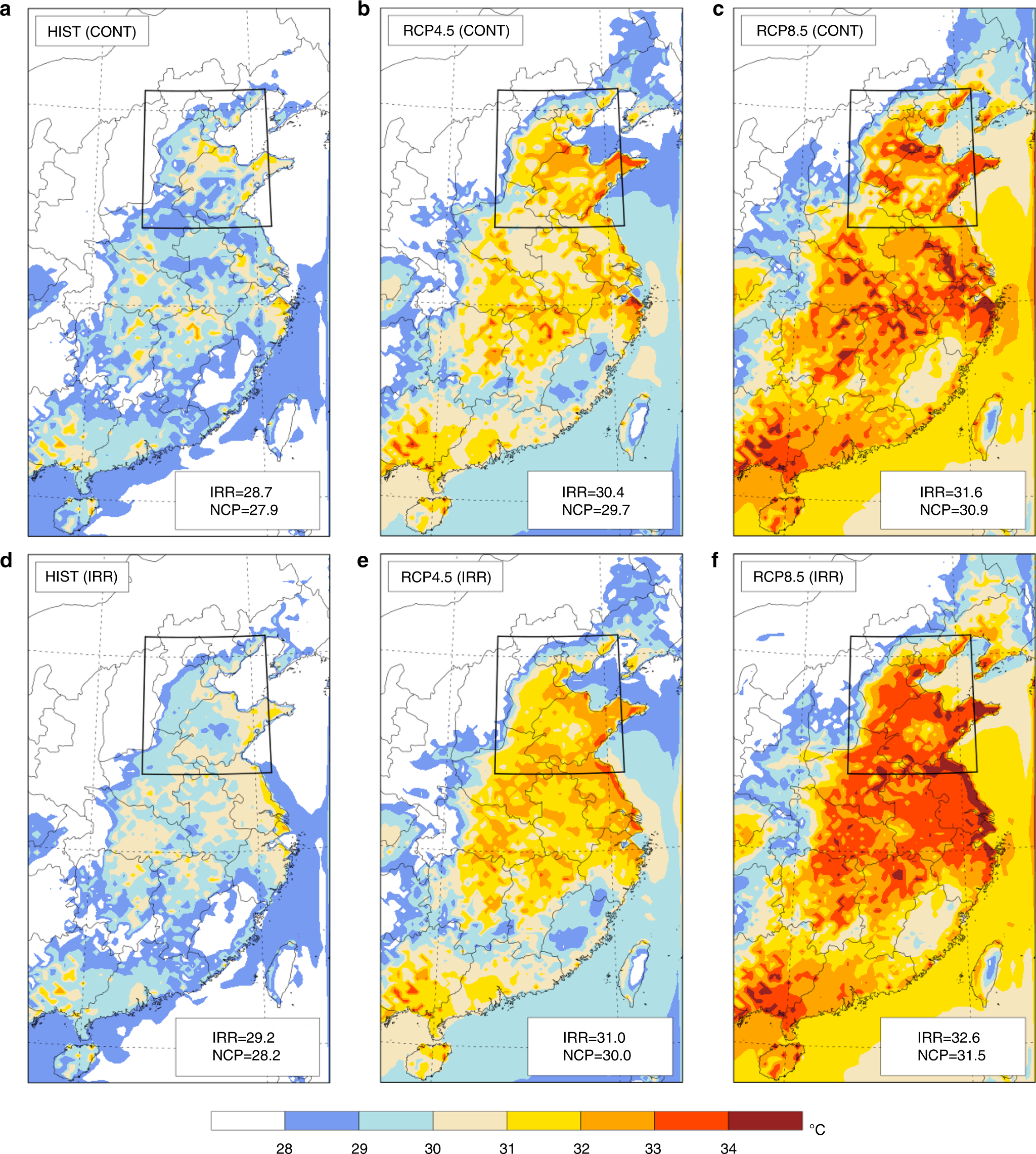
気候変動は中国華北平原における熱ストレスを悪化させると予測されており、この地域は大規模な灌漑により異常に湿っているため、そこでの労働は特に過酷である。高排出高温暖化のシナリオ下では、夏の猛暑日に農業労働者が屋外で作業できないリスクがある。 灌漑なしの過去 (a)、灌漑なしの RCP4.5 (b)、灌漑なしの RCP8.5 (c)、灌漑ありの過去 (d)、灌漑ありの RCP4.5 (e)、および灌漑ありの RCP8.5 (f)。

極端気象が頻発・激化することで、農業活動を混乱させ労働者を失業に追い込む可能性がある。たとえば干ばつに見舞われた地域から移住し戻らない農民も出てくる。コストが増加すれば農家は経済的に農業を継続できなくなる場合もある。多くの低所得国では大多数の人々を雇用しているのは農業であり、コストの上昇は解雇や賃下げにつながる。インドでは農業が雇用の52%を占めており、カナダでプレーリー地域はカナダ農業生産高の51%を占めている。これらのような地域での農作の変化は、その国の経済に深刻な影響を及ぼす。また自給自足農家や地域に直接作物を供給している農家が不作に陥るとその人々が食べる物を失うことになり、一部の地域では飢餓の可能性も出てくる。 
ある推定によれば、20世紀後半比で3℃（前産業時代比で4℃）の気温上昇が起きた場合（SSP5-8.5の最悪シナリオに相当）、農作業で熱ストレスを被るのが年間最大250日に達し、サブサハラアフリカおよび東南アジアでは労働力の30〜50%が失われる。中南米の一部地域でも同様の影響が予想される。これにより作物価格が約5%上昇する可能性がある:717:725。 

### 長期的見通し

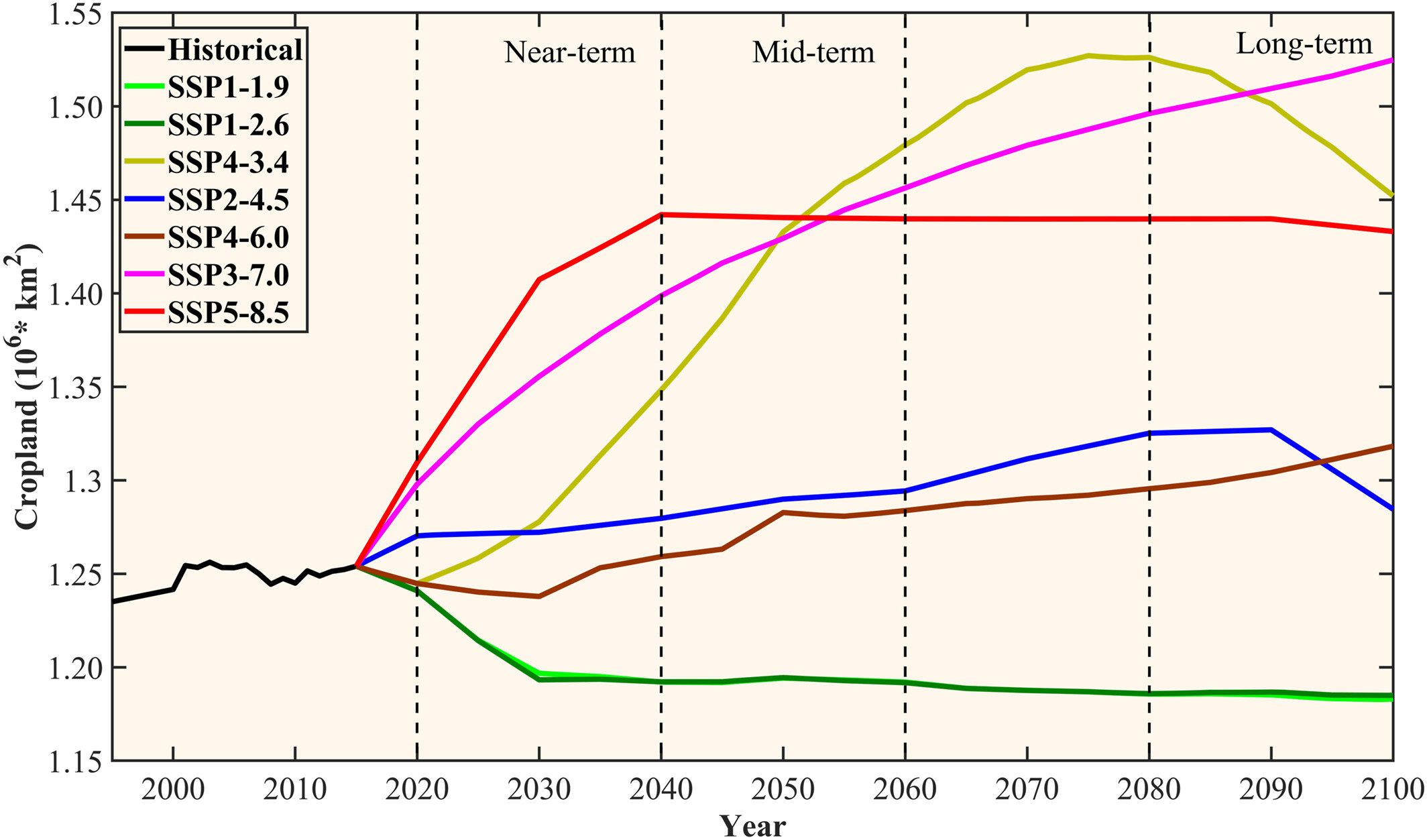
2100年までの期間について、それぞれのSSPシナリオのもとで予測される南アジアの農地面積の時間的変化。高温暖化シナリオでは特に大きく増加する一方、低温暖化シナリオでは需要低下により耕作地面積が減少すると予想されている。このような傾向は世界全体でも同様である。

2050年以降についての予測研究は少ないが、気候変動が食料生産にいっそう深刻な被害を及ぼすとしても、今世紀中にそれが人類の大量死につながるとは考えられていない。これは進行中の農業改善がある程度続くと見込まれていることと、農地拡大が予想されていることによる。

## 世界各地域ごとの農業への影響

### アフリカ

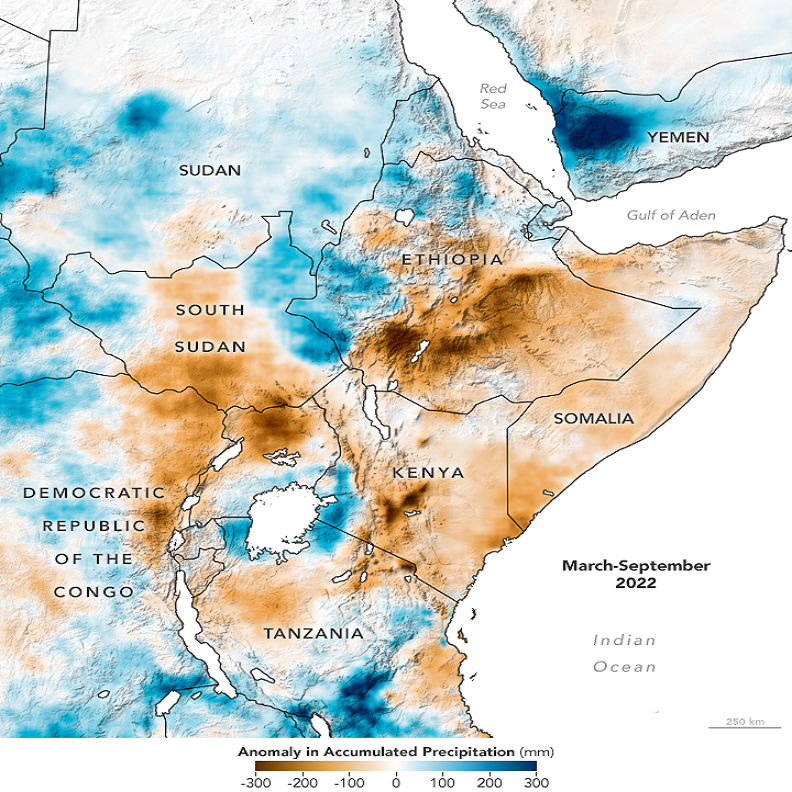
2020-23年アフリカの角における記録史上最悪の干ばつ（気候変動が水循環に与える影響により悪化）。赤色は2022年3月から9月の間、降水量が平年より300ミリ少なかった地域、青色は逆に多かった地域を示す。

アフリカで農業は特に重要であり、2015年の見積もりでは、サブサハラアフリカでは小規模農家が耕作地の80%を占め、農業がGDP全体の15%を占めている。2014～2018年の間、アフリカは世界最悪の食料安全不安レベルを記録している。アフリカの地理的条件は気候変動に対して特に脆弱であり、人口の70%が雨水農業に依存して生計を立てている。
2007年IPCC第4次評価報告書では、気候の変動と変化が農業の生産性および食料へのアクセスを深刻に損なうと高い確信度で予測しており:13、気候変動によって病害虫のリスクが高まるとしている。すでに農業生産性の約6分の1は作物害虫による損失となっている。
小規模農家が大半であり、技術や適応資源へのアクセスは限られている。雨水のみに依存した自給農業への依存度の高さと、気候変動に対応した農業技術の採用の低さ（適応行動を支えるための気候データや情報の信頼性と可用性の低さ）が、農業システムの高い脆弱性に寄与している。
気候変動とその変動性は、世界の食料生産変動のうち、雨水へ大きく依存しているアフリカ農業での主原因であり続けている。いくつかの国では、雨水農業の収量が2020年までに最大50%減少する可能性がある。農業部門は気候変動に対して敏感であり、食料価格・食料安全保障・土地利用の意思決定に対して悪影響を与えると見込まれている。
アフリカ諸国は予測される気候変動に対応する法制度を整備する必要がある。農業への影響に対応する適切な政策を策定するには、気候変動がそれぞれの作物にどのように影響するかを明確に理解することが重要である。たとえば東アフリカの2019〜2022年バッタ大発生では、気候変動による気温上昇と降雨量増加に起因するバッタ数の異常増加とが部分的に関連づけられている。　

### アジア
アジアでは気候変動の影響は各国さまざまである。2007年時点で21世紀半ばまでの作物収量は、東アジアおよび東南アジアで最大20%増加、中央アジアおよび南アジアで逆に最大30%減少が予測されていた:13。
2014年の予測では、中国では、気温が1.5℃上昇するシナリオの場合、CO₂施肥効果により3%増大（180億米ドル/年）の利益がもたらされるとされた一方、インドでは春の高温による影響が大きく、大陸全体の農業損失の3分の2を被るとされた。2021年の予測では高温ストレスと水資源の不足がヒンドゥスタン平野での小麦収量に大きな悪影響を及ぼすとしている。灌漑用水の減少による影響が深刻であり、収量損失は最大35%に達するとされている。バングラデシュでは2016年の予測で家畜生産が病気・飼料不足・熱ストレス・繁殖戦略の制限によって減少するとされた。

### オセアニア
2007年IPCC第4次評価報告書では、2030年までに農業および林業の生産は、オーストラリア南部および東部、ニュージーランド東部の一部で減少すると予測されていた。

### 欧州
2007年IPCC第4次評価報告書では、気候変動が南欧州で作物生産性を、中央・東欧州では森林生産性を低下させると予測されていた:14。北欧州では気候変動の初期影響として作物収量の増加が見込まれていた。2019年の欧州環境機関報告書「欧州の農業部門における気候変動への適応」でもこの傾向が確認されている。この報告書によれば高排出シナリオ下では、2050年までに南欧州で非灌漑作物（小麦・トウモロコシ・甜菜など）の収量が最大50%減少し、その一部地域で2100年までに農地価格が80%以上下落し農地放棄が進行する可能性もあるとしている。

### 中南米
中南米では生育期間の短縮・バイオマスの全体的な減少・穀物収量低下が予測されている。中南米全体の農業生産の70–90%を占めるブラジル・メキシコ・アルゼンチンおよび他の乾燥地域で、トウモロコシ生産が減少すると見込まれている。中南米における気候変動の農業への影響に関する複数の研究をまとめた調査では、ブラジル・アルゼンチン・ウルグアイの小麦収量が減少すると予測されている。アルゼンチン・ウルグアイ・ブラジル南部・ベネズエラ・コロンビアなどでは畜産生産高も減少する可能性が高い。生産減少の程度には地域間で差があると予想されており、たとえば2003年の研究では、2055年までのトウモロコシ生産減はブラジル東部で中程度、ベネズエラで大幅な減少と見込まれている。
降水量の変動性の増加は、中米とメキシコでの気候変動の最も壊滅的な結果の一つである。2009年から2019年にかけてこの地域では、多雨の年と渇水の年が交互に現れた。5月と6月の降雨は特に不安定であり、雨の開始とともにトウモロコシを植える農家にとって大問題である。この地域の多くの農家は灌漑設備を持たず、メキシコでは灌漑されているのはわずか21%である。

### 北米
北米西部の乾燥・半乾燥地域では干ばつがより頻繁かつ深刻になってきており、春の融雪洪水の時期と規模が前倒しになり夏の河川流量が減少している。気候変動の直接的影響である熱と水ストレスの増加・作物の発育時期の変化・共生関係の破壊が、河川流量の変化によってさらに悪化する可能性があり、その結果外来植物や乾燥に強い競合種が増加する可能性がある。一方カナダでは春播き小麦の収量増加が見込まれている。

## 適応策

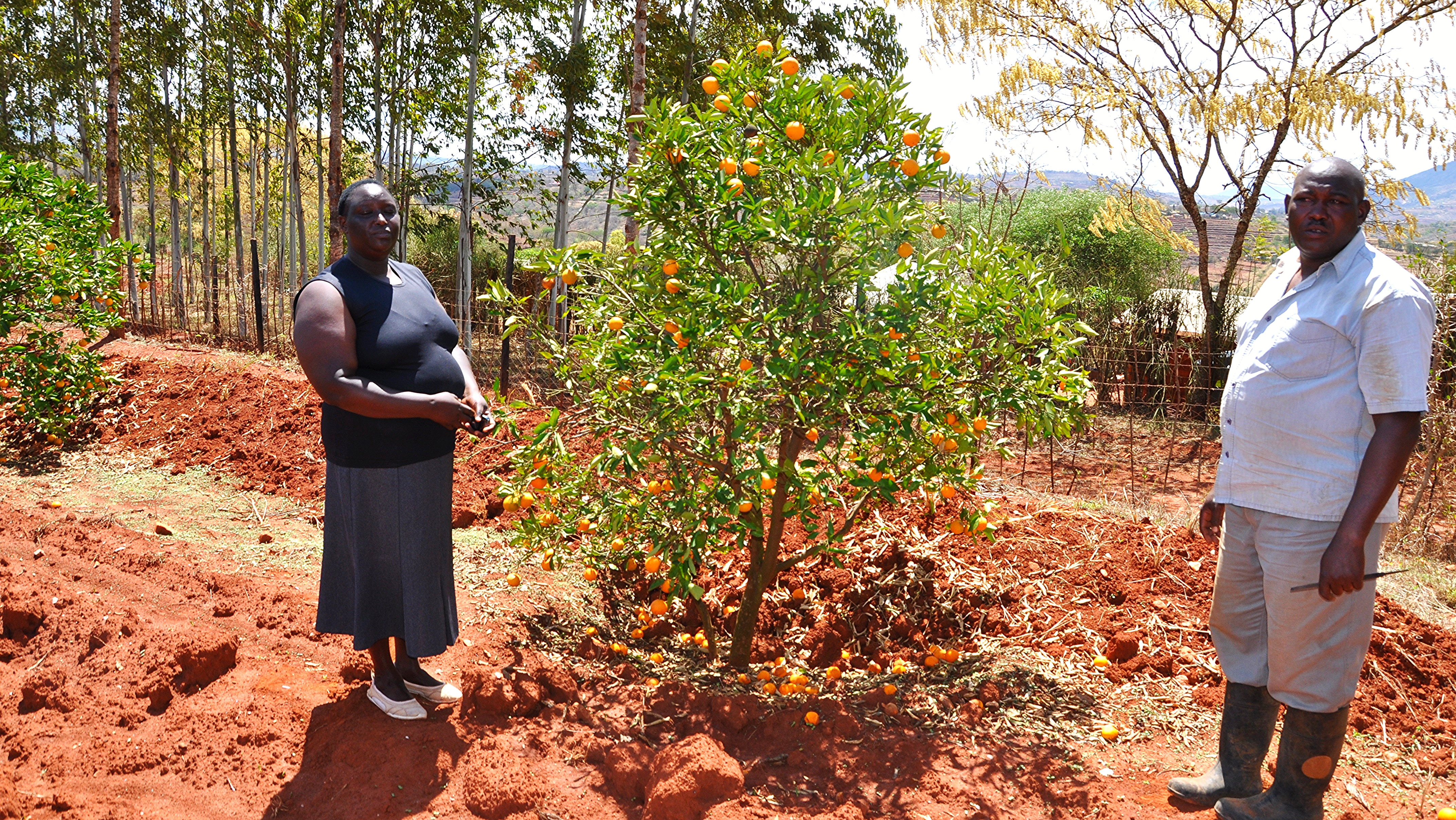
ケニアのマチャコス郡で実践されている気候変動に配慮した農業

2023年に『Nature Food』に発表された論文は、気候変動が世界の食料安全保障に深刻なリスクをもたらすことを指摘し、脆弱な人々と世界の食料システムを守るため適応策が緊急に必要であることを強調している。具体的には管理手法の変更・農業の技術革新・制度的変化・気候変動対応型農業などである。持続可能な食料システムを構築するためには、これらは温暖化抑制策と同様に不可欠である。
農業の技術革新は、より良い土壌管理・水資源節約技術・作物と環境の適合・異なる品種の導入・輪作・適切な施肥の使用・地域住民による適応戦略の支援などを含む。政府の政策やプログラムは、環境に配慮した補助金・教育キャンペーン・経済的インセンティブ・脆弱な人々に対する資金・保険・安全網などを提供する必要がある。早期警報システムの整備や正確な天気予報の提供を貧困地域や僻地で実行できればより適切な備えが可能となる。
干ばつ適応の選択肢のひとつは干ばつ耐性作物品種の開発であり、もうひとつは地域的な雨水貯留施設の整備である。ジンバブエでは小規模な植え付け用のくぼみを使って雨水を集める方法で、降水が多い年でも少ない年でもトウモロコシの収量が大幅に向上している。ニジェールでもこの方法でミレット（雑穀）の収量が3倍から4倍に増加した。

## 農業からの温室効果ガス排出への対策
気候変動が農業に深刻な影響を与える中でその対策を講じるには、農業自体が温室効果ガス排出の主要因の一つであるという自己矛盾への対策が避けられない。世界全体の温室効果ガス排出量の約3分の1が食料システムに起因しており、農業・林業・土地利用部門は世界の温室効果ガス排出量の13～21%を占めている。その内訳は直接的排出と間接的排出の両方がある。直接的排出は特に水田稲作・畜産・化学肥料の使用がメタンや亜酸化窒素といった強力な温室効果ガスの発生源となっており、農業からの温室効果ガス排出量（二酸化炭素換算）の半分以上を占めている。間接的排出は、森林などの非農業用地を農地に転換することなどにより生じる。輸送や肥料製造などに伴う化石燃料の消費も間接的排出であり、窒素肥料の製造と使用は世界全体の温室効果ガス排出量の約5%を占めている。 
このように農業は気候変動の被害者であると同時に加害者でもあるため、持続可能な農業への転換が不可欠となる。たとえば、再生可能農業やアグロエコロジーといった手法は、炭素の土壌への隔離を促進しつつ、生産性と生態系の健全性を両立させうる。2023年のレビューは、農地からの温室効果ガスの排出は土壌の種類・気候・管理手法などによって左右されることを強調している。その緩和策として保全耕起/不耕起栽培（耕起を最低限または無しにとどめることで、土壌の自然環境攪乱を防ぐ）・精密農業・水の効率的利用・バイオ炭の施用などが挙げられ、これらにより炭素排出を削減し土壌中に炭素を貯留できる。 

## 引用
1. ↑  “Southern Plains Climate Hub Seeks to Address Three Huge Problems”.   U.S. Department of Agriculture. 2025年7月1日閲覧。
2. 1 2 3 4 5 6 7 8 9 10 11 12 13 14 15 16  Bezner Kerr, R., T. Hasegawa, R. Lasco, I. Bhatt, D. Deryng, A. Farrell, H. Gurney-Smith, H. Ju, S. Lluch-Cota, F. Meza, G. Nelson, H. Neufeldt, and P. Thornton, 2022: Chapter 5: Food, Fibre, and Other Ecosystem Products. In: Climate Change 2022: Impacts, Adaptation and Vulnerability. Contribution of Working Group II to the Sixth Assessment Report of the Intergovernmental Panel on Climate Change [H.-O. Pörtner, D.C. Roberts, M. Tignor, E.S. Poloczanska, K. Mintenbeck, A. Alegría, M. Craig, S. Langsdorf, S. Löschke, V. Möller, A. Okem, B. Rama (eds.)]. Cambridge University Press, Cambridge, UK and New York, NY, USA, doi:10.1017/9781009325844.007.
3. 1 2  Gaupp, Franziska; Hall, Jim; Mitchell, Dann; Dadson, Simon (23 May 2019). “Increasing risks of multiple breadbasket failure under 1.5 and 2 °C global warming”. Agricultural Systems 175:  34–45. Bibcode: 2019AgSys.175...34G. doi:10.1016/j.agsy.2019.05.010. hdl:1983/d5df7241-3564-43de-b9ef-31a103c7a46d.
4. 1 2  Kornhuber, Kai; Lesk, Corey; Schleussner, Carl F.; Jägermeyr, Jonas; Pfleiderer, Peter; Horton, Radley M. (4 July 2023). “Risks of synchronized low yields are underestimated in climate and crop model projections”. Nature Communications 14 (1):  3528. Bibcode: 2023NatCo..14.3528K. doi:10.1038/s41467-023-38906-7. PMC 10319847. PMID 37402712.
5. 1 2  Ainsworth, Elizabeth A.; Long, Stephen P. (2 November 2020). “30 years of free-air carbon dioxide enrichment (FACE): What have we learned about future crop productivity and its potential for adaptation?” (英語). Global Change Biology 27 (1):  27–49. doi:10.1111/gcb.15375. PMID 33135850.
6. 1 2  “Importance of snow and glacier meltwater for agriculture on the Indo-Gangetic Plain” (英語). Nature Sustainability 2 (7):  594–601. (July 2019). Bibcode: 2019NatSu...2..594B. doi:10.1038/s41893-019-0305-3. ISSN 2398-9629.
7. 1 2 3 4 5 6 7  Zhao, Chuang; Liu, Bing; Piao, Shilong; Wang, Xuhui; Lobell, David B.; Huang, Yao; Huang, Mengtian; Yao, Yitong et al. (15 August 2017). “Temperature increase reduces global yields of major crops in four independent estimates” (英語). Proceedings of the National Academy of Sciences of the United States of America 114 (35):  9326–9331. Bibcode: 2017PNAS..114.9326Z. doi:10.1073/pnas.1701762114. PMC 5584412. PMID 28811375.
8. 1 2 3  van Dijk, Michiel; Morley, Tom; Rau, Marie Luise; Saghai, Yashar (21 July 2021). “A meta-analysis of projected global food demand and population at risk of hunger for the period 2010–2050”. Nature Food 4 (7):  416–426. doi:10.1038/s43016-021-00322-9. PMID 37117684.
9. 1 2  Mycoo, M., M. Wairiu, D. Campbell, V. Duvat, Y. Golbuu, S. Maharaj, J. Nalau, P. Nunn, J. Pinnegar, and O. Warrick, 2022: Chapter 3: Mitigation pathways compatible with long-term goals. In Climate Change 2022: Mitigation of Climate Change [ K. Riahi, R.Schaeffer, J.Arango, K. Calvin, C. Guivarch, T. Hasegawa, K. Jiang, E. Kriegler, R. Matthews, G. P. Peters, A. Rao, S. Robertson, A. M. Sebbit, J. Steinberger, M. Tavoni, D. P. van Vuuren]. Cambridge University Press, Cambridge, United Kingdom and New York, NY, USA, pp. 463–464 |doi= 10.1017/9781009157926.005
10. 1 2  Bradshaw, Corey J. A.; Ehrlich, Paul R.; Beattie, Andrew; Ceballos, Gerardo; Crist, Eileen; Diamond, Joan; Dirzo, Rodolfo; Ehrlich, Anne H. et al. (2021). “Underestimating the Challenges of Avoiding a Ghastly Future”. Frontiers in Conservation Science 1. Bibcode: 2021FrCS....1.5419B. doi:10.3389/fcosc.2020.615419.
11. 1 2  FAO, IFAD, UNICEF, WFP and WHO (2021). The State of Food Security and Nutrition in the World 2021. Transforming food systems for food security, improved nutrition and affordable healthy diets for all, In brief (Report). FAO. doi:10.4060/cb5409en. ISBN 978-92-5-134634-1.
12. 1 2 3  Janssens, Charlotte; Havlík, Petr; Krisztin, Tamás; Baker, Justin; Frank, Stefan; Hasegawa, Tomoko; Leclère, David; Ohrel, Sara et al. (20 July 2020). “Global hunger and climate change adaptation through international trade”. Nature Climate Change 10 (9):  829–835. Bibcode: 2020NatCC..10..829J. doi:10.1038/s41558-020-0847-4. PMC 7869491. PMID 33564324.
13. 1 2  Hasegawa, Tomoko; Sakurai, Gen; Fujimori, Shinichiro; Takahashi, Kiyoshi; Hijioka, Yasuaki; Masui, Toshihiko (9 August 2021). “Extreme climate events increase risk of global food insecurity and adaptation needs”. Nature Food 2 (8):  587–595. doi:10.1038/s43016-021-00335-4. PMID 37118168.
14. 1 2  Schewe, Jacob; Gosling, Simon N.; Reyer, Christopher; Zhao, Fang; Ciais, Philippe; Elliott, Joshua; Francois, Louis; Huber, Veronika et al. (1 March 2019). “State-of-the-art global models underestimate impacts from climate extremes”. Nature Communications 10 (1):  1005. Bibcode: 2019NatCo..10.1005S. doi:10.1038/s41467-019-08745-6. PMC 6397256. PMID 30824763.
15. 1 2 3  Kummu, Matti; Heino, Matias; Taka, Maija; Varis, Olli; Viviroli, Daniel (21 May 2021). “Climate change risks pushing one-third of global food production outside the safe climatic space”. One Earth 4 (5):  720–729. Bibcode: 2021OEart...4..720K. doi:10.1016/j.oneear.2021.04.017. PMC 8158176. PMID 34056573.
16. 1 2  “Severity of drought and heatwave crop losses tripled over the last five decades in Europe” (英語). Environmental Research Letters 16 (6):  065012. (18 March 2021). Bibcode: 2021ERL....16f5012B. doi:10.1088/1748-9326/abf004. hdl:10362/144590. ISSN 1748-9326.  Available under CC BY 4.0.
17. ↑  Burroughs, Charles H; Montes, Christopher M; Moller, Christopher A; Mitchell, Noah G; Michael, Anne Marie; Peng, Bin; Kimm, Hyungsuk; Pederson, Taylor L et al. (13 March 2023). “Reductions in leaf area index, pod production, seed size, and harvest index drive yield loss to high temperatures in soybean”. Journal of Experimental Botany 74 (5):  1629–1641. doi:10.1093/jxb/erac503. PMID 36571807.
18. 1 2  “Crop and pasture response to climate change”. Proceedings of the National Academy of Sciences of the United States of America 104 (50):  19686–19690. (December 2007). Bibcode: 2007PNAS..10419686T. doi:10.1073/pnas.0701728104. PMC 2148358. PMID 18077401.
19. ↑  Pradhan, Prajal; Seydewitz, Tobias; Zhou, Bin; Lüdeke, Matthias K. B.; Kropp, Juergen P. (18 July 2022). “Climate extremes are becoming more frequent, co-occurring, and persistent in Europe”. Anthropocene Science 1 (2):  264–277. Bibcode: 2022AnthS...1..264P. doi:10.1007/s44177-022-00022-4.
20. ↑  “Europe's heat and drought crop losses tripled in 50 years: study” (英語). phys.org 2021年4月19日閲覧。
21. ↑  “This Summer's Heat Waves Could Be the Strongest Climate Signal Yet”. Inside Climate News. (1018年7月28日) 2018年8月9日閲覧。
22. ↑  “Climate Crisis Brings Historic Delay to Planting Season, Pressuring Farmers and Food Prices”. Ecowatch. (2019年5月29日) 2019年5月30日閲覧。
23. ↑  Hope, Alan (2021年7月16日). “Heavy rainfall and flash floods: another catastrophe for farmers?”. The Brussels Times (Brussels).  オリジナルの2021年7月16日時点におけるアーカイブ。 2021年7月16日閲覧。
24. 1 2  Fu, Jin; Jian, Yiwei; Wang, Xuhui; Li, Laurent; Ciais, Philippe; Zscheischler, Jakob; Wang, Yin; Tang, Yanhong et al. (4 May 2023). “Extreme rainfall reduces one-twelfth of China's rice yield over the last two decades”. Nature Food 4 (5):  416–426. Bibcode: 2023NatFd...4..416F. doi:10.1038/s43016-023-00753-6. PMID 37142747.
25. 1 2 3 4   Climate Stabilization Targets: Emissions, Concentrations, and Impacts over Decades to Millennia. Washington, D.C.: National Academies Press. (11 February 2011). doi:10.17226/12877. ISBN 978-0-309-15176-4
26. ↑  “Corn and Soybean Temperature Response”. 2013年5月12日時点のオリジナルよりアーカイブ。2013年5月30日閲覧。
27. 1 2  “Irrigated agriculture and climate change: The influence of water supply variability and salinity on adaptation”. Ecological Economics 77:  149–157. (May 2012). Bibcode: 2012EcoEc..77..149C. doi:10.1016/j.ecolecon.2012.02.021.
28. 1 2  “Developing climate change impact metrics for agriculture”. The Integrated Assessment Journal 8 (1):  165–184. (2008).
29. 1 2 3 4 5 6 7   Changing Planet, Changing Health: How the Climate Crisis Threatens Our Health and what We Can Do about it. University of California Press. (2011). ISBN 978-0-520-26909-5[要ページ番号]
30. ↑  “Predicting the effects of climate change on natural enemies of agricultural pests”. Biological Control 52 (3):  296–306. (March 2010). Bibcode: 2010BiolC..52..296T. doi:10.1016/j.biocontrol.2009.01.022.
31. ↑  Bibi, Farhana; Rahman, Azizur (2023-07-27). “An Overview of Climate Change Impacts on Agriculture and Their Mitigation Strategies” (英語). Agriculture 13 (8):  1508. Bibcode: 2023Agric..13.1508B. doi:10.3390/agriculture13081508. ISSN 2077-0472.
32. ↑  “Earliest Blooms Recorded in U.S. Due to Global Warming” (英語). National Geographic News (2013年1月17日). 2019年9月22日時点のオリジナルよりアーカイブ。2020年11月28日閲覧。
33. 1 2  “Climate Change, Prairie Agriculture and Prairie Economy: The new normal”. Canadian Journal of Agricultural Economics 59 (1):  19–44. (March 2011). Bibcode: 2011CaJAE..59...19K. doi:10.1111/j.1744-7976.2010.01211.x.
34. 1 2  Lemmen DS, Warren FJ, eds. (2004). Climate Change Impacts and Adaptation: A Canadian Perspective (PDF) (Report). Natural Resources Canada. ISBN 0-662-33123-0.[要ページ番号]
35. ↑  “The benefits of recent warming for maize production in high latitude China”. Climatic Change 122 (1–2):  341–349. (2013). doi:10.1007/s10584-013-1009-8. hdl:10.1007/s10584-013-1009-8.
36. ↑  Lallo, Cicero H. O.; Cohen, Jane; Rankine, Dale; Taylor, Michael; Cambell, Jayaka; Stephenson, Tannecia (24 May 2018). “Characterizing heat stress on livestock using the temperature humidity index (THI)—prospects for a warmer Caribbean” (英語). Regional Environmental Change 18 (8):  2329–2340. Bibcode: 2018REnvC..18.2329L. doi:10.1007/s10113-018-1359-x.
37. 1 2  Kerr R.B., Hasegawa T., Lasco R., Bhatt I., Deryng D., Farrell A., Gurney-Smith H., Ju H., Lluch-Cota S., Meza F., Nelson G., Neufeldt H., Thornton P., 2022: Chapter 5: Food, Fibre and Other Ecosystem Products. In Climate Change 2022: Impacts, Adaptation and Vulnerability [H.-O. Pörtner, D.C. Roberts, M. Tignor, E.S. Poloczanska, K. Mintenbeck, A. Alegría, M. Craig, S. Langsdorf, S. Löschke,V. Möller, A. Okem, B. Rama (eds.)]. Cambridge University Press, Cambridge, United Kingdom and New York, NY, US, pp. 1457–1579 |doi=10.1017/9781009325844.012
38. ↑  Zhang, Jintao; You, Qinglong; Ren, Guoyu; Ullah, Safi; Normatov, Inom; Chen, Deliang (24 January 2023). “Inequality of Global Thermal Comfort Conditions Changes in a Warmer World”. Earth's Future 11 (2):  e2022EF003109. Bibcode: 2023EaFut..1103109Z. doi:10.1029/2022EF003109.
39. ↑  Lacetera, Nicola (2019-01-03). “Impact of climate change on animal health and welfare” (英語). Animal Frontiers 9 (1):  26–31. doi:10.1093/af/vfy030. ISSN 2160-6056. PMC 6951873. PMID 32002236.
40. ↑  Mikovits, Christian; Zollitsch, Werner; Hörtenhuber, Stefan J.; Baumgartner, Johannes; Niebuhr, Knut; Piringer, Martin; Anders, Ivonne; Andre, Konrad et al. (22 January 2019). “Impacts of global warming on confined livestock systems for growing-fattening pigs: simulation of heat stress for 1981 to 2017 in Central Europe” (英語). International Journal of Biometeorology 63 (2):  221–230. Bibcode: 2019IJBm...63..221M. doi:10.1007/s00484-018-01655-0. PMID 30671619.
41. ↑  Ficklin, Darren L.; Null, Sarah E.; Abatzoglou, John T.; Novick, Kimberly A.; Myers, Daniel T. (2022). “Hydrological Intensification Will Increase the Complexity of Water Resource Management” (英語). Earth's Future 10 (3):  e2021EF002487. doi:10.1029/2021EF002487. ISSN 2328-4277.
42. ↑  Trenberth, Kevin E.; Smith, Lesley; Qian, Taotao; Dai, Aiguo; Fasullo, John (1 August 2007). “Estimates of the Global Water Budget and Its Annual Cycle Using Observational and Model Data”. Journal of Hydrometeorology 8 (4):  758–769. Bibcode: 2007JHyMe...8..758T. doi:10.1175/jhm600.1.
43. 1 2  Schuur, Edward A.G.; Abbott, Benjamin W.; Commane, Roisin; Ernakovich, Jessica; Euskirchen, Eugenie; Hugelius, Gustaf; Grosse, Guido; Jones, Miriam et al. (2022). “Permafrost and Climate Change: Carbon Cycle Feedbacks From the Warming Arctic”. Annual Review of Environment and Resources 47:  343–371. Bibcode: 2022ARER...47..343S. doi:10.1146/annurev-environ-012220-011847. ""Medium-range estimates of Arctic carbon emissions could result from moderate climate emission mitigation policies that keep global warming below 3°C (e.g., RCP4.5). This global warming level most closely matches country emissions reduction pledges made for the Paris Climate Agreement...""
44. 1 2  Phiddian, Ellen (2022年4月5日). “Explainer: IPCC Scenarios”. Cosmos. 2023年9月30日閲覧。 “"The IPCC doesn’t make projections about which of these scenarios is more likely, but other researchers and modellers can. The Australian Academy of Science, for instance, released a report last year stating that our current emissions trajectory had us headed for a 3°C warmer world, roughly in line with the middle scenario. Climate Action Tracker predicts 2.5 to 2.9°C of warming based on current policies and action, with pledges and government agreements taking this to 2.1°C.”
45. ↑  Ficklin, Darren L.; Null, Sarah E.; Abatzoglou, John T.; Novick, Kimberly A.; Myers, Daniel T. (9 March 2022). “Hydrological Intensification Will Increase the Complexity of Water Resource Management”. Earth's Future 10 (3):  e2021EF002487. Bibcode: 2022EaFut..1002487F. doi:10.1029/2021EF002487.
46. ↑  “Human-induced climate change increased drought severity in Horn of Africa”.   World Weather Attribution (27 April, 2023). 2025年7月1日閲覧。
47. ↑  “Drought under global warming: A review”. Wiley Interdisciplinary Reviews: Climate Change 2:  45–65. (2011). Bibcode: 2011AGUFM.H42G..01D. doi:10.1002/wcc.81.
48. ↑  “Water scarcity predicted to worsen in more than 80% of croplands globally this century” (英語). American Geophysical Union 2022年5月16日閲覧。
49. ↑  Liu, Xingcai; Liu, Wenfeng; Tang, Qiuhong; Liu, Bo; Wada, Yoshihide; Yang, Hong (April 2022). “Global Agricultural Water Scarcity Assessment Incorporating Blue and Green Water Availability Under Future Climate Change”. Earth's Future 10 (4). Bibcode: 2022EaFut..1002567L. doi:10.1029/2021EF002567.
50. ↑  “Drought modeling – A review”. Journal of Hydrology 403 (1–2):  157–175. (2011). Bibcode: 2011JHyd..403..157M. doi:10.1016/j.jhydrol.2011.03.049.
51. ↑  “Measuring economic impacts of drought: A review and discussion”. Disaster Prevention and Management 20 (4):  434–446. (2011). Bibcode: 2011DisPM..20..434D. doi:10.1108/09653561111161752.
52. 1 2  “Climate Change, Agriculture, and Poverty”. Applied Economic Perspectives and Policy 32 (3):  355–385. (June 2010). doi:10.1093/aepp/ppq016. hdl:10986/3949.
53. 1 2  Bolch, Tobias; Shea, Joseph M.; Liu, Shiyin; Azam, Farooq M.; Gao, Yang; Gruber, Stephan; Immerzeel, Walter W.; Kulkarni, Anil et al. (5 January 2019). “Status and Change of the Cryosphere in the Extended Hindu Kush Himalaya Region”. The Hindu Kush Himalaya Assessment. pp. 209–255. doi:10.1007/978-3-319-92288-1_7. ISBN 978-3-319-92287-4
54. ↑  “Glaciers Are Melting Faster Than Expected, UN Reports”. ScienceDaily. 2025年7月1日閲覧。
55. ↑  “Impact of a global temperature rise of 1.5 degrees Celsius on Asia's glaciers”. Nature 549 (7671):  257–260. (September 2017). Bibcode: 2017Natur.549..257K. doi:10.1038/nature23878. hdl:1874/356237. PMID 28905897.
56. ↑  “Big melt threatens millions, says UN”. People & the Planet. 2008年2月19日時点のオリジナルよりアーカイブ。2025年7月1日閲覧。
57. ↑  “Ganges, Indus may not survive: climatologists”. Rediff.com India Limited (2007年7月24日). 2025年7月1日閲覧。
58. ↑  “Himalaya glaciers melt unnoticed”. (2004年11月10日)
59. ↑  Krishnan, Raghavan; Shrestha, Arun Bhakta; Ren, Guoyu; Rajbhandari, Rupak; Saeed, Sajjad; Sanjay, Jayanarayanan; Syed, Md. Abu.; Vellore, Ramesh et al. (5 January 2019). “Unravelling Climate Change in the Hindu Kush Himalaya: Rapid Warming in the Mountains and Increasing Extremes”. The Hindu Kush Himalaya Assessment. pp. 57–97. doi:10.1007/978-3-319-92288-1_3. ISBN 978-3-319-92287-4
60. ↑  Scott, Christopher A.; Zhang, Fan; Mukherji, Aditi; Immerzeel, Walter; Mustafa, Daanish; Bharati, Luna (5 January 2019). “Water in the Hindu Kush Himalaya”. The Hindu Kush Himalaya Assessment. pp. 257–299. doi:10.1007/978-3-319-92288-1_8. ISBN 978-3-319-92287-4
61. ↑  Zavala, J.A.; Casteel, C.L.; DeLucia, E.H.; Berenbaum, M.R. (2008). “Anthropogenic increase in carbon dioxide comprises plant defense against invasive insects”. Proceedings of the National Academy of Sciences 105 (13):  5129–5133. Bibcode: 2008PNAS..105.5129Z. doi:10.1073/pnas.0800568105. PMC 2290791. PMID 18356298.
62. ↑  “Rising Carbon Dioxide Levels Will Help and Hurt Crops” (英語). NASA. (2016年5月3日) 2018年11月29日閲覧。
63. ↑  Leakey, A.D.B.; Bernacchi, C.J.; Dortmund, F.G.; Ort, D.R.; Long, S.P. (2006). “Photosynthesis, productivity, and yield of maize are not affected by open-air elevation of CO₂ concentration in the absence of drought”. Plant Physiology 140 (2):  779–790. doi:10.1104/pp.105.073957. PMC 1361343. PMID 16407441.
64. ↑  Norby, R.J.; Delucia, E.H.; Gielen, B.; Calfapietra, C.; Giardina, C.P.; King, J.S.; Ledford, J.; McCarthy, H.R. et al. (2005). “Forest response to elevated CO₂ is conserved across a broad range of productivity”. Proceedings of the National Academy of Sciences 102 (50):  18052–18056. Bibcode: 2005PNAS..10218052N. doi:10.1073/pnas.0509478102. PMC 1312431. PMID 16330779.
65. ↑  Ainsworth, E.A.; Long, S.P. (2005). “What have we learned from 15 years of free-air CO₂ enrichment (FACE)? A meta-analytic review of the responses of photosynthesis, canopy properties and plant production to rising CO₂”. New Phytologist 165 (2):  351–372. doi:10.1111/j.1469-8137.2004.01224.x. PMID 15720649.
66. ↑  Reich, P.B.; Hobbie, S.E.; Lee, T.D. (2006). “Nitrogen limitation constrains sustainability of ecosystem response to CO₂”. Nature 440 (7086):  922–925. doi:10.1038/nature04486. hdl:2027.42/62769. PMID 16612383.
67. ↑  Megonigal, J.P.; Guenther, A.B. (2008). “Methane emissions from upland forest soils and vegetation”. Tree Physiology 28 (4):  491–498. doi:10.1093/treephys/28.4.491. PMID 18244935.
68. 1 2  “Global Warming and Agriculture” (英語). Finance and Development | F&D (2008年3月). 2022年3月15日閲覧。
69. ↑  “Carbon Dioxide Fertilization Greening Earth, Study Finds”. NASA (2016年4月25日). 2020年12月27日閲覧。
70. ↑  “Interspecific variation in the growth response of plants to an elevated ambient CO2 concentration”. 2025年7月1日閲覧。
71. ↑  “Elevated Partial Pressure of CO2 and Plant Growth”. Oecologia 44 (1):  68–74. (December 1979). Bibcode: 1979Oecol..44...68W. doi:10.1007/BF00346400. PMID 28310466.
72. ↑  Leakey, A.D.B. (2019). "Climate change: What does elevated CO₂ do to crops?". Current Biology. 29(19): R953–R954. doi:10.1016/j.cub.2019.07.021.
73. ↑  Terrer, C., Jackson, R.B., Prentice, I.C. et al. (2021). "Nitrogen and phosphorus constrain the CO₂ fertilization of global plant biomass". Nature Climate Change. 11: 730–735. doi:10.1038/s41558-021-01063-1.
74. ↑  “What have we learned from 15 years of free-air CO2 enrichment (FACE)? A meta-analytic review of the responses of photosynthesis, canopy properties and plant production to rising CO2.”. New Phytol. 165 (2):  351–71. (February 2005). doi:10.1111/j.1469-8137.2004.01224.x. PMID 15720649.
75. ↑  “Greening of the Earth and its drivers”. Nature Climate Change 6 (8):  791–95. (August 2016). Bibcode: 2016NatCC...6..791Z. doi:10.1038/nclimate3004. ISSN 1758-6798. "We show a persistent and widespread increase of growing season integrated LAI (greening) over 25% to 50% of the global vegetated area, whereas less than 4% of the globe shows decreasing LAI (browning). Factorial simulations with multiple global ecosystem models suggest that CO2 fertilization effects explain 70% of the observed greening trend"
76. ↑  “Carbon Dioxide Fertilization Greening Earth, Study Finds”. NASA. (2016年4月25日) 2018年2月4日閲覧。
77. ↑  Zhu, Z. et al. (2016). "Greening of the Earth and its drivers". Nature Climate Change. 6: 791–795. doi:10.1038/nclimate3004.
78. ↑  Piao, S., Sitch, S., Ciais, P. et al. (2010). "The carbon balance of terrestrial ecosystems in China". Nature. 458: 1009–1013. doi:10.1038/nature07944.
79. ↑  Reich, P.B. et al. (2014). "Plant growth enhancement by elevated CO₂ eliminated by joint water and nitrogen limitation". Nature Geoscience. 7: 920–924. doi:10.1038/ngeo2284.
80. 1 2 3  “Hidden shift of the ionome of plants exposed to elevated CO2 depletes minerals at the base of human nutrition” (英語). eLife 3 (9):  e02245. (May 2014). doi:10.7554/eLife.02245. PMC 4034684. PMID 24867639.
81. 1 2 3  Riahi, Keywan; van Vuuren, Detlef P.; Kriegler, Elmar; Edmonds, Jae; O'Neill, Brian C.; Fujimori, Shinichiro; Bauer, Nico; Calvin, Katherine et al. (1 February 2017). “The Shared Socioeconomic Pathways and their energy, land use, and greenhouse gas emissions implications: An overview”. Global Environmental Change 42 (9):  153–168. Bibcode: 2017GEC....42..153R. doi:10.1016/j.gloenvcha.2016.05.009. hdl:10044/1/78069.
82. 1 2 3 4  “Chapter 5: Food Security”. Climate Change and Land: an IPCC special report on climate change, desertification, land degradation, sustainable land management, food security, and greenhouse gas fluxes in terrestrial ecosystems. (2019)
83. ↑  “Worries grow that climate change will quietly steal nutrients from major food crops”. Science News. (2017年12月13日) 2018年1月21日閲覧。
84. ↑  “Impact of anthropogenic CO2 emissions on global human nutrition” (英語). Nature Climate Change 8 (9):  834–839. (27 August 2018). Bibcode: 2018NatCC...8..834S. doi:10.1038/s41558-018-0253-3. ISSN 1758-678X.
85. ↑  “Climate change will make hundreds of millions more people nutrient deficient” (英語). The Guardian (2018年8月27日). 2018年8月29日閲覧。
86. ↑  “Rising atmospheric CO2 and human nutrition: toward globally imbalanced plant stoichiometry?”. Trends in Ecology & Evolution 17 (10):  457–461. (2002). doi:10.1016/S0169-5347(02)02587-9.
87. ↑  “Carbon dioxide (CO2) levels this century will alter the protein, micronutrients, and vitamin content of rice grains with potential health consequences for the poorest rice-dependent countries”. Science Advances 4 (5):  eaaq1012. (May 2018). Bibcode: 2018SciA....4.1012Z. doi:10.1126/sciadv.aaq1012. PMC 5966189. PMID 29806023.
88. ↑  “As CO2 increases, rice loses B vitamins and other nutrients”. Sciencenews.org (2018年5月23日). 2018年7月2日閲覧。
89. ↑  “Effects of Elevated Atmospheric Carbon Dioxide on Insect-Plant Interactions”. Conservation Biology 13 (4):  700–712. (1999). Bibcode: 1999ConBi..13..700C. doi:10.1046/j.1523-1739.1999.98267.x. JSTOR 2641685.
90. ↑  Owino, Victor; Kumwenda, Chiza; Ekesa, Beatrice; Parker, Megan E.; Ewoldt, Laina; Roos, Nanna; Lee, Warren T.; Tome, Daniel (2022-08-16). “The impact of climate change on food systems, diet quality, nutrition, and health outcomes: A narrative review” (English). Frontiers in Climate 4. Bibcode: 2022FrCli...4.1842O. doi:10.3389/fclim.2022.941842. ISSN 2624-9553.
91. ↑  “Effects of elevated CO2 on the protein concentration of food crops: a meta-analysis”. Global Change Biology 14 (3):  565–575. (2008). Bibcode: 2008GCBio..14..565T. doi:10.1111/j.1365-2486.2007.01511.x.
92. ↑  “Increasing CO2 threatens human nutrition”. Nature 510 (7503):  139–42. (June 2014). Bibcode: 2014Natur.510..139M. doi:10.1038/nature13179. PMC 4810679. PMID 24805231.
93. ↑  Smith, M.R., Myers, S.S. (2018). "Impact of anthropogenic CO₂ emissions on global human nutrition". Nature Climate Change. 8(9): 834–839. doi:10.1038/s41558-018-0253-3.
94. ↑  Myers, S.S. et al. (2014). "Increasing CO₂ threatens human nutrition". Nature. 510: 139–142. doi:10.1038/nature13179.
95. ↑  Long, S.P. et al. (2015). "Food for thought: lower-than-expected crop yield stimulation with rising CO₂ concentrations". Science. 349(6250): 142–143. doi:10.1126/science.aac4257.
96. ↑  Bezner Kerr, R., T. Hasegawa, R. Lasco, I. Bhatt, D. Deryng, A. Farrell, H. Gurney-Smith, H. Ju, S. Lluch-Cota, F. Meza, G. Nelson, H. Neufeldt, and P. Thornton, 2022: Chapter 5: Food, Fibre, and Other Ecosystem Products. In: Climate Change 2022: Impacts, Adaptation and Vulnerability. Contribution of Working Group II to the Sixth Assessment Report of the Intergovernmental Panel on Climate Change [H.-O. Pörtner, D.C. Roberts, M. Tignor, E.S. Poloczanska, K. Mintenbeck, A. Alegría, M. Craig, S. Langsdorf, S. Löschke, V. Möller, A. Okem, B. Rama (eds.)]. Cambridge University Press, Cambridge, UK and New York, NY, USA, doi:10.1017/9781009325844.007.
97. ↑  “Towards constraining the magnitude of global agricultural sediment and soil organic carbon fluxes” (英語). Earth Surface Processes and Landforms 37 (6):  642–655. (1 May 2012). Bibcode: 2012ESPL...37..642D. doi:10.1002/esp.3198. hdl:2078.1/123112. ISSN 1096-9837.
98. ↑  Yuan, Xiangning; Li, Sien; Chen, Jinliang; Yu, Haichao; Yang, Tianyi; Wang, Chunyu; Huang, Siyu; Chen, Haochong et al. (2024-06-24). “Impacts of Global Climate Change on Agricultural Production: A Comprehensive Review” (英語). Agronomy 14 (7):  1360. Bibcode: 2024Agron..14.1360Y. doi:10.3390/agronomy14071360. ISSN 2073-4395.
99. ↑  “Soil Microbiomes Under Climate Change and Implications for Carbon Cycling”. Annual Review of Environment and Resources 45:  29–59. (2020). doi:10.1146/annurev-environ-012320-082720.
100. ↑  “Effect of warming and drought on grassland microbial communities”.   The ISME Journal. 2025年7月1日閲覧。
101. 1 2  Jasechko, Scott J.; Perrone, Debra; Seybold, Hansjörg; Fan, Ying; Kirchner, James W. (26 June 2020). “Groundwater level observations in 250,000 coastal US wells reveal scope of potential seawater intrusion”. Nature Communications 11 (1):  3229. Bibcode: 2020NatCo..11.3229J. doi:10.1038/s41467-020-17038-2. PMC 7319989. PMID 32591535.
102. ↑  “Chapter 9: Ocean, Cryosphere, and Sea Level Change”. Climate Change 2021: The Physical Science Basis. Contribution of Working Group I to the Sixth Assessment Report of the Intergovernmental Panel on Climate. Cambridge University Press. (2021)
103. ↑  “Coping With Climate Change”. Rice Today (IRRI):  10–15. (July–September 2007).  オリジナルの27 March 2009時点におけるアーカイブ。 2009年10月7日閲覧。.
104. ↑  Parry, ML, ed (2007). “Chapter 15: Polar regions (Arctic and Antarctic): Executive summary”. Climate Change 2007: Impacts, Adaptation and Vulnerability. Contribution of Working Group II to the Fourth Assessment Report of the Intergovernmental Panel on Climate Change. Cambridge University Press.  オリジナルの2 November 2018時点におけるアーカイブ。 2022年3月6日閲覧。
105. ↑  German Research Indicates Warming in Siberia, Global Warming Today, Global Warming Today
106. ↑  Federal Service for Hydrometeorology and Environmental Monitoring 5Roshydromet), Strategic Forecast of Climate Change in the Russian Federation 2010–2015 and Its Impact on Sectors of the Russian Economy (Moscow 2005)
107. ↑  “The Danger of Climate Change for Russia – Expected Losses and Recommendations”. Russian Analytical Digest (23):  2–4. (2007).
108. ↑  “Global warming 'will hurt Russia'”. New Scientist. (2003年10月3日)
109. ↑  “Global Warming Could Trigger Insect Population Boom”. Live Science 2017年5月2日閲覧。
110. 1 2 3 4  “Climate change and diseases of food crops”. Plant Pathology (British Society for Plant Pathology (Wiley-Blackwell)) 60 (1):  113–121. (10 January 2011). Bibcode: 2011PPath..60..113L. doi:10.1111/j.1365-3059.2010.02414.x. ISSN 0032-0862.
111. 1 2 3  “Challenges for weed management in African rice systems in a changing climate”. The Journal of Agricultural Science 149 (4):  427–435. (August 2011). doi:10.1017/S0021859611000207.
112. ↑  Warren, R.; Price, J.; Graham, E.; Forstenhaeusler, N.; VanDerWal, J. (18 May 2018). “The projected effect on insects, vertebrates, and plants of limiting global warming to 1.5°C rather than 2°C” (英語). Science 360 (6390):  791–795. doi:10.1126/science.aar3646. PMID 29773751.
113. ↑  “ECPA”. www.ecpa.eu. 2020年12月30日時点のオリジナルよりアーカイブ。2020年11月28日閲覧。
114. ↑  Soroye, Peter; Newbold, Tim; Kerr, Jeremy (7 February 2020). “Climate change contributes to widespread declines among bumble bees across continents”. Science 367 (6478):  685–688. Bibcode: 2020Sci...367..685S. doi:10.1126/science.aax8591. PMID 32029628.
115. ↑  “Bumblebees are disappearing at rates 'consistent with mass extinction'”. USA Today. 2020年11月3日閲覧。
116. ↑  “Climate Change Impact: Insects”. eLS (Norwegian Institute for Nature Research). (November 2010). doi:10.1002/9780470015902.a0022555. ISBN 9780470016176.
117. 1 2 3  “Climate Change and Its Repercussions for the Potato Supply Chain”. Potato Research 51 (3–4):  223–237. (October 2008). doi:10.1007/s11540-008-9107-0.
118. ↑  “What Can Plasticity Contribute to Insect Responses to Climate Change?”. Annual Review of Entomology (Annual Reviews) 61 (1):  433–451. (11 March 2016). doi:10.1146/annurev-ento-010715-023859. PMID 26667379.
119. ↑  “Locust swarms and climate change” (英語). UN Environment (2020年2月6日). 2020年11月29日閲覧。
120. ↑  “Real-time evaluation of FAO's response to desert locust upsurge”. www.fao.org. 2022年10月2日時点のオリジナルよりアーカイブ。2022年10月2日閲覧。
121. ↑  “Global bioclimatic suitability for the fall armyworm, Spodoptera frugiperda (Lepidoptera: Noctuidae), and potential co-occurrence with major host crops under climate change scenarios” (英語). Climatic Change 161 (4):  555–566. (1 August 2020). Bibcode: 2020ClCh..161..555Z. doi:10.1007/s10584-020-02722-5. ISSN 1573-1480.
122. ↑  “ツマジロクサヨトウに関する情報：農林水産省”. www.maff.go.jp. 2025年7月9日閲覧。
123. ↑  “How Climate Change Drives the Spread of Invasive Plants – State of the Planet” (英語) (2024年3月12日). 2025年7月3日閲覧。
124. ↑  Wang, Anson; Melton, Anthony E.; Soltis, Douglas E.; Soltis, Pamela S. (2022-01-01). “Potential distributional shifts in North America of allelopathic invasive plant species under climate change models”. Plant Diversity 44 (1):  11–19. doi:10.1016/j.pld.2021.06.010. ISSN 2468-2659.
125. ↑  “Air potato takes over”. The Nature Conservancy. 2007年5月15日時点のオリジナルよりアーカイブ。2013年2月10日閲覧。
126. ↑  “Dioscorea bulbifera (Air Potato) : USDA ARS”. www.ars.usda.gov. 2025年7月6日閲覧。
127. ↑  Hamad, Amina A.; Kashaigili, Japhet J.; Eckert, Sandra; Eschen, René; Schaffner, Urs; Mbwambo, John Richard (2022). “Impact of invasive Lantana camara on maize and cassava growth in East Usambara, Tanzania” (英語). Plant-Environment Interactions 3 (5):  193–202. doi:10.1002/pei3.10090. ISSN 2575-6265. PMC 10168096. PMID 37283991.
128. ↑  “Early Summer Weed Control”. 2017年9月11日時点のオリジナルよりアーカイブ。2022年3月6日閲覧。
129. ↑  “Climate change and plant disease management”. Annual Review of Phytopathology 37 (1):  399–426. (September 1999). Bibcode: 1999AnRvP..37..399C. doi:10.1146/annurev.phyto.37.1.399. PMID 11701829.
130. ↑  [chapter-https://www.taylorfrancis.com/chapters/edit/10.4324/9780203506608-14/plant-disease-climate-change-chakraborty-pangga “Plant disease and climate change”]. Plant Microbiology. Taylor & Francis. (2004). doi:10.4324/9780203506608. ISBN 978-0-203-50660-8 2022年4月1日閲覧。
131. 1 2 3  “Climate change, plant diseases and food security: an overview”. Plant Pathology 60 (1):  2–14. (10 January 2011). Bibcode: 2011PPath..60....2C. doi:10.1111/j.1365-3059.2010.02411.x.
132. ↑  “Why is Dickeya spp. (syn. Erwinia chrysanthemi) taking over? The ecology of a blackleg pathogen”. 2012年11月7日閲覧。
133. 1 2  “Climate change and plant disease management”. Annual Review of Phytopathology 37 (1):  399–426. (September 1999). Bibcode: 1999AnRvP..37..399C. doi:10.1146/annurev.phyto.37.1.399. PMID 11701829.
134. ↑  “Implications for a warmer, wetter world on the late blight pathogen: How CIP efforts can reduce risk for low-input potato farmers”.   CIP. 2011年1月5日時点のオリジナルよりアーカイブ。2012年11月7日閲覧。
135. ↑  “Potato Research Priorities in Asia and the Pacific Region”.   FAO. 2012年11月7日閲覧。
136. 1 2 3  “Climate change has likely already affected global food production”. PLOS ONE 14 (5):  e0217148. (2019). Bibcode: 2019PLoSO..1417148R. doi:10.1371/journal.pone.0217148. PMC 6544233. PMID 31150427.
137. ↑  Zhao, Chuang; Liu, Bing; Piao, Shilong; Wang, Xuhui; Lobell, David B.; Huang, Yao; Huang, Mengtian; Yao, Yitong et al. (2017-08-29). “Temperature increase reduces global yields of major crops in four independent estimates”. Proceedings of the National Academy of Sciences 114 (35):  9326–9331. doi:10.1073/pnas.1701762114. PMC 5584412. PMID 28811375.
138. ↑  “Climate trends and global crop production since 1980”. Science 333 (6042):  616–620. (July 2011). Bibcode: 2011Sci...333..616L. doi:10.1126/science.1204531. PMID 21551030.
139. ↑  IPCC, 2019: Summary for Policymakers. In: Climate Change and Land: an IPCC special report on climate change, desertification, land degradation, sustainable land management, food security, and greenhouse gas fluxes in terrestrial ecosystems [P.R. Shukla, J. Skea, E. Calvo Buendia, V. Masson-Delmotte, H.- O. Pörtner, D. C. Roberts, P. Zhai, R. Slade, S. Connors, R. van Diemen, M. Ferrat, E. Haughey, S. Luz, S. Neogi, M. Pathak, J. Petzold, J. Portugal Pereira, P. Vyas, E. Huntley, K. Kissick, M. Belkacemi, J. Malley, (eds.)]. In press.
140. ↑  Gollin, Douglas; Hansen, Casper Worm; Wingender, Asger Mose (2021). “Two Blades of Grass: The Impact of the Green Revolution”. Journal of Political Economy 129 (8):  2344–2384. doi:10.1086/714444. ISSN 0022-3808.
141. ↑  Malik, Arunima; Li, Mengyu; Lenzen, Manfred; Fry, Jacob; Liyanapathirana, Navoda; Beyer, Kathleen; Boylan, Sinead; Lee, Amanda et al. (18 August 2022). “Impacts of climate change and extreme weather on food supply chains cascade across sectors and regions in Australia”. Nature Food 3 (8):  631–643. doi:10.1038/s43016-022-00570-3. PMID 37118599.
142. 1 2  Nelson, Gerald C.; Valin, Hugo; Sands, Ronald D.; Havlík, Petr; Ahammad, Helal; Deryng, Delphine; Elliott, Joshua; Fujimori, Shinichiro et al. (16 December 2013). “Climate change effects on agriculture: Economic responses to biophysical shocks”. Proceedings of the National Academy of Sciences of the United States of America 111 (9):  3274–3279. doi:10.1073/pnas.1222465110. PMC 3948295. PMID 24344285.
143. ↑  “19.3.1 Introduction to Table 19.1”. Chapter 19: Assessing Key Vulnerabilities and the Risk from Climate Change. Climate change 2007: impacts, adaptation and vulnerability: contribution of Working Group II to the fourth assessment report of the Intergovernmental Panel on Climate Change. Cambridge University Press (CUP): Cambridge, UK: Print version: CUP. This version: IPCC website. (2007). ISBN 978-0-521-88010-7.  オリジナルの12 March 2013時点におけるアーカイブ。 2011年5月4日閲覧。
144. 1 2 3  IPCC (2007). “Summary for Policymakers: C. Current knowledge about future impacts”. Climate Change 2007: Impacts, Adaptation and Vulnerability. Contribution of Working Group II to the Fourth Assessment Report of the Intergovernmental Panel on Climate Change. Cambridge University Press.  オリジナルの2 November 2018時点におけるアーカイブ。 2022年3月6日閲覧。
145. ↑  “A meta-analysis of crop yield under climate change and adaptation” (英語). Nature Climate Change 4 (4):  287–291. (2014). Bibcode: 2014NatCC...4..287C. doi:10.1038/nclimate2153. ISSN 1758-678X.
146. ↑  McKie, Robin (2017年7月16日). “Maize, rice, wheat: alarm at rising climate risk to vital crops”. The Observer 2023年7月30日閲覧。
147. ↑  Yuan, Xiangning; Li, Sien; Chen, Jinliang (2024). “Impacts of Global Climate Change on Agricultural Production: A Comprehensive Review”. Agronomy 14 (7):  1360. Bibcode: 2024Agron..14.1360Y. doi:10.3390/agronomy14071360.
148. ↑  Wing, Ian Sue; De Cian, Enrica; Mistry, Malcolm N. (5 June 2021). “Global vulnerability of crop yields to climate change”. Journal of Environmental Economics and Management 109. Bibcode: 2021JEEM..10902462W. doi:10.1016/j.jeem.2021.102462. hdl:10278/3740492.
149. 1 2 3 4 5  Jägermeyr, Jonas; Müller, Christoph; Ruane, Alex C.; Elliott, Joshua; Balkovic, Juraj; Castillo, Oscar; Faye, Babacar; Foster, Ian et al. (1 November 2021). “Climate impacts on global agriculture emerge earlier in new generation of climate and crop models”. Nature Food 2 (11):  873–885. doi:10.1038/s43016-021-00400-y. PMID 37117503.
150. ↑  Hausfather, Zeke; Peters, Glen (29 January 2020). “Emissions – the 'business as usual' story is misleading”. Nature 577 (7792):  618–20. Bibcode: 2020Natur.577..618H. doi:10.1038/d41586-020-00177-3. PMID 31996825.
151. ↑  Saleem, Anam; Anwar, Sobia; Nawaz, Taufiq; Fahad, Shah; Saud, Shah; Ur Rahman, Tanzeel; Khan, Muhammad Nasir Rasheed; Nawaz, Touqir (2024-07-11). “Securing a sustainable future: the climate change threat to agriculture, food security, and sustainable development goals” (英語). Journal of Umm Al-Qura University for Applied Sciences. Bibcode: 2024JUAQA.tmp...76S. doi:10.1007/s43994-024-00177-3. ISSN 1658-8185.
152. ↑  Iizumi, Toshichika; Furuya, Jun; Shen, Zhihong; Kim, Wonsik; Okada, Masashi et al. (August 10, 2017). “Responses of crop yield growth to global temperature and socioeconomic changes”. Scientific Reports 7 (1):  7800. Bibcode: 2017NatSR...7.7800I. doi:10.1038/s41598-017-08214-4. PMC 5552729. PMID 28798370.
153. ↑  Spaggiari, Ottavia (2024年2月29日). “Risotto crisis: the fight to save Italy's beloved dish from extinction”. The Guardian
154. ↑  Welch, Jarrod R.; Vincent, Jeffrey R.; Auffhammer, Maximilian; Moya, Piedad F.; Dobermann, Achim; Dawe, David (August 9, 2010). “Rice yields in tropical/subtropical Asia exhibit large but opposing sensitivities to minimum and maximum temperatures”. Proceedings of the National Academy of Sciences 107 (33):  14562–14567. doi:10.1073/pnas.1001222107. PMC 2930450. PMID 20696908.
155. ↑  Black, Richard (2010年8月9日). “Rice yields falling under global warming”. BBC News: Science & Environment. 2018年4月5日時点のオリジナルよりアーカイブ。2010年8月9日閲覧。
156. ↑  Singh, S.K. (2016). “Climate Change: Impact on Indian Agriculture & its Mitigation”. Journal of Basic and Applied Engineering Research 3 (10):  857–859.
157. ↑  Rao, Prakash; Patil, Y. (2017). Reconsidering the Impact of Climate Change on Global Water Supply, Use, and Management. IGI Global. p. 330. ISBN 978-1-5225-1047-5
158. ↑  “Climate Change Impact Assessment and Adaptation Strategies for Rainfed Wheat in Contrasting Climatic Regions of Iran”. Frontiers in Agronomy 3:  806146. (20 December 2021). Bibcode: 2021FrAgr...306146N. doi:10.3389/fagro.2021.806146. ISSN 2673-3218.
159. ↑  Saleem, Anam; Anwar, Sobia; Nawaz, Taufiq; Fahad, Shah; Saud, Shah; Ur Rahman, Tanzeel; Khan, Muhammad Nasir Rasheed; Nawaz, Touqir (2024-07-11). “Securing a sustainable future: the climate change threat to agriculture, food security, and sustainable development goals” (英語). Journal of Umm Al-Qura University for Applied Sciences. Bibcode: 2024JUAQA.tmp...76S. doi:10.1007/s43994-024-00177-3. ISSN 1658-8185.
160. ↑  Agnolucci, Paolo; Rapti, Chrysanthi; Alexander, Peter; De Lipsis, Vincenzo; Holland, Robert A.; Eigenbrod, Felix; Ekins, Paul (September 2020). “Impacts of rising temperatures and farm management practices on global yields of 18 crops” (英語). Nature Food 1 (9):  562–571. doi:10.1038/s43016-020-00148-x. hdl:20.500.11820/683ec46f-f944-460f-9b71-8cc6ae1872cf. ISSN 2662-1355. PMID 37128016.
161. ↑  Proctor, Jonathan; Rigden, Angela; Chan, Duo; Huybers, Peter (19 September 2022). “More accurate specification of water supply shows its importance for global crop production”. Nature Food 3 (9):  753–763. doi:10.1038/s43016-022-00592-x. PMID 37118152.
162. ↑  “Reduction in nutritional quality and growing area suitability of common bean under climate change induced drought stress in Africa”. Scientific Reports 8 (1):  16187. (November 2018). Bibcode: 2018NatSR...816187H. doi:10.1038/s41598-018-33952-4. PMC 6212502. PMID 30385766.
163. ↑  Gervais, Taylor; Creelman, Alexa; Li, Xiu-Qing; Bizimungu, Benoit; De Koeyer, David; Dahal, Keshav (12 August 2021). “Potato Response to Drought Stress: Physiological and Growth Basis”. Frontiers in Plant Science 12. Bibcode: 2021FrPS...1298060G. doi:10.3389/fpls.2021.698060. PMC 8387673. PMID 34456939.
164. ↑  “Potato”.   CIP. 2012年11月7日閲覧。
165. 1 2 3 4  Haverkort, A.J.; Verhagen, A. (October 2008). “Climate Change and Its Repercussions for the Potato Supply Chain”. Potato Research 51 (3–4):  223–237. doi:10.1007/s11540-008-9107-0.
166. ↑  Luck, J.; Spackman, M.; Freeman, A.; Tre˛bicki, P.; Griffiths, W.; Finlay, K.; Chakraborty, S. (2011). “Climate change and diseases of food crops”. Plant Pathology 60 (1):  113–121. Bibcode: 2011PPath..60..113L. doi:10.1111/j.1365-3059.2010.02414.x. ISSN 0032-0862.
167. ↑  “Climate change and potatoes: The risks, impacts and opportunities for UK potato production”.   Cranfield Water Science Institute. 2012年9月10日時点のオリジナルよりアーカイブ。2012年11月7日閲覧。
168. ↑  “Crop Water Information: Potato”.   FAO Water Development and Management Unit. 2012年11月7日閲覧。
169. ↑  Daccache, A.; Keay, C.; Jones, R. J. A.; Weatherhead, E. K.; Stalham, M. A.; Knox, J. W. (2012). “Climate change and land suitability for potato production in England and Wales: impacts and adaptation”. The Journal of Agricultural Science 150 (2):  161–177. doi:10.1017/S0021859611000839. hdl:1826/8188. ISSN 0021-8596.
170. ↑  “Climate change and potatoes: The risks, impacts and opportunities for UK potato production”.   Cranfield Water Science Institute. 2012年9月10日時点のオリジナルよりアーカイブ。2012年11月7日閲覧。
171. ↑  “Yield and its stability, crop diversity, adaptability and response to climate change, weather and fertilisation over 75 years in the Czech Republic in comparison to some European countries”. Field Crops Research 85 (2–3):  167–190. (February 2004). Bibcode: 2004FCrRe..85..167C. doi:10.1016/S0378-4290(03)00162-X.
172. ↑  “Climate factors driving wine production in the Portuguese Minho region”. Agricultural and Forest Meteorology 15 (185):  26–36. (February 2014). Bibcode: 2014AgFM..185...26F. doi:10.1016/j.agrformet.2013.11.003.
173. ↑   Viticulture and Environment: a study of the effects of environment on grapegrowing and wine qualities, with emphasis on present and future areas for growing winegrape in Australia (Second ed.). Tanunda, S. Aust.: Trivinum Press. (2016). ISBN 978-0-9945016-1-5
174. ↑  “Climatic suitability of Portuguese grapevine varieties and climate change adaptation”. International Journal of Climatology 36 (1):  1–2. (January 2016). Bibcode: 2016IJCli..36....1F. doi:10.1002/joc.4325.
175. ↑  “Candidate loci for phenology and fruitfulness contributing to the phenotypic variability observed in grapevine”. Theoretical and Applied Genetics 126 (11):  2763–76. (November 2013). doi:10.1007/s00122-013-2170-1. PMC 3825586. PMID 23918063.
176. 1 2  “Modelling climate change impacts on viticultural yield, phenology and stress conditions in Europe”. Global Change Biology 22 (11):  3774–3788. (November 2016). Bibcode: 2016GCBio..22.3774F. doi:10.1111/gcb.13382. PMID 27254813.
177. ↑  “The effects of climate variability and change on grape suitability in Europe”. Journal of Wine Research 3 (3):  163–183. (January 1992). doi:10.1080/09571269208717931.
178. ↑  “The Impact of Climate Change on Wine Regions of the Western Part of the Carpathian Basin”. Proceedings of University of West Hungary Savaria Campus XX. Natural Sciences 15 (Szombathely):  71–89. (2014).
179. ↑  Lacetera, Nicola (2019-01-03). “Impact of climate change on animal health and welfare” (英語). Animal Frontiers 9 (1):  26–31. doi:10.1093/af/vfy030. ISSN 2160-6056. PMC 6951873. PMID 32002236.
180. 1 2  Godber, Olivia F.; Wall, Richard (1 April 2014). “Livestock and food security: vulnerability to population growth and climate change” (英語). Global Change Biology 20 (10):  3092–3102. Bibcode: 2014GCBio..20.3092G. doi:10.1111/gcb.12589. PMC 4282280. PMID 24692268.
181. 1 2 3 4 5 6  Kerr R.B., Hasegawa T., Lasco R., Bhatt I., Deryng D., Farrell A., Gurney-Smith H., Ju H., Lluch-Cota S., Meza F., Nelson G., Neufeldt H., Thornton P., 2022: Chapter 5: Food, Fibre and Other Ecosystem Products. In Climate Change 2022: Impacts, Adaptation and Vulnerability [H.-O. Pörtner, D.C. Roberts, M. Tignor, E.S. Poloczanska, K. Mintenbeck, A. Alegría, M. Craig, S. Langsdorf, S. Löschke,V. Möller, A. Okem, B. Rama (eds.)]. Cambridge University Press, Cambridge, United Kingdom and New York, NY, US, pp. 1457–1579 |doi=10.1017/9781009325844.012
182. ↑  “FAOStat”. 2016年10月20日時点のオリジナルよりアーカイブ。2023年6月12日閲覧。
183. ↑  Rasmussen, Laura Vang; Hall, Charlotte; Vansant, Emilie C.; Braber, Bowie den; Olesen, Rasmus Skov (17 September 2021). “Rethinking the approach of a global shift toward plant-based diets” (英語). One Earth 4 (9):  1201–1204. Bibcode: 2021OEart...4.1201R. doi:10.1016/j.oneear.2021.08.018.
184. ↑  Zhang, Jintao; You, Qinglong; Ren, Guoyu; Ullah, Safi; Normatov, Inom; Chen, Deliang (24 January 2023). “Inequality of Global Thermal Comfort Conditions Changes in a Warmer World”. Earth's Future 11 (2):  e2022EF003109. Bibcode: 2023EaFut..1103109Z. doi:10.1029/2022EF003109.
185. ↑  Liu, Weihang; Zhou, Junxiong; Ma, Yuchi; Chen, Shuo; Luo, Yuchuan (3 February 2024). “Unequal impact of climate warming on meat yields of global cattle farming”. Communications Earth and Environment 5 (1):  65. Bibcode: 2024ComEE...5...65L. doi:10.1038/s43247-024-01232-x.
186. ↑  Hasegawa, Tomoko; Fujimori, Shinichiro; Takahashi, Kiyoshi; Yokohata, Tokuta; Masui, Toshihiko (29 January 2016). “Economic implications of climate change impacts on human health through undernourishment”. Climatic Change 136 (2):  189–202. Bibcode: 2016ClCh..136..189H. doi:10.1007/s10584-016-1606-4.
187. ↑  Springmann, Marco; Mason-D'Croz, Daniel; Robinson, Sherman; Garnett, Tara; Godfray, Charles J; Gollin, Douglas; Rayner, Mike; Ballon, Paola et al. (2 March 2016). “Global and regional health effects of future food production under climate change: a modelling study”. The Lancet 387 (10031):  1937–1946. doi:10.1016/S0140-6736(15)01156-3. PMID 26947322.
188. ↑  “Climate Change and Global Food Systems: Potential Impacts on Food Security and Undernutrition”. Annual Review of Public Health 38 (1):  259–277. (March 2017). doi:10.1146/annurev-publhealth-031816-044356. PMID 28125383.
189. ↑  “Box TS.2. Communication of uncertainty in the Working Group II Fourth Assessment”. Technical summary. Climate change 2007: impacts, adaptation and vulnerability: contribution of Working Group II to the fourth assessment report of the Intergovernmental Panel on Climate Change. Cambridge University Press (CUP): Cambridge, UK: Print version: CUP. This version: IPCC website. (2007). ISBN 978-0-521-88010-7.  オリジナルの8 June 2011時点におけるアーカイブ。 2011年5月4日閲覧。
190. ↑  “Executive summary”. Chapter 5: Food, Fibre, and Forest Products. Climate change 2007: impacts, adaptation and vulnerability: contribution of Working Group II to the fourth assessment report of the Intergovernmental Panel on Climate Change. Cambridge University Press. (2007). ISBN 978-0-521-88010-7.  オリジナルの12 March 2013時点におけるアーカイブ。 2013年1月9日閲覧。
191. ↑  “5.6.5 Food security and vulnerability”. Chapter 5: Food, Fibre, and Forest Products. Climate change 2007: impacts, adaptation and vulnerability: contribution of Working Group II to the fourth assessment report of the Intergovernmental Panel on Climate Change. Cambridge University Press. (2007). ISBN 978-0-521-88010-7.  オリジナルの2 November 2018時点におけるアーカイブ。 2011年6月25日閲覧。
192. ↑  Heinicke, Stefanie; Frieler, Katja; Jägermeyr, Jonas; Mengel, Matthias (18 March 2022). “Global gridded crop models underestimate yield responses to droughts and heatwaves”. Environmental Research Letters 17 (4):  044026. Bibcode: 2022ERL....17d4026H. doi:10.1088/1748-9326/ac592e.
193. 1 2  Lyon, Christopher; Saupe, Erin E.; Smith, Christopher J.; Hill, Daniel J.; Beckerman, Andrew P.; Stringer, Lindsay C.; Marchant, Robert; McKay, James et al. (2021). “Climate change research and action must look beyond 2100” (英語). Global Change Biology 28 (2):  349–361. doi:10.1111/gcb.15871. hdl:20.500.11850/521222. ISSN 1365-2486. PMID 34558764.
194. ↑  d'Amour, Christopher Bren; Wenz, Leonie; Kalkuh, Matthias; Steckel, Jan Christoph; Creutzig, Felix (29 February 2016). “Teleconnected food supply shocks”. Environmental Research Letters 11 (3):  035007. Bibcode: 2016ERL....11c5007B. doi:10.1088/1748-9326/11/3/035007.
195. ↑  Caparas, Monica; Zobel, Zachary; Castanho, Andrea D A; Schwalm, Christopher R (21 September 2021). “Increasing risks of crop failure and water scarcity in global breadbaskets by 2030”. Environmental Research Letters 16 (10). Bibcode: 2021ERL....16j4013C. doi:10.1088/1748-9326/ac22c1.
196. ↑  Hasegawa, Toshihiro; Wakatsuki, Hitomi; Nelson, Gerald C. (20 October 2022). “Evidence for and projection of multi-breadbasket failure caused by climate change”. Current Opinion in Environmental Sustainability 58. Bibcode: 2022COES...5801217H. doi:10.1016/j.cosust.2022.101217.
197. ↑  Mehrabi, Zia; Ramankutty, Navin (15 April 2019). “Synchronized failure of global crop production”. Nature Ecology & Evolution 3 (5):  780–786. Bibcode: 2019NatEE...3..780M. doi:10.1038/s41559-019-0862-x. hdl:2429/70224. PMID 30988491.
198. ↑  Kornhuber, Kai; Coumou, Dim; Vogel, Elisabeth; Lesk, Corey; Donges, Jonathan F.; Lehmann, Jascha; Horton, Radley M. (9 December 2019). “Amplified Rossby waves enhance risk of concurrent heatwaves in major breadbasket regions”. Nature Climate Change 10 (1):  48–53. Bibcode: 2019NatCC..10...48K. doi:10.1038/s41558-019-0637-z. hdl:1871.1/08ff0c33-fdd1-41e7-8a08-20f528a5a999.
199. ↑  Kang, Suchul; Eltahir, Elfatih A. B. (31 July 2018). “North China Plain threatened by deadly heatwaves due to climate change and irrigation”. Nature Communications 9 (1):  3528. Bibcode: 2023NatCo..14.3528K. doi:10.1038/s41467-023-38906-7. PMC 10319847. PMID 37402712.
200. ↑  Tandon, Ayesha (2024年10月30日). “More than half a trillion hours of work lost in 2023 due to 'heat exposure'” (英語). Carbon Brief. 2024年11月1日閲覧。
201. ↑  “Are food insecure smallholder households making changes in their farming practices? Evidence from East Africa”. Food Security 4 (3):  381–397. (2012). doi:10.1007/s12571-012-0194-z.
202. ↑  “When Hard Jobs Turn Hazardous” (英語). The New York Times. (2021年9月4日). ISSN 0362-4331 2021年9月4日閲覧。
203. 1 2 3 4  “The role for scientists in tackling food insecurity and climate change”. Agriculture & Food Security 1 (10):  10. (2012). Bibcode: 2012AgFS....1...10B. doi:10.1186/2048-7010-1-10.
204. ↑  Mondal, Sanjit Kumar; Su, Buda; Huang, Jinlong; Zhai, Jianqing; Wang, Guojie; Kundzewicz, Zbigniew W.; Wang, Yanjun; Jiang, Shan et al. (3 May 2024). “Climate Change Will Aggravate South Asian Cropland Exposure to Drought by the Middle of 21st Century”. Earth's Future 12 (5):  e2023EF003872. Bibcode: 2024EaFut..1203872M. doi:10.1029/2023EF003872.
205. ↑  “Human-induced climate change increased drought severity in Horn of Africa” (英語). World Weather Attribution (2023年4月27日). 2023年10月1日閲覧。
206. ↑  OECD/FAO (2016). OECD‑FAO Agricultural Outlook 2016‑2025. OECD Publishing. pp. 59–61. ISBN 978-92-64-25323-0
207. ↑   (英語) SOFI 2019 – The State of Food Security and Nutrition in the World. Food and Agriculture Organization of the United Nations. (2021). doi:10.4060/CB4474EN. ISBN 978-92-5-134325-8
208. ↑  Läderach, Peter; Martinez-Valle, Armando; Bourgoin, Clement; Parker, Louis (27 March 2019). “Vulnerability of the agricultural sector to climate change: The development of a pan-tropical Climate Risk Vulnerability Assessment to inform sub-national decision making”. PLOS ONE 14 (3):  e0213641. Bibcode: 2019PLoSO..1413641P. doi:10.1371/journal.pone.0213641. PMC 6436735. PMID 30917146.
209. ↑  Parry, M. L., ed (2007). “Summary for Policymakers: C. Current knowledge about future impacts”. Climate Change 2007: Impacts, Adaptation and Vulnerability. Contribution of Working Group II to the Fourth Assessment Report of the Intergovernmental Panel on Climate Change. Cambridge University Press.  オリジナルの2 November 2018時点におけるアーカイブ。 2023年12月13日閲覧。
210. ↑  Dhanush, D.; Bett, B. K.; Boone, R. B.; Grace, D.; Kinyangi, J.; Lindahl, J. F.; Mohan, C. V.; Ramírez Villegas, J. et al. (2015). “Impact of climate change on African agriculture: focus on pests and diseases”. CGIAR Research Program on Climate Change, Agriculture and Food Security.
211. ↑  “Supporting Sub-Saharan Africa's Farmers – Bayer – Crop Science”. www.cropscience.bayer.com. 2019年8月15日閲覧。
212. ↑  Dinku, Tufa. “Overcoming challenges in the availability and use of climate data in Africa”. ICT Update CTA. 2022年11月1日時点のオリジナルよりアーカイブ。2023年12月13日閲覧。
213. ↑  Thornton, Philip K; Ericksen, Polly J; Herrero, Mario; Challinor, Andrew J (November 2014). “Climate variability and vulnerability to climate change: a review”. Global Change Biology 20 (11):  3313–3328. Bibcode: 2014GCBio..20.3313T. doi:10.1111/gcb.12581. PMC 4258067. PMID 24668802.
214. ↑  Sabiiti, Geoffrey; Ininda, Joseph Mwalichi; Ogallo, Laban Ayieko; Ouma, Jully; Artan, Guleid; Basalirwa, Charles; Opijah, Franklin; Nimusiima, Alex et al. (2018). “Adapting Agriculture to Climate Change: Suitability of Banana Crop Production to Future Climate Change over Uganda”. Limits to Climate Change Adaptation. Climate Change Management. pp. 175–190. doi:10.1007/978-3-319-64599-5_10. ISBN 978-3-319-64598-8
215. ↑  Sabiiti, Geoffrey; Ininda, Joseph Mwalichi; Ogallo, Laban; Opijah, Franklin; Nimusiima, Alex; Otieno, George; Ddumba, Saul Daniel; Nanteza, Jamiat et al. (2016). “Nanteza and C. Basalirwa. 2016. Empirical relationship between banana yields and climate variability over Uganda”. Journal of Environmental & Agricultural Sciences 7:  3–13.
216. ↑  “A1 – 1 Sustainability, food security and climate change: three intertwined challenges”. Climate-Smart Agriculture Sourcebook. Food and Agriculture Organization of the United Nations 2019年8月15日閲覧。
217. ↑  Shah, Hassnain; Hellegers, Petra; Siderius, Christian (2021-01-01). “Climate risk to agriculture: A synthesis to define different types of critical moments”. Climate Risk Management 34:  100378. Bibcode: 2021CliRM..3400378S. doi:10.1016/j.crm.2021.100378. ISSN 2212-0963.
218. ↑  Rosane, Olivia (2020年1月27日). “Worst Locust Swarm to Hit East Africa in Decades Linked to Climate Crisis”. Ecowatch 2020年2月6日閲覧。
219. ↑  Mendelsohn, Robert (1 April 2014). “The Impact of Climate Change on Agriculture in Asia” (英語). Journal of Integrative Agriculture 13 (4):  660–665. Bibcode: 2014JIAgr..13..660M. doi:10.1016/S2095-3119(13)60701-7. ISSN 2095-3119.
220. ↑  “Direct and indirect impacts of climate change on wheat yield in the Indo-Gangetic plain in India” (英語). Journal of Agriculture and Food Research 4:  100132. (2021). doi:10.1016/j.jafr.2021.100132. hdl:10037/21611.
221. ↑  “Impact of Climate Change on Livestock in Bangladesh: A Review of What We Know and What We Need to Know”. American Journal of Agricultural Science Engineering and Technology 3 (2):  18–25. (2016). doi:10.54536/ajaset.v3i2.40.  オリジナルの28 July 2020時点におけるアーカイブ。 2022年3月6日閲覧。.
222. ↑  
“Chapter 11: Australia and New Zealand: Executive summary”. Climate Change 2007: Impacts, Adaptation and Vulnerability. Contribution of Working Group II to the Fourth Assessment Report of the Intergovernmental Panel on Climate Change. Cambridge University Press. (2007).  オリジナルの8 August 2018時点におけるアーカイブ。
223. ↑  “Climate change adaptation in the agriculture sector in Europe” (英語). www.eea.europa.eu (2019年9月3日). 2025年7月8日閲覧。
224. 1 2 3 4  “Vulnerability of the agricultural sector of Latin America to climate change”. Climate Research 9:  1–7. (1997). Bibcode: 1997ClRes...9....1B. doi:10.3354/cr009001.
225. ↑  “Climate Change, Agriculture, and Developing Countries: Does Adaptation Matter?”. The World Bank Research Observer 14 (2):  277–293. (1 August 1999). doi:10.1093/wbro/14.2.277.
226. 1 2 3  “The potential impacts of climate change on maize production in Africa and Latin America in 2055”. Global Environmental Change 13 (1):  51–59. (April 2003). Bibcode: 2003GEC....13...51J. doi:10.1016/S0959-3780(02)00090-0.
227. ↑  “What's Really Driving Immigrants North from Central America”. The State of Things. (2019年2月22日) 2021年6月1日閲覧。
228. ↑  “Living Smallholder Vulnerability: The Everyday Experience of Climate Change in Calakmul, Mexico”. Journal of Latin American Geography (University of Texas Press) 19 (2):  110–142. (March 2020). doi:10.1353/lag.2020.0028.
229. ↑  “Billion-Dollar Weather and Climate Disasters: Table of Events – National Centers for Environmental Information (NCEI)”. 2025年7月1日閲覧。
230. ↑  “Vulnerability of riparian ecosystems to elevated CO2 and climate change in arid and semiarid western North America”. Global Change Biology 18 (3):  821–842. (2012). Bibcode: 2012GCBio..18..821P. doi:10.1111/j.1365-2486.2011.02588.x.  オリジナルの26 May 2013時点におけるアーカイブ。.
231. ↑  “Climate change impacts on Canadian yields of spring wheat, canola and maize for global warming levels of 1.5 °C, 2.0 °C, 2.5 °C and 3.0 °C”. Environmental Research Letters 14 (7):  074005. (1 July 2019). Bibcode: 2019ERL....14g4005Q. doi:10.1088/1748-9326/ab17fb. ISSN 1748-9326.
232. ↑  Vermeulen, J.; Campbell, L.; Jones, R. (2023). “Climate change risks to global food security require urgent adaptation and mitigation”. Nature Food 4 (2):  123–131. doi:10.1038/s43016-023-00709-w. PMID 37117859.
233. ↑  “Emergent risks and key vulnerabilities”. Climate Change 2014: Impacts, Adaptation, and Vulnerability. Cambridge, United Kingdom and New York, NY, USA: Cambridge University Press. (2014). pp. 1039–1099. "Part A: Global and Sectoral Aspects. Contribution of Working Group II to the Fifth Assessment Report of the Intergovernmental Panel on Climate Change"
234. ↑  Niles, Meredith T.; Ahuja, Richie; Barker, Todd; Esquivel, Jimena; Gutterman, Sophie; Heller, Martin C.; Mango, Nelson; Portner, Diana et al. (June 2018). “Climate change mitigation beyond agriculture: a review of food system opportunities and implications” (英語). Renewable Agriculture and Food Systems 33 (3):  297–308. doi:10.1017/S1742170518000029. ISSN 1742-1705.
235. ↑  Anyiam, P. N.; Adimuko, G. C.; Nwamadi, C. P.; Guibunda, F. A.; Kamale, Y. J. (31 December 2021). “Sustainable Food System Transformation in a Changing Climate” (英語). Nigeria Agricultural Journal 52 (3):  105–115. ISSN 0300-368X.
236. ↑  Nelson GC, Rosegrant MW, Koo J, Robertson R, Sulser T, Zhu T, et al. (October 2009). Climate Change: Impact on Agriculture and Costs of Adaptation (PDF) (Report). Washington, DC: International Food Policy Research Institute. 2016年5月5日時点のオリジナル (PDF)よりアーカイブ. 2016年8月12日閲覧.
237. ↑  “Climate Change, Agriculture, and Poverty”. Applied Economic Perspectives and Policy 32 (3):  355–385. (June 2010). doi:10.1093/aepp/ppq016. hdl:10986/3949.
238. ↑  Berthouly-Salazar, Cécile; Vigouroux, Yves; Billot, Claire; Scarcelli, Nora; Jankowski, Frédérique; Kane, Ndjido Ardo; Barnaud, Adeline; Burgarella, Concetta (2019). “Adaptive Introgression: An Untapped Evolutionary Mechanism for Crop Adaptation” (英語). Frontiers in Plant Science 10:  4. Bibcode: 2019FrPS...10....4B. doi:10.3389/fpls.2019.00004. ISSN 1664-462X. PMC 6367218. PMID 30774638.
239. ↑  “Diverse water sources key to food security: report” (英語). Reuters. (2010年9月6日) 2023年2月8日閲覧。
240. ↑  Nabuurs, G-J.、Mrabet, R.、Abu Hatab, A.、Bustamante, M.「Chapter 7: Agriculture, Forestry and Other Land Uses (AFOLU)」『Climate Change 2022: Mitigation of Climate Change』　、750頁。doi:10.1017/9781009157926.009。.
241. ↑  “How livestock farming affects the environment” (英語). www.downtoearth.org.in. 2022年2月10日閲覧。
242. ↑   Livestock's long shadow: environmental issues and options. Food and Agriculture Organization of the UN. (2006). ISBN 978-92-5-105571-7.  オリジナルの25 June 2008時点におけるアーカイブ。
243. ↑  “FAO - News Article: Food systems account for more than one third of global greenhouse gas emissions” (英語). www.fao.org. 2025年7月8日閲覧。
244. ↑  FAO (2020). Emissions due to agriculture. Global, regional and country trends 2000–2018 (PDF) (Report). FAOSTAT Analytical Brief Series. Vol. 18. Rome. p. 2. ISSN 2709-0078.
245. ↑  Section 4.2: Agriculture's current contribution to greenhouse gas emissions, in: HLPE (June 2012). Food security and climate change. A report by the High Level Panel of Experts (HLPE) on Food Security and Nutrition of the Committee on World Food Security. Rome, Italy: Food and Agriculture Organization of the United Nations. pp. 67–69.  オリジナルの12 December 2014時点におけるアーカイブ。
246. ↑  Sarkodie, Samuel A.; Ntiamoah, Evans B.; Li, Dongmei (2019). “Panel heterogeneous distribution analysis of trade and modernized agriculture on CO2 emissions: The role of renewable and fossil fuel energy consumption” (英語). Natural Resources Forum 43 (3):  135–153. doi:10.1111/1477-8947.12183. ISSN 1477-8947.
247. ↑  “Carbon emissions from fertilizers could be reduced by as much as 80% by 2050”. Science Daily.   University of Cambridge. 2023年2月17日閲覧。
248. ↑  Rhodes, Christopher J. (2017-03-01). “The Imperative for Regenerative Agriculture” (英語). Science Progress 100 (1):  80–129. doi:10.3184/003685017X14876775256165. ISSN 0036-8504.
249. ↑  Kumar, R.; Singh, R.; Sharma, R. (2023). “Greenhouse gases emission from agricultural soil: A review”. Environmental Advances 13:  100040. doi:10.1016/j.envadv.2023.100040.